# محافظة الأقصر
محافظة الأقصر هي محافظة مصرية تقع في إقليم جنوب الصعيد وتتوزع مراكزها ومدنها على ضفتي نهر النيل وعاصمتها هي مدينة الأقصر التي كانت قديماً تمثل مدينة طيبة عاصمة مصر خلال عدة حقب فرعونية. أنشئت المحافظة طبقاً للقرار الجمهوري رقم 378 لسنة 2009 الصادر في 9 ديسمبر 2009. تمتلك المحافظة مجموعة نادرة من الأماكن الأثرية التي لا يزال الكثير منها محتفظاً بحالته ومن أشهرها: معبد الأقصر، معابد الكرنك، مقابر وادي الملوك، وادي الملكات، المعابد الجنائزية، معبد إسنا وغيرها، بجانب القطع الأثرية الفريدة التي يعرضها متحف الأقصر. ظلت عاصمة المحافظة (طيبة) عاصمة لمصر حتى بداية الأسرة السادسة الفرعونية، حين انتقلت العاصمة إلى (منف) في الشمال.:173:178
استُلهم اسم المحافظة من اسم عاصمتها الأقصر التي تعددت أسماؤها على مر العصور، فكان أشهرها مدينة المائة باب، مدينة الشمس، مدينة النور، مدينة الصولجان «واست»، وأطلق عليها العرب «الأقصر» لكثرة قصورها «معابدها». تجذب الأقصر شريحة كبيرة من السياحة الوافدة إلى مصر، لما تمتلكه من تراث إنساني ساهم بشكل كبير في ربط الحاضر مع الحضارة المصرية القديمة، واختيرت عاصمةً للسياحة العالمية لعام 2016، وعاصمة للثقافة العربية عام 2017. كان العيد القومي للمحافظة هو يوم صدور قرار تأسيسها في 9 ديسمبر وذلك حتى 20 مايو 2015 الذي وافق فيه مجلس الوزراء على تعديل موعد الاحتفال بالعيد القومي للمحافظة إلى 4 نوفمبر من كل عام، وهو اليوم الذي يوافق ذكرى اكتشاف مقبرة توت عنخ آمون.
تقع المحافظة على مساحة 2959.6 كم² بين خطي عرض 36-25 شمالاً، و 33-32 شرقاً، وتنقسم إدارياً إلى مدينة الأقصر، مركز البياضية، مركز القرنة، مركز أرمنت، مركز الطود، مركز إسنا، مدينة الأقصر الجديدة، مدينة طيبة الجديدة، ويحدها شمالاً محافظة قنا وجنوباً محافظة أسوان وشرقاً محافظة البحر الأحمر وغرباً محافظة الوادي الجديد.

## التسمية
| R19 |

| R19 |

| R19 |

| R19 |

| R19 | t · niwt |

| R19 | t · niwt |

| R19 | t · niwt |

| R19 | t · niwt |

| niwt · t · Z1 | M24 | t |

| niwt · t · Z1 | M24 | t |

| niwt · t · Z1 | M24 | t |

| niwt · t · Z1 | M24 | t |

| O28 | nw · niwt | Sma |

| O28 | nw · niwt | Sma |

| O28 | nw · niwt | Sma |

| O28 | nw · niwt | Sma |

اسم «الأقصر» هو الاسم العربي الذي أطلق على مدينة الأقصر التي تمثّل قلب المحافظة الحالية حديثة النشأة، والاسم جمع لكلمة قصر في إشارة إلى بقايا معابد المدينة. أما قديماً فقد كان لها عدة أسماء عبر العصور، فكانت تدعى «واست» وهو نفس اسم الإقليم الرابع من أقاليم الوجه القبلي الذي كانت تتبعه، ودعت أيضاً «نيوت» أي المدينة وهو الاسم الذي أشارت إليه التوراة بـ «نو» أو «نو - آمون» أي مدينة آمون، وكثيراً ما كان يطلق عليها «أبت الثنائية» في إشارة لقسمي المدينة اللذين يمثلهما معبدي الأقصر والكرنك، ومن الوارد أنه خلال عهد الدولة الحديثة أطلق عليها «آبي» أو «آبة» وهو اسم أماكنها المقدسة وأضيف إليه أداة التعريف للمؤنث «تا» ومنها جاء اسم «تابي» أو «تيبه» أو «طيبة». ولقبت أيضاً بـ «مدينة المائة باب» إما بسبب صروح معابدها أو بسبب أبواب أسوارها المحصنة. وخلال العصور اليونانية الرومانية سمي الإقليم بـ «ديوسبوليس مجالا» أو «ديوسبوليس ماجنا» بمعنى المدينة الكبرى لزيوس، أما مدينة الأموات بالشاطئ الغربي فكانت تدعى «واست آمنتت» أي طيبة الغربية ودعت أيضاً «برحاتحور» أي بيت حاتحور نسبة إلى الإلهة المصرية القديمة.:ج3ص2:3:44:72:6

## التاريخ

### العصور القديمة
تعد محافظة الأقصر بتنظيمها الحالي انعكاساً قريباً للإقليم الرابع من أقاليم مصر العليا القديمة والذي كان يسمى إقليم «واست» أو «الصولجان» وهو نفس اسم العاصمة التي كانت تضم مدينة الأحياء على الضفة اليمنى (الأقصر والكرنك) ومدينة الأموات على الضفة اليسرى (الجبانة والمعابد الجنائزية). تكون الإقليم قديماً من أربع مدن هي مدينة طيبة، ومدينة أيون أو أون «أرمنت حالياً» - التي كانت عاصمة الإقليم قبل أن ينتقل مركز الإقليم إلى طيبة -، ومدينة طود، ومدينة المدامود.:43:44
امتازت طيبة بموقعها في سهل فسيح خصب حيث ترتد الصحراء الشرقية إلى الشرق وكان مجرى النهر عريضاً بينها وبين الشاطئ الغربي حيث تقترب الصحراء الغربية من نهر النيل الذي قامت على ضفتيه حضارة قديمة تشهد عليها المعابد الفسيحة والصروح الضخمة والمسلات الشاهقة. يرجع تاريخ الإنسان في تلك المنطقة إلى العصر الحجري القديم. وفي عصر ما قبل الأسرات (4000-3000 ق.م.) اتخذ أهل المدينة مساكن إلى الشمال والجنوب من منطقة القرنة الحالية، وفي عصر الدولة القديمة (3000-2100 ق.م.) أصبحت طيبة جزءاً متكاملاً من مصر، حتى أصبحت في عصر الأسرة السادسة مقراً لإدارة أقاليم مصر العليا أو المقاطعة الرابعة للوجه القبلي، وارتفعت مكانتها خلال القرن الواحد والعشرين ق.م. في عهد الأسرة الحادية عشر بعدما قام حكامها بإخضاع حكام باقي الأقاليم، وبعد عصر الانتقال الثاني كانت أيضاً أسرة طيبة هي من استطاعت إجلاء الغزاة الهكسوس عن حكم مصر وتوحيد أقاليمها مرة أخرى، وتحت حكم التحامسة من الأسرة الثامنة عشر والرعامسة من الأسرتين التاسعة عشر والعشرين أصبح إله طيبة المحلي آمون هو الإله الرئيسي للبلاد، وشيدت له المعابد في أنحاء طيبة، فتركزت بذلك مراكز القوى وثروات الإمبراطورية في المدينة، وفي عصر الانتقال الثالث كان لطيبة أسرة حاكمة من الملوك الكهنة، وخلال القرن الثامن ق.م. غزا مصر الكوشيون وجعلوا طيبة مركزاً دينياً لهم لما يقرب من مائة عام، ومع وصول الاحتلال الآشوري دمرت طيبة ونهبت، ولكنها أصلحت في عهد ملوك العصر الصاوي، ويقال أن الاحتلال الفارسي دمر المدينة، إلا أنها استعادت جزء ضئيل من رونقها مع حكم الإسكندر وخلفائه من البطالمة وطوال العصر الروماني، حتى حدث زلزال عام 27 ق.م. الذي نشر الدمار بين مباني المدينة.:ج3ص-ح:72:74:7:9:41:46:11:12

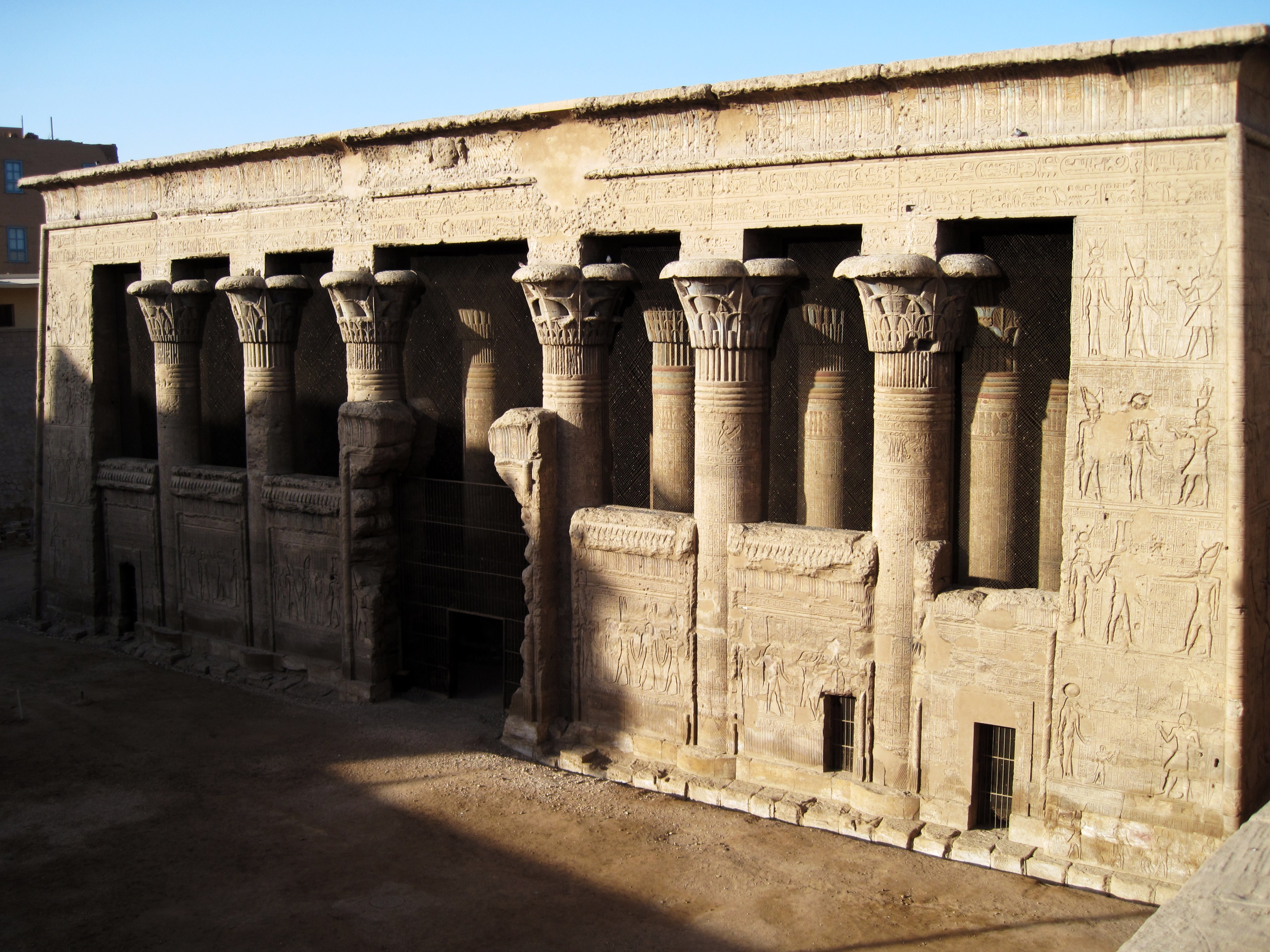
معبد خنوم بإسنا

من المدن القديمة بالمحافظة أرمنت التي أطلق عليها «بير مونت» أو بيت منت نسبة لإله الحرب المحلي منتو أو مونت والتي ترجمت فيما بعد إلى اليونانية باسم «هيرمونتيس»، وكانت تسمى مدينة «أون الجنوبية» لتمييزها عن مدينة أون الشمالية (هيليوبوليس).:ج4ص9 بالقرب من أرمنت تقع مدينة الطود التي عرفت قديماً باسم «بتوفيوم» وبها معبد مونتو الذي يعود إلى العصر البطلمي.:ج4ص14:15
بين الأقصر وإسنا تقع قرية بين الجبلين أو جبلين التي سميت بهذا الاسم لتميزها بوجود ربوتين عاليتين من الجير نشأت تحتهما قديماً مدينتان الأولى هي «بير حاتحور» بمعنى منزل حاتحور نسبة إلى إلهة السماء والحب حتحور، وتحول هذا الاسم باليونانية إلى «باثوريس» أو «باتيريس» ثم أطلق عليها اسم آخر هو «أفروديتربوليس» نسبة إلى إلهة الإغريق أفروديت. أما المدينة الثانية فتسمى «كروكوديلوبوليس» نسبة إلى الإله سوبك (الإله التمساح).:ج4ص14
وعلى ضفة النهر الغربية تحديداً في قرية عصفون المتاعنة كانت مدينة «أسفينيس» القديمة. أما مدينة إسنا فكانت تسمى قديماً «تاسنت»، ثم تحول الاسم إلى اللفظ اليوناني «لاتوبوليس» نسبة إلى سمكة اللاتس نبلوتيكوس النيلية «سمك قشر البياض» التي كانت تقدس بالمدينة.:ج4ص21 وقبالة إسنا توجد الحلة التي كانت تسمى «كونترالاتوبوليس».:ج4ص27 وعلى بعد 56 ميل من مدينة الأقصر تقع الكاب التي عرفت قديماً باسم «إيليثياسبوليس»، وقبالتها قرية الكوم الأحمر وهي المدينة القديمة «هيراكونوبوليس».:ج4ص28

### العصور الوسطى
بدأت المسيحية تنتشر في مصر خلال القرن الثاني الميلادي، وبعد عام 392 م حُرّمت الطقوس الوثنية نهائياً، وشيّد في الأقصر ما لا يقل عن ست كنائس لا تزال آثار منها باقية حتى الآن، وحُول أكثر من معبد إلى كنيسة، وشيّدت كنيسة في الركن الشمالي من الفناء الأول بمعبد الأقصر والتي شُيّد فوقها لاحقاً خلال العهد الإسلامي مسجد أي الحجاج، كما شُيّد دير قبطي داخل وفوق معبد الدير البحري. وفي عام 640 م دخل الإسلام مصر وعُثر حديثاً على خبيئة أثرية تعود للعصر المملوكي أثناء حفر طريق أبي الهول شمال الصرح الأول لمعبد الأقصر.:13

### العصر الحديث
محافظة الأقصر هي من محافظات مصر حديثة النشأة إدارياً حيث كانت مراكزها الحضرية موزعة قديماً بين مديريتي قنا وإسنا اللتا تكونتا لأول مرة سنة 1241 هـ من خلال تقسيم ولاية جرجا إلى أربع مأموريات هي أسيوط، جرجا، قنا، إسنا. ومنذ ذلك التاريخ خضعت المديريتان لإشراف مديرين أحياناً وأحياناً أخرى انضمتا تحت إشراف مدير واحد لأسباب مختلفة وذلك حتى انفصلا نهائياً في 25 أكتوبر 1868 للمرة الخامسة والأخيرة، وبقيت مديرية إسنا بمراكزها الأربعة (إسنا، إدفو، الكنوز، حلفا) قائمة بذاتها نحو عشرين سنة حتى عام 1888 حين ألغيت المديرية وألحق مركز إسنا بمديرية قنا وتكونت من المراكز الثلاث الأخرى مديرية جديدة باسم مديرية الحدود. يعود تاريخ إنشاء مركز إسنا إلى عام 1826 حين تأسس باسم قسم إسنا، أما مركز الأقصر فقد بدأ باسم قسم السلمية سنة 1880 وألغي هذا القسم سنة 1895 مع صدور قرار إنشاء مركز الأقصر ليكون سادس مراكز مديرية قنا وذلك اعتباراً من 1 يناير 1896 لتشمل دائرة اختصاصه 20 بلدة منها 14 كانت تشكل مركز السلمية والباقي من مركز إسنا.:ق2ج4ص23:28 ظلت الأقصر جزءاً من محافظة قنا حتى صدور القرار الجمهوري رقم 153 لسنة 1989 الذي فصل مدينة الأقصر عن محافظة قنا لتصبح مدينة ذات طابع خاص، لها مجلس أعلى برئاسة رئيس المدينة. في ديسمبر 2009 أصبحت الأقصر محافظة تضم مراكز أخرى كانت تابعة لمحافظة قنا بجانب مدينة الأقصر طبقاً لقرار رئيس الجمهورية رقم 378 لسنة 2009 بإنشاء محافظة الأقصر.

## الجغرافيا والسكان
يجري نهر النيل في رحلته عبر صعيد مصر في ثلاث نطاقات، فقبل أن يدخل مصر وحتى إسنا يجري على نطاق الخراسان النوبي بصخوره الرملية القديمة المتصلبة، وما بين إسنا وأرمنت يتحول إلى الكريتاسي فتكون الحافتان في هذه الشقة من الصخور الطباشيرية، ومن أرمنت وقنا حتى القاهرة تسود هضبة الحجر الجيري الأيوسيني.:ج1ص679:680 وعند الأقصر ترتفع الحافة الغربية عن مستوى السهل الفيضي بنحو 400 متر أما الحافة الشرقية فأقل ارتفاعاً وأكثر تدرجاً.:ج1ص681 وتقع محافظة الأقصر في إقليم جنوب صعيد مصر على ضفتي نهر النيل بمحوره المتجه نحو الشمال، وتحديداً عند بداية ثنية قنا التي تعد أكبر وأخطر انثنائه في اتجاه النهر بمحاورها الثلاثة المؤلفة من أضلاع مربع مفتوح غير كامل.:ج1ص626:627 بلغ عدد سكان المحافظة في عام 2012 حوالي 1300000 نسمة. وتصل أعلى درجات الحرارة صيفاً إلى 41 درجة مئوية وأقل درجة حرارة شتاءً إلى 8.5 درجة مئوية.

### الموقع
تقع محافظة الأقصر على مساحة 2959.6 كم² بين خطي عرض 36-25 شمالاً، و 33-32 شرقاً، وتبعد عن مدينة القاهرة حوالي 670 كم وعن محافظة أسوان حوالي 220 كم.

### التقسيم الإداري
تنقسم المحافظة إلى عدد من المراكز الإدارية والمدن هي::32
| المركز                            | المساحة    | عدد المدن | عدد الوحدات المحلية |
| --------------------------------- | ---------- | --------- | ------------------- |
| مدينة الأقصر                      |            | 1         |                     |
| مدينة الأقصر الجديدة              | 36.32 كم²  | 1         |                     |
| مدينة طيبة الجديدة (مركز الزيتية) | 38.42 كم²  | 1         |                     |
| مركز الزينية                      | 100 كم²    | 1         | 5                   |
| مركز البياضية                     | 43.64 كم²  | 1         | 3                   |
| مركز القرنة                       | 58.8 كم²   | 1         | 8                   |
| مركز أرمنت                        | 145.45 كم² | 1         | 4                   |
| مركز الطود                        | 130.5 كم²  | 1         | 5                   |
| مركز إسنا                         | 109.62 كم² | 1         | 8                   |

### المناخ
يسيطر على الأقصر مناخ صحراوي جاف قليل الأمطار إلا أنه أحياناً تسقط الأمطار بغزارة على التلال والجبال بالصحراء الشرقية في أوقات عدم استقرار الجو مسببة ما يُعرف بالسيول ويختلف المناخ مع تعاقب الفصول الأربعة فيتميز الشتاء والصيف باستقرار الأحوال الجوية ويغلب على الربيع والخريف الأحوال الجوية غير المستقرة والرياح الشديدة المحملة بالأتربة.:194
| البيانات المناخية لـلأقصر              | البيانات المناخية لـلأقصر | البيانات المناخية لـلأقصر | البيانات المناخية لـلأقصر | البيانات المناخية لـلأقصر | البيانات المناخية لـلأقصر | البيانات المناخية لـلأقصر | البيانات المناخية لـلأقصر | البيانات المناخية لـلأقصر | البيانات المناخية لـلأقصر | البيانات المناخية لـلأقصر | البيانات المناخية لـلأقصر | البيانات المناخية لـلأقصر | البيانات المناخية لـلأقصر |
| الشهر                                  | يناير                     | فبراير                    | مارس                      | أبريل                     | مايو                      | يونيو                     | يوليو                     | أغسطس                     | سبتمبر                    | أكتوبر                    | نوفمبر                    | ديسمبر                    | المعدل السنوي             |
| -------------------------------------- | ------------------------- | ------------------------- | ------------------------- | ------------------------- | ------------------------- | ------------------------- | ------------------------- | ------------------------- | ------------------------- | ------------------------- | ------------------------- | ------------------------- | ------------------------- |
| الدرجة القصوى °م (°ف)                  | 32.9 (91.2)               | 38.5 (101.3)              | 42.2 (108.0)              | 46.2 (115.2)              | 48.3 (118.9)              | 48.5 (119.3)              | 47.8 (118.0)              | 47.0 (116.6)              | 46.0 (114.8)              | 43.0 (109.4)              | 38.2 (100.8)              | 34.8 (94.6)               | 48.5 (119.3)              |
| متوسط درجة الحرارة الكبرى °م (°ف)      | 23.0 (73.4)               | 25.4 (77.7)               | 27.4 (81.3)               | 35.0 (95.0)               | 39.2 (102.6)              | 41.4 (106.5)              | 41.1 (106.0)              | 40.4 (104.7)              | 38.8 (101.8)              | 35.3 (95.5)               | 28.9 (84.0)               | 24.4 (75.9)               | 33.4 (92.1)               |
| المتوسط اليومي °م (°ف)                 | 13.8 (56.8)               | 15.9 (60.6)               | 20.2 (68.4)               | 25.6 (78.1)               | 29.6 (85.3)               | 32.2 (90.0)               | 32.3 (90.1)               | 31.8 (89.2)               | 29.7 (85.5)               | 25.9 (78.6)               | 20.0 (68.0)               | 15.1 (59.2)               | 24.3 (75.7)               |
| متوسط درجة الحرارة الصغرى °م (°ف)      | 5.4 (41.7)                | 7.1 (44.8)                | 10.4 (50.7)               | 16.0 (60.8)               | 20.2 (68.4)               | 22.6 (72.7)               | 23.6 (74.5)               | 23.2 (73.8)               | 21.3 (70.3)               | 17.3 (63.1)               | 11.6 (52.9)               | 7.1 (44.8)                | 15.5 (59.9)               |
| أدنى درجة حرارة °م (°ف)                | −0.3 (31.5)               | 0.2 (32.4)                | 0.0 (32.0)                | 6.5 (43.7)                | 12.5 (54.5)               | 16.0 (60.8)               | 19.2 (66.6)               | 19.2 (66.6)               | 15.8 (60.4)               | 9.8 (49.6)                | 3.7 (38.7)                | 0.7 (33.3)                | −0.3 (31.5)               |
| الهطول مم (إنش)                        | 0 (0)                     | 0 (0)                     | 0 (0)                     | 0 (0)                     | 0 (0)                     | 0 (0)                     | 0 (0)                     | 0 (0)                     | 0 (0)                     | 1 (0.0)                   | 0 (0)                     | 0 (0)                     | 1 (0.0)                   |
| متوسط أيام هطول الأمطار                | 0.2                       | 0.1                       | 0.1                       | 0.1                       | 0.1                       | 0.0                       | 0.0                       | 0.0                       | 0.0                       | 0.3                       | 0.0                       | 1.0                       | 1.9                       |
| متوسط الرطوبة النسبية (%)              | 55                        | 47                        | 39                        | 31                        | 29                        | 27                        | 30                        | 33                        | 37                        | 43                        | 51                        | 57                        | 39.9                      |
| ساعات سطوع الشمس اليومية               | 9                         | 10                        | 10                        | 10                        | 11                        | 12                        | 12                        | 12                        | 11                        | 10                        | 10                        | 9                         | 11                        |
| المصدر #1: NOAA                        |                           |                           |                           |                           |                           |                           |                           |                           |                           |                           |                           |                           |                           |
| المصدر #2: Weather2Travel for sunshine |                           |                           |                           |                           |                           |                           |                           |                           |                           |                           |                           |                           |                           |

### السكان

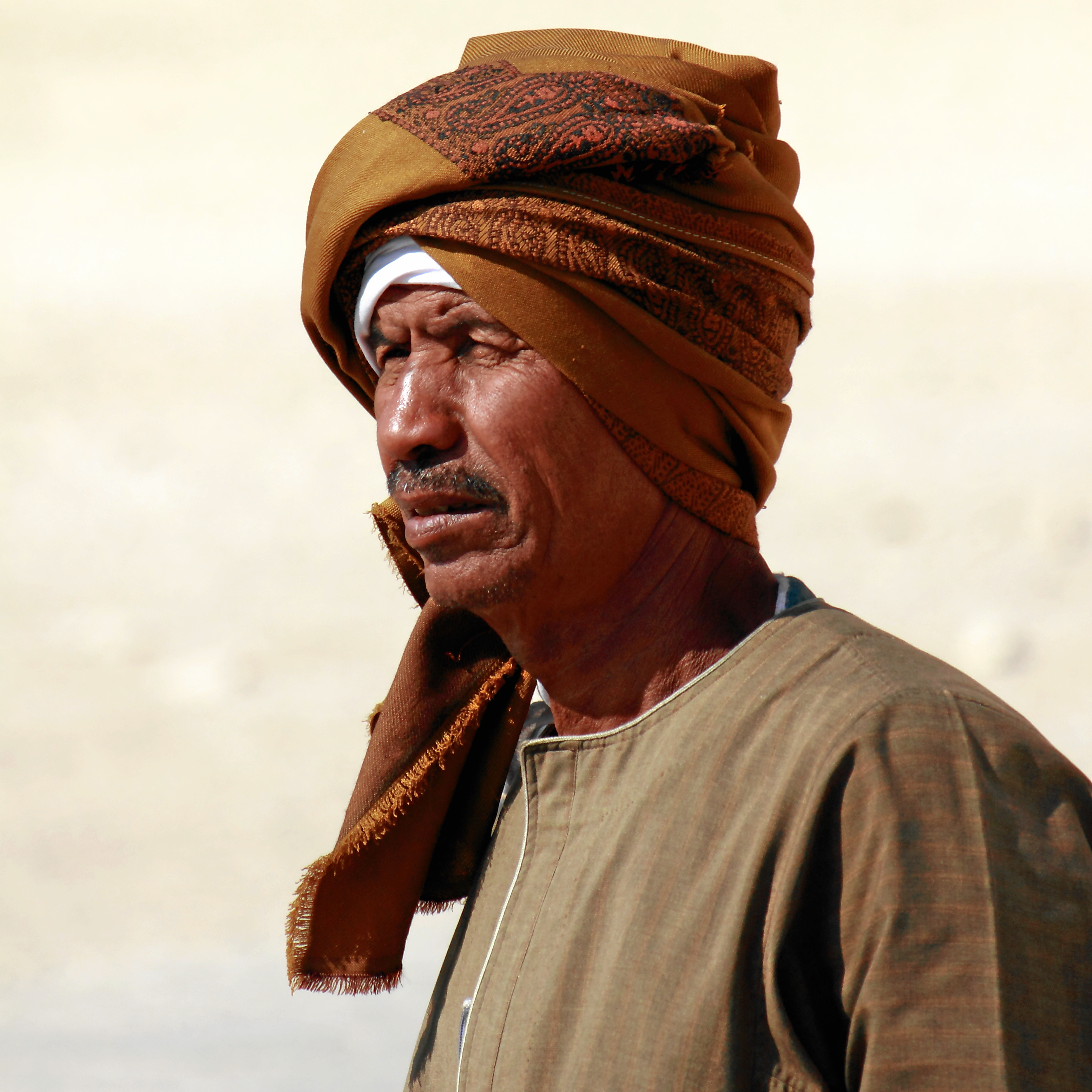
أقصري يرتدي الزي التقليدي

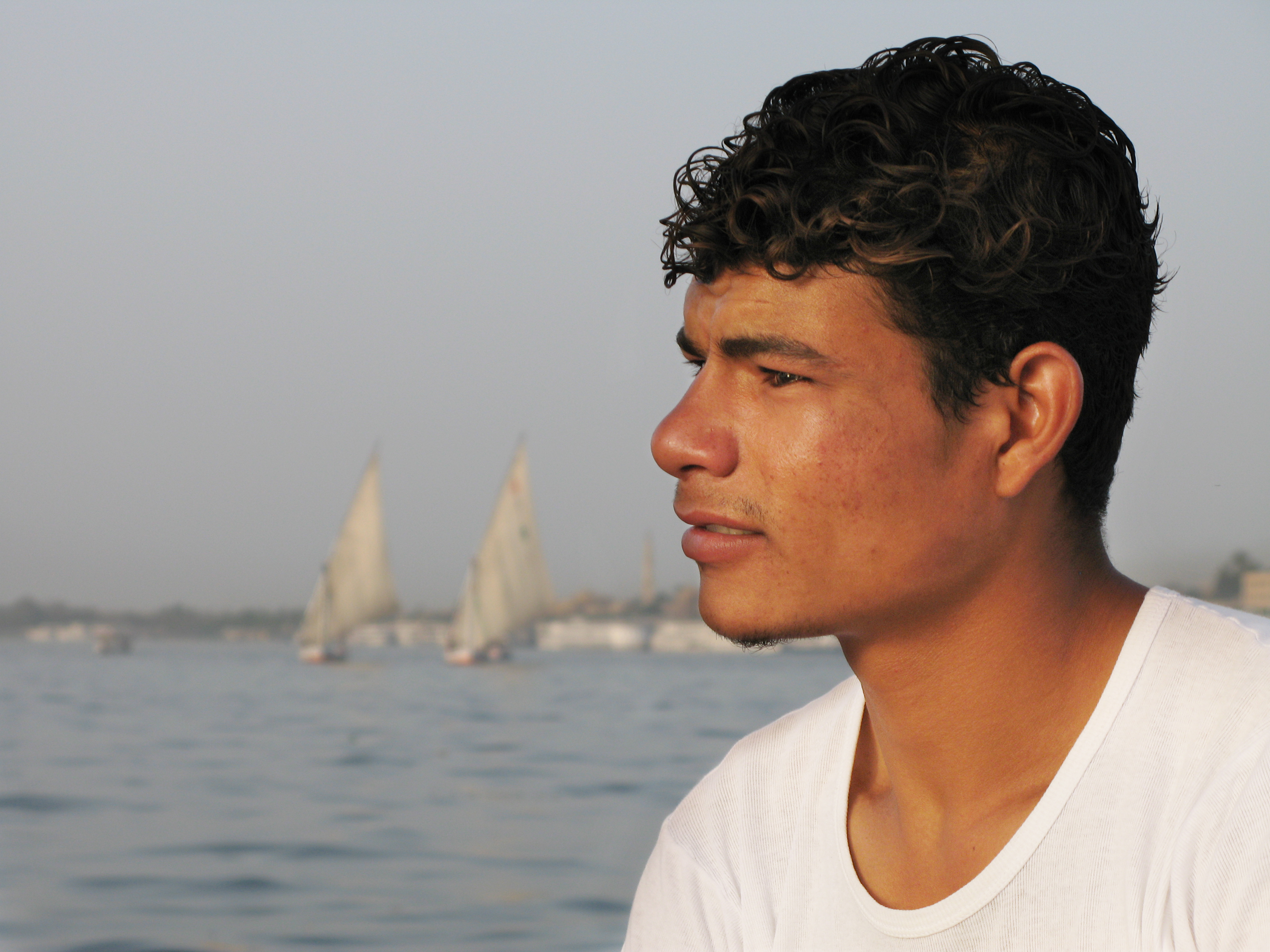
شاب أقصري على قارب

بلغ عدد سكان المحافظة 1,423,279 نسمة في التقدير الرسمي ليوليو 2024. تزخر مدينة الأقصر بعدد من العائلات والقبائل التي ينتمي بعضها إلى السلالات المصرية القديمة، والبعض الآخر إلى السلالات العربية التي وفدت من شبه الجزيرة العربية مع وبعد الفتح الإسلامي. تختلف العادات والتقاليد بالمحافظة من قرية إلى قرية إلا أنها متشابهة إلى حدٌ كبير فلا يزال الأهالي متمسكون بالنظام القبلي والمجالس العرفية خاصة في حل المشكلات وفض المنازعات ورد الحقوق. وبالرغم من انتشار الثقافة الغربية في الأماكن السياحية التي يختلط بها الأهالي بالوفود الأجنبية إلا أن التمسك بالعادات والتقاليد لا يزال هو السائد بين السكان. من أشهر القبائل بالمحافظة قبائل الفهدية، الحجاجية بالأقصر. الشلالين، التماسيح، أبو عصبة، النجع الطويل، بدران، السيالة بالكرنك. العماري، عطيتو، الديابات بالمنشأة. الأشراف الأدارسة، الطرابيش، القرينات، الزمبيلي بالزينية. نجوع الحبيل، الخولة، الشيبانية بالبياضية. الوابورات، الرشايدة، المواضي، والخلفاء، الزعايمة بأرمنت. آل حزين، آل مجاهد، آل راجح بإسنا. المساعيد والسلمانية بالمطاعنة التي تضم التراكي والسلامات والحواسر والجوادلة والحسيرات والنواجي والدفش والخلفلات. أما القبائل النوبية فاستوطنت قرية منشية النوبة بالطود بعد أن هاجرت من أسوان إلى الأقصر في عام 1933 حاملين معهم ثقافتهم وتراثهم الخاص بكل ما به من لغة وعادات وتقاليد.

#### اللغة
تحدث أهل الأقصر قديماً باللهجة الصعيدية القديمة (الأقصرية أو لهجة طيبة) وهي إحدى لهجات اللغة القبطية القديمة وكانت لهجة الأدب القبطي من القرن الرابع الميلادي إلى القرن العاشر الميلادي، ومع دخول العرب مصر أصبحت اللغة الأدبية الوحيدة في الصعيد، وظلت بجوارها الفيومية في الفيوم والبحيرية في الوجه البحري، وفي القرن التاسع الميلادي أصبحت اللهجة الرسمية للكنيسة المصرية. خلال العصر الفاطمي أمر الحاكم بأمر الله في عام 997 بإبطال التحدث باللغة القبطية نهائياً، فتجنب المصريون التحدث بها، لكنهم استعملوها في القرى والصعيد. مع انتشار اللغة العربية في مصر واستخدام أهل الأقصر لها ظلّت طريقة النطق الصعيدية القبطية للحروف والتعبيرات وقواعد الإبدال والحذف والترخيم مؤثرة على طريقة نطقهم للعربية حتى الآن.

#### العادات والتقاليد
للأقصر عاداتها وتقاليدها التي تميز مجتمعها المتنوع ثقافياً وعرقياً فمثلاً في عدة قرى في حالات الزواج تقوم العروس قبل الزفاف بزيارة لأولياء الله الصالحين ليباركوا زواجها فيما يعرف بـ«الزوار» ويحظى مقام سيدي أبو الحجاج الأقصري بالنصيب الأكبر من تلك الزيارات. وفي قرية المطاعنة يشترط عدم تزويج الفتاة إلا من ابن عمها أو ابن خالها. وفي قرية الضبعية في حالات الوفاة لا يتناول أهل المتوفى غير العدس لمدة 40 يوم. وفي قرية القرنة وعدة قرى أخرى يوجد نوع من الفن اسمه «الكفافة» وهو نوع من الأغاني مع التصفيق. وفي الأعياد ترسل الأسر الأقصرية «عشاء» من اللحوم والخضروات والفاكهة لكل بنات الأسرة المتزوجات، وإلى خطيبات الأبناء أيضاً.

## المعالم الطبيعية والسياحية

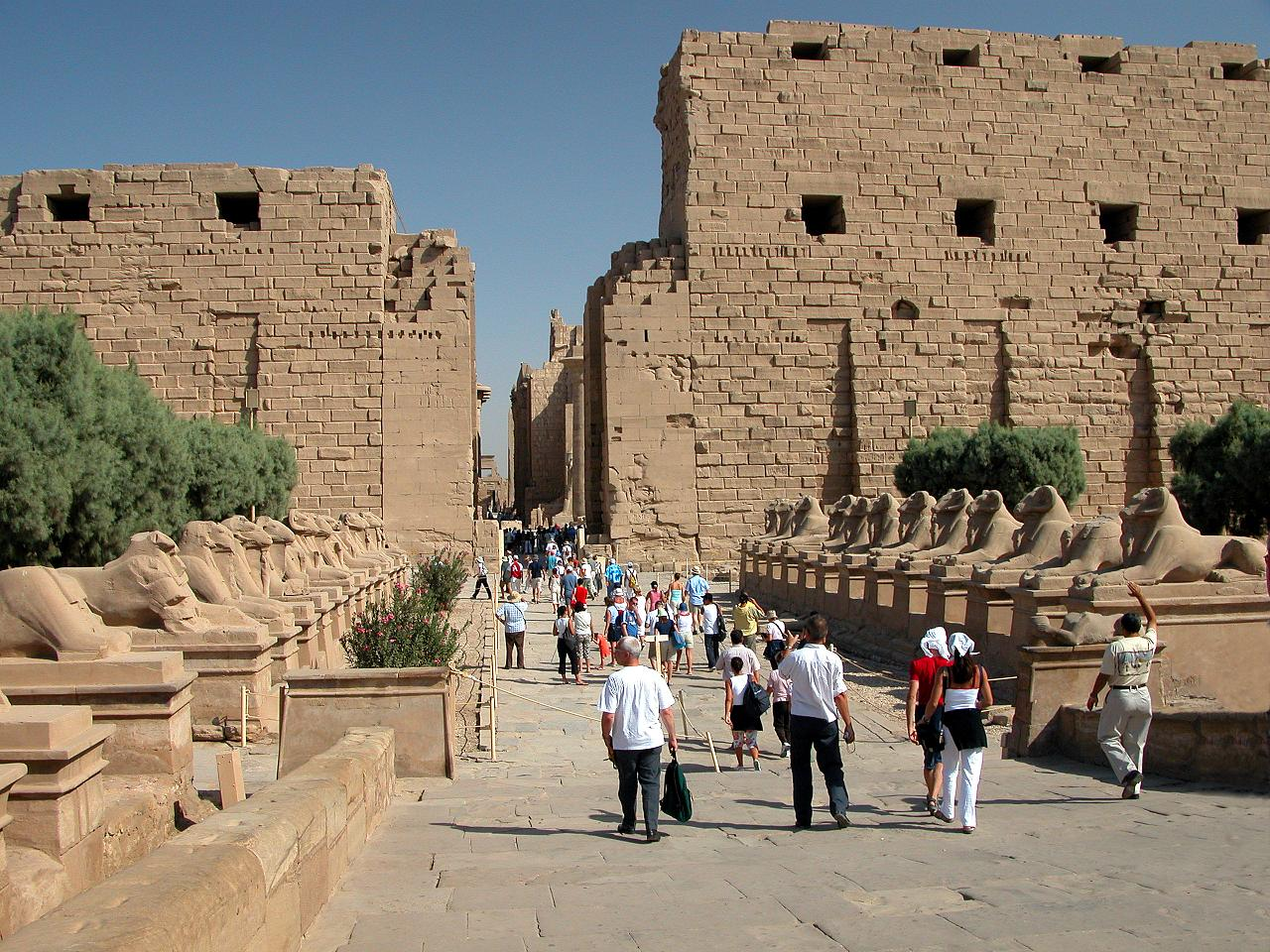
معبد الكرنك

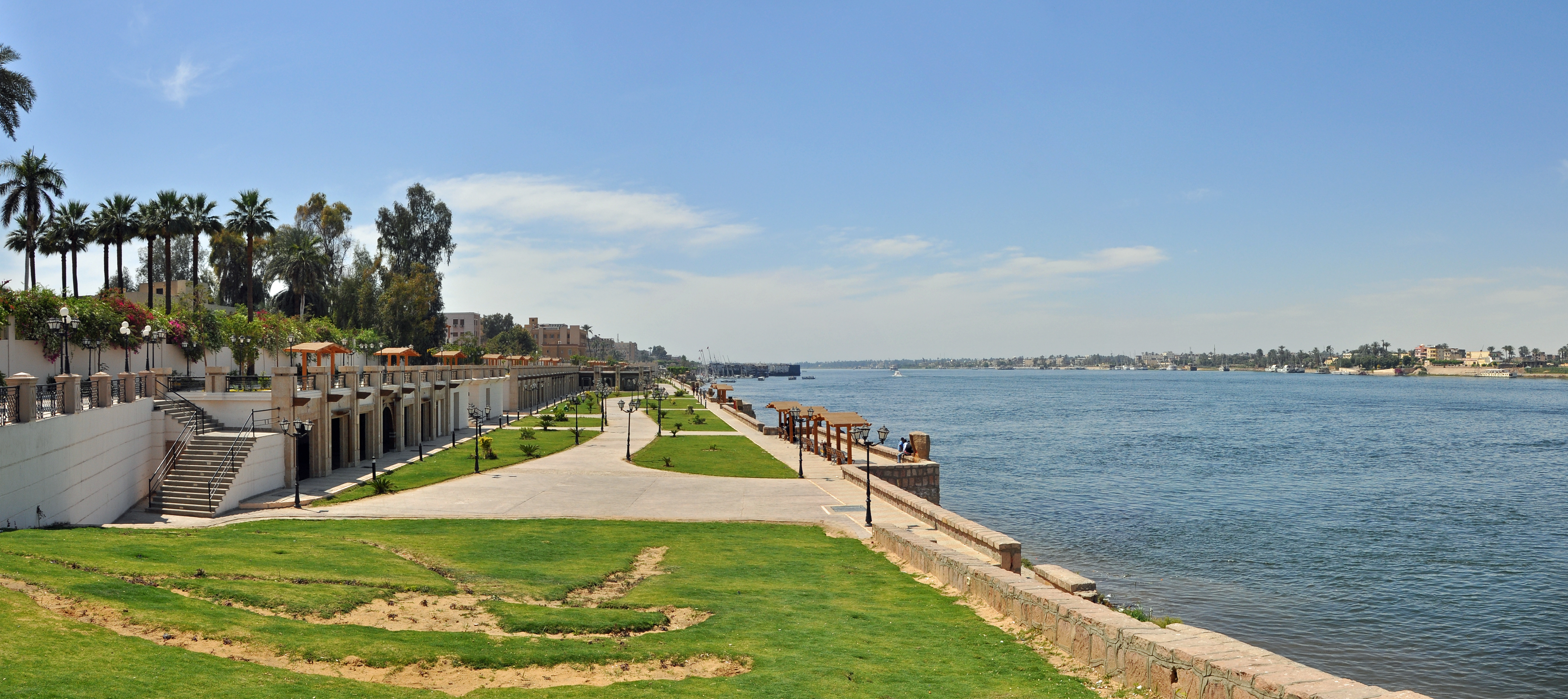
كورنيش الأقصر

تتركز معظم آثار المحافظة في مدينة الأقصر ما بين البر الشرقي حيث كانت مدينة الأحياء والبر الغربي حيث كانت مدينة الأموات. وأبرز ما يميز مدينة الأحياء هو معبد الكرنك أو معابد الكرنك شمالاً ومعبد الأقصر جنوباً والذي يربط فيما بينهما طريق الكباش التي كانت تمثل الآله آمون. وفي مدينة الأموات تقع المعابد الجنائزية وأهمها معبد رمسيس الثالث، ومعبد الرامسيوم الذي أقامه رمسيس الثاني، وبين المعبدين شُيد تمثالا ممنون لأمنوفيس الثالث. ويظل معبد حتشبسوت الذي أقيم بجوار معبد منتوحتب شاهداً على خصوصية التصميم المعماري لقدماء المصريين. أما بالنسبة للمقابر فقد اتخذ الملوك من المقابر المنحوتة في أعماق وادي الملوك مكاناً أميناً لرفاتهم بعيداً عن أيدي اللصوص. وكذلك وادي الملكات الذي يحتضن بعض المقابر المنحوتة لملكات الدولة الحديثة وبعض الأمراء الذين قضوا في سن صغيرة، وبين الواديين اختار كبار رجال الدولة بضع هضاب لنحت مقابرهم كي يظلوا بجوار ملوكهم وملكاتهم.:ج3ص-ح:ك وتنتشر أيضاً بعض بقايا المعابد في عدة مدن أخرى مثل معبد إسنا، معبد الطود، معبد الدامود.
في عام 1979 قررت لجنة اليونسكو إدراج مدينة طيبة القديمة ومقبرتها ضمن قائمة التراث العالمي لتحمل رقم 87 وذلك بما فيها من معابد ومقابر تشهد على واحدة من أقدم الحضارات يوم بلغت ذروتها خاصة في عصري الإمبراطوريتين الوسطى والحديثة.

### البر الشرقي «معابد مدينة الأقصر»

#### معبد الأقصر
تبلغ أبعاد معبد الأقصر 853 قدم طولاً و181 قدم في أقصى عرضه، ويرجع تاريخ الجزء الأكبر من المعبد إلى النصف الأخير من عهد الأسرة الثامنة عشر خلال فترة حكم أمنحتب الثالث «أمنوفيس الثالث» والنصف الأول من عهد الأسرة التاسعة عشر خلال فترة حكم رمسيس الثاني.:ج3ص15:23:105:106
بدأ بناء المعبد في عهد أمنحتب الثالث الذي كان جلوسه على العرش مخالفاً لتقاليد الحكم المصرية القديمة التي كانت توجب أن يكون الفرعون ابن فرعون وأميرة من سلالة مصرية ملكية أو أن يتزوج الابنة الكبرى للملك، ولم ينطبق على أمنحتب الثالث كلا الشرطين حيث كان ابن فرعون ولكن لم تكن أمه أو زوجته من سلالة مصرية ملكية، ولكي يقوم الملك الجديد بتقوية مركزه على العرش ادعى أنه ابن الآله آمون المندمج مع الإله رع تحت اسم آمون رع، ولدعم موقفه قام ببناء المعبد إرضاءً لكهنة آمون وفي نفس الوقت زيادة حظوظه في العالم الآخر.:ج3ص16:17
لم يمهل القدر أمنحتب الثالث حتى يتم معبده وقام ابنه أمنحتب الرابع «أمنوفيس الرابع» المشهور باسم أخناتون بوقف العمل في المعبد ومحو اسم آمون من على الجدران وأقام معبد الإله الجديد آتون في حرم المبنى الكبير، ولكن بعد موته استؤنف العمل في المعبد بشكل متواضع على يد توت عنخ آمون وآي وحورمحب وسيتي الأول، وذلك حتى عهد رمسيس الثاني الذي أضاف للمعبد الفناء الخارجي والصرح في النهاية الشمالية، وبعد ذلك أضاف الملوك منفتاح وسيتي الثاني ورمسيس الثالث والرابع والسادس إضافات محدود.:ج3ص17:18:178
بعد تلك الحقبة قام عدد من حكام مصر بأعمال ترميم للمعبد بما فيهم الإسكندر الأكبر الذي أعاد بناء الهيكل. مع أفول نجم طيبة وانتهاء توقير معابدها أقام المسيحيون الكنائس داخل المعبد وتبعهم المسلمون بإقامة مسجد أبي الحجاج.:ج3ص19

#### معابد الكرنك

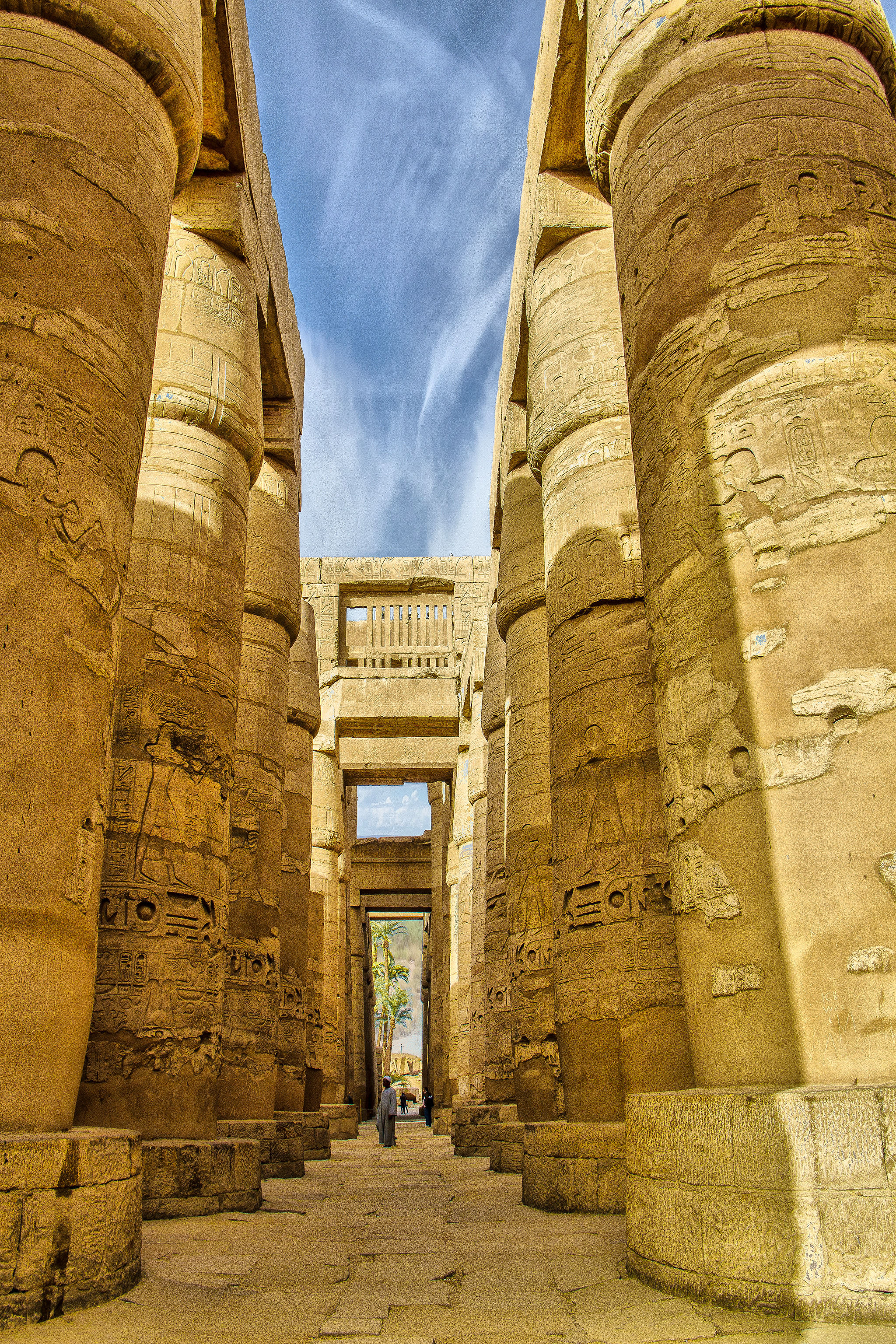
أعمدة معبد الكرنك

على بعد الميل ونصف تقريباً من معبد الأقصر تقع مجموعة فسيحة من المباني المقدسة عرفت باسم معابد الكرنك التي يعد قلبها معبد آمون رع الكبير وهو أكبر معابد مصر والعالم ولم يكن يفوقه حجماً سوى اللابرنت بالفيوم الذي بناه أمنمحات الثالث إلا أن مبانيه اختفت ولم يبق من معالمه إلا القليل.:ج3ص32
تعد الواجهة المعمارية للكرنك خليط من النماذج عبر العصور ولذلك يعتبر مستند تاريخي لحقبة زمنية تقارب الألفي عام تبدأ من الدولة الوسطى 2000 ق.م. وحتى عصر بطليموس الحادي عشر 80-51 ق.م.:ج3ص32
تتكون مجموعة معابد الكرنك من معبد آمون رع الكبير،:ج3ص42 معبد خونسو «الابن في ثالوث طيبة»،:ج3ص38 معبد موت «زوجة آمون رع»،:ج3ص68 معبد رمسيس الثالث،:ج3ص47 معبد بتاح وحاتحور،:ج3ص70 معبد مونتو.:ج3ص72:17:38
بدأ التاريخ المعماري لمعبد آمون رع الكبير مع عصر أمنحتب الأول «أمنوفيس الأول» الذي أقام الصرح الكبير للمعبد، وتبعه تحتمس الأول بإضافات هامة فشيد الفناء الكبير بالناحية الشمالية الغربية، وبنى الصرح الخامس والرابع، وأقام مسلتين من الجرانيت الأحمر لا تزال إحداهما قائمة، وشيد تحتمس الثاني أيضاً في الكرنك، وكذلك حتشبسوت التي أقامت مسلتين لا تزال إحداهما قائمة كأطول مسلة في مصر ولا يفوقها في الارتفاع سوى مسلة تحتمس الثالث القائمة في روما حالياً.:ج3ص34:35:39:41
ثم جاء تحتمس الثالث ليحيط مسلتي حتشبسوت بالمباني ويشيد الصرح السادس وصالة الأعمدة بين الصرحين السادس والخامس ومسلتين أمام الصرح الرابع وصالة كبيرة للأعياد. وفي عهد أمنحتب الثالث «أمنوفيس الثالث» شيد طريق الكباش، والصرح الثالث. فيما أقام حورمحب الصرحين التاسع والعاشر. أما بهو الأعمدة الكبير فقد بدء بنائه رمسيس الأول وأنم من بعده سيتي الأول الجزء الأعظم منه، حتى جاء رمسيس الثاني ليضيف الرسوم وتماثيل أبي الهول ويدعي أنه من أقام الصالة كلها.:ج3ص35:37

### البر الغربي «المعابد الجنائزية بمدينة الأقصر»

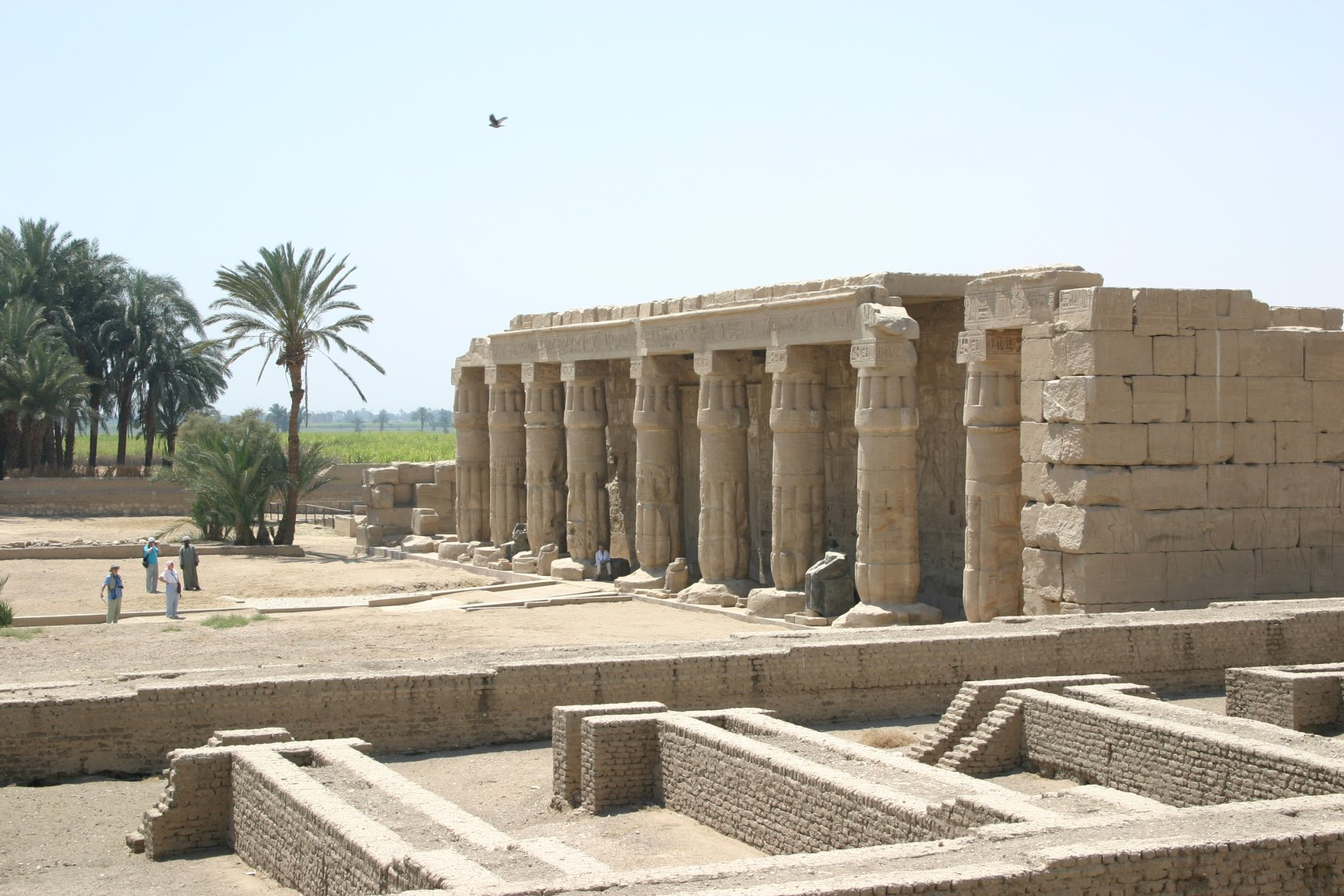
معبد سيتي الأول بالقرنة

#### معبد سيتي الأول (معبد القرنة)
يقع في الجهة الشمالية من مجموعة المعابد بالقرب من وادي الملوك. أقامه سيتي الأول للخدمة الجنائزية لوالده رمسيس الأول الذي حال قصر حكمه دون أن يبني لنفسه معبداً، وأتم البناء رمسيس الثاني بعد وفاة أبيه وخصصه له مشتركاً مع جده رمسيس الأول، وذلك ليستحوذ لنفسه على معبد الرامسيوم الذي بدأ أبيه بناءه قبل موته.:ج3ص81:153
يبلغ طول المعبد من جهة محوره الرئيسي 520 قدماً، ولكن أفنيته تهدمت ولم يبق إلا الهيكل بحجراته الجانبية، والباكية التي تضم الأعمدة المنحوتة على شكل برعم البردي التي تكون واجهته الحالية وخلفها جدار الحجرات التي تفتح فيه أبواب لصالة أعمدة وحجرة رمسيس الثاني ومقصورة رمسيس الأول. وعند المرور من الباب الرئيسي توجد صالة الأعمدة التي يوجد على كل من جانبيها ثلاث حجرات صغيرة قام بنقشها سيتي الأول.:ج3ص81:82

#### الدير البحري
هو من أهم معابد مصر ويقع خلف مجموعة المعابد الجنائزية في فجوة داخل هضاب عند سفح صخور ضخمة في حوض نصف دائري.:ج3ص84:85 ويعود اسم الدير البحري إلى دير مسيحي أقيم فوق معبد حتشبسوت في القرن السابع الميلادي.:ج3ص89:135 يقع الدير البحري غرب الأقصر على الضفة الغربية لنهر النيل. ويقع بالقرب منه على الطريق بين مدينة الأقصر وبينه تمثالا ممنون.
معبد منتوحتب
تعود فكرة استغلال الفراغ الكبير في الهضاب إلى ملكين من الأسرة الحادية عشر وهما منتوحتب الثاني ومنتوحتب الثالث، فمعبدهما وإن كان أقل فخامة من معبد حتشبسوت إلا أنه يسبقه بسبعة قرون تقريباً، حيث بدء في بنائه حوالي 2200 ق.م. وبذلك يكون أقدم معابد طيبة التي لا زالت تحتفظ ببقايا تستحق الذكر، وبقي مستعملاً حتى سنة 1200 ق.م. وفي عهد تحتمس الثالث أضيف إليه هيكل حاتحور في الزاوية الشمالية الغربية. تعود أهمية هذا المعبد إلى جمعه بين فكرة الشرفات مختلفة الارتفاع وفكرة الهرم.:ج3ص85:88
معبد حتشبسوت
هو المعبد الأشهر في الدير البحري والمجاور لمعبد منتوحتب الذي استعار منه مهندس الملكة حتشبسوت فكرة الشرفات. شيدت الملكة المعبد ليكون معبداً جنائزياً لها ولوالديها، ولتكرسه لآمون بجانب الآله الأخرى حتحور وأنوبيس كإحدى السبل لتثبيت مركزها على العرش في ظل اضطرابات المراحل الأولى للأسرة الثامنة عشر حيث ادعت نسبها الإلهي باختيارها لآمون رع ليكون والدها.:ج3ص89:90:136:152
معبد تحتمس الثالث
هو معبد صغير يقع بين معبد حتشبسوت ومعبد منتوحتب، ولم يتبقى منه حالياً إلا أطلال. أقيم المعبد باستخدام الحجارة الرملية والجيرية، وكان يضم ثلاثة أفنية.:ج3ص107:108

#### معبد الرامسيوم «معبد رمسيس الثاني»
هو المعبد الجنائزي لرمسيس الثاني، وبدأ بنائه أبيه سيتي الأول ثم استحوذ عليه الابن لنفسه بعد أن أتم بنائه، وجاء من بعده الحفيد منفتاح ثم رمسيس الثالث ليضيفا بعض المباني الثانوية التي تحيط بالمعبد من ثلاث جهات. تبلغ مساحة المعبد 130 ألف قدم مربع، ويشكل الصرح الشرقي الكبير مدخل الفناء الأول وهو حالياً في حالة تهدم،:ج3ص109:112:156 وإلى الجهة الغربية من الفناء توجد بقايا أضخم تمثال من التماثيل المصرية، أما الفناء الثاني فهو أحسن حالاً من الأول، ولا يزال الرواق المؤدي إلى صالة الأعمدة الكبرى قائماً، وكذلك صالة الأعمدة الصغرى التي لا يزال سقفها بحالة جيدة.:ج3ص118:115
يقع معبد رمسيس الثاني على الضفة الغربية للنيل مقابلا لمدينة الأقصر التي تقع شرق النيل.

#### معبد دير المدينة
يقع المعبد على بعد نصف ميل غربي الرامسيوم ويعود تاريخه إلى العصر البطلمي. والمبنى محاط بسور عال يتخلله باب من الحجر يوصل إلى فناء كبير، ويوجد بالجزء الجنوبي دير مسيحي، أما الواجهة فهي على شكل كورنيش مقوس، وفي نهاية بهو المعبد توجد أربعة أعمدة، وعلى الهياكل توجد رسوم لبطليموس الرابع «بفيلوباتر» وبطليموس السابع «بافرجيت»، ومناظر لعملية وزن القلب على يد الآلهة الفرعونية.:ج3ص122:124:179:182

#### المعبد الجنائزي لأمنحتب الثالث

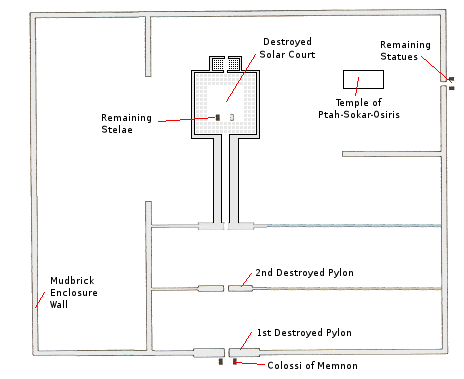
مخطط لمعبد أمنحتب الثالث الجنائزي وتمثالا ممنون بمنطقة كوم الحيطان حالياً

هو بقايا للمعبد الجنائزي لأمنحتب الثالث «أمنوفيس الثالث»، وقد تهدم هذا المعبد نتيجة تخريب الملك مرنبتاح «منفتاح» له بعد أن ظل قائماً لمدة تقارب مائة ونصف قرن. أقيم المعبد تخليداً لآمون، واستخدم في بنائه الحجر الرملي الأبيض، وحلي بالذهب، وزينت أرضه بالفضة، وأبوابه بالإلكتروم. وكان المعبد فسيحاً ومزين بالتماثيل المنحوتة من الجرانيت، أعظمها تمثالان للملك على مدخل صرح المعبد يدعيا حالياً تمثالا ممنون، يرتفع كل منهما 64 قدماً من أسفل القاعدة حتى قمة الرأس، وكل منهما مقطوع من حجر واحد، وقد سقط الجزء الأعلى من التمثال الشمالي بسبب زلزال حدث عام 27 ق.م. وأعيد ترميمه على يد الإمبراطور سبتيموس سفيروس حوالي عام 200 م، ونال هذا التمثال شهرة واسعة بعد ذلك بسبب الصوت الذي يصدر من سطحه المتصدع عند الفجر، وأطلق عليه ممنون تيمناً بالأسطورة اليونانية لممنون ابن ايوس تيثونس الذي قاد الأثيوبيين لمساعدة أهل طروادة عند حصارها وقتله آخيل، فشيع أن صوت التمثال هو صوت البطل المتوفي وهو يُحيي أمه ايوس.:ج3ص128:124

#### معابد مدينة هابو
تقع مدينة هابو على بعد ثلاثة أرباع الميل جنوباً من تمثالا ممنون، وهي مجموعة من المعابد الجنائزية تمتد على طول الجانب الشرقي لجبانة طيبة. أقدم وأصغر هذه المعابد هو المعبد الجنائزي لأمنحتب الأول «أمنوفيس الأول» والذي اغتصبه تحتمس الأول، ثم أضيفت له بعض العمائر في عهد حتشبسوت وتحتمس الثالث، وقام أيضاً رمسيس الثاني والثالث بالبناء في المعبد، وتعتبر أعمال البطالمة والرومان آخر الأعمال التي أقيم فيه. وكان حرم مدينة هابو محاطاً بسور من الطين اللبن، وأمامه على الجانب الغربي حائط حجري به بوابة بعد تجاوزها توجد بوابة رمسيس الثالث التي تعرف بالبوابة العالية والتي شيدت في الأصل كصورة مصرية لقلعة مجدول السورية التي كان يهاجمها الملك في غزواته، وإلى اليسار منها معبد أمنرديس ابنة الملك كاشتا الحاكم الأثيوبي وزوجة بيعنخي الثاني، ويتكون المعبد من حجرة ذات أربع أعمدة تصل إلى هيكل مقبى يحوطه ممر، أما الأثر الباقي في حالة حفظ جيدة فهو معبد رمسيس الثالث.:ج3ص134:129:162:164
معبد رمسيس الثالث
هو من معابد الدولة الحديثة الكبيرة التي لا زالت باقية في حالة حفظ معقولة، وهو ذو ارتفاع كبير. في واجهتي برجيه فجوات لوضع الأعلام، وفي الجانب الجنوبي للفناء الأول يوجد صف من الأعمدة المستديرة، وفي الجانب الشمالي صف آخر من الأعمدة المربعة. يقوم الصرح الثاني للمعبد بمثابة حائط خلفي للفناء الأول، وبالفناء الثاني نظامين من الأعمدة، فبالجانبين الشمالي والجنوبي صف من خمسة أعمدة مستديرة، وفي الجانبين الشرقي والغربي صف من ثمانية أعمدة أوزورية.:ج3ص134:139:165:174

#### المعابد الصغيرة
ما بين معبد تحتمس الثالث والرامسيوم يقع معبد للملك سبتاح، ومعبد آخر لأمنحتب الثاني «أمنوفيس الثاني»، ومقصورة الملكة البيضاء التي تعود لأميرة أو ملكة.:ج3ص108:109 وإلى الجنوب من السور الخارجي للرامسيوم يقع معبد مهدم للأمير وازموسي ابن تحتمس الأول، وجنوبه توجد بقايا المعبد الجنائزي لتحتمس الرابع والد أمنحتب الثالث «أمنوفيس الثالث»، وتحت السور الخارجي لهذا المعبد توجد مقصورة صغيرة لخونسو ارتايس، وإلى الجنوب أكثر توجد أساسات معبد الملكة توسرت ابنة منفتاح، وجنوبه تقع البقايا القليلة لمعبد منفتاح «مرنبتاح» الجنائزي ابن رمسيس الثاني.:ج3ص119 وعلى بعد 4 كم جنوب معبد مدينة هابو يقع في جنوب جبل ممنون غرب الأقصر معبد روماني معروف باسم دير شلويط أو معبد إيزيس الصغير وكان مكرساً لإيزيس إلهة الأمومة والطفولة عند قدماء المصريين.

#### وادي الملوك
كان تحتمس الأول هو أول من اتخذ لنفسه مقبرة في وادي الملوك والتي كانت ضمن مجموعة المقابر الأولى التي لحقته بعد ذلك والتي تمثل القاعدة العامة في الوادي. والمقبرة غير ظاهرة فيما يخص المظهر الخارجي والمدخل، وذلك على خلاف المقابر المتأخرة حيث اهتم فراعنة الأسرة العشرين بفخامة المدخل والنقوش الداخلية والتوابيت الضخمة عنما تبينوا أن إخفاء المقابر ليس السبيل للحفاظ عليها. والمقابر الملكية الموجودة في الوادي تعود لعهد الأسرة الثامنة عشر والتاسعة عشر والعشرين، وتوقف الدفن هناك بعد ذلك. ومع فشل خطط إخفاء المقابر الواحدة تلو الأخرى نهبت الثروات الملحقة بالمقابر من قبل لصوص المقابر على مر العصور.:ج3ص150:152:97 وقد اكتشفت عدة مقابر في الوادي لملوك عظام مثل حورمحب، وسبتاح، وتحتمس الثالث، وأمنحتب الثالث، وحتشبسوت، وسيتي الأول، مرنبتاح «منفتاح»، رمسيس الثاني.:ج3ص160:165 إلا أن أهم ما اكتشف في الوادي أو ربما في تاريخ علم الآثار الحديث هي محتويات مقبرة الفرعون الشاب توت عنخ آمون على يد هوارد كارتر في 4 نوفمبر 1922 وفتحت حجرة الدفن في 16 نوفمبر 1923.:ج3ص206:208:98:103 وهي تعتبر المقبرة الوحيدة من مقابر الفراعنة التي لم تسرقها اللصوص.

#### وادي الملكات
تقع مقابر الملكات في النهاية الجنوبية من جبانة طيبة، وبدأت عادة الدفن في تلك المنطقة في عهد رمسيس الأول من الأسرة التاسعة عشر الذي دفن زوجته ست رع هناك، وحذا حذوه حفيده رمسيس الثاني الذي دفن فيه زوجته نفرتاري، وإبان حكم رمسيس الثالث دُفنت زوجته إيزيس بالوادي، ودُفنت أيضاً عائلات الملوك من الأسرة العشرين بالمنطقة، ثم هُجر بعدها الوادي كمثوى ملكي.:ج3ص211:212:125:132

#### مقابر النبلاء «جبانة طيبة»
هي مقابر الطبقة الأرستقراطية ودوائر البلاط أيام مجد طيبة والتي سجلوا على جدرانها المناظر الخاصة بالأعمال ومتع الحياة الدنيا التي كان يعتقد أن بمقدور المتوفي استعادتها بالسحر في الحياة الأخرى ومن صور ذلك رسومات الموائد المحملة بالتقدمات أمام صورة النبيل مع صفوف خدمه. نحتت تلك المقابر في الصخر واستخدم في بنائها مواد أخرى كالطين اللبن والأحجار الجيرية لتلافي عيوب الصخر. تمتد جبانة طيبة لمسافة ميلين تقريباً من الطريق الموصل إلى وادي الملوك شمالاً حتى مدينة هابو جنوباً على بعد ما يقرب من ثلاثة أميال من نهر النيل وإلى خلفها خط من التلال يرتفع على نقطة عالية على شكل هرمي تعرف بالقرن ومنه استمد اسم أشهر جزء في الجبانة المعروف بالقرنة وتضم الجبانة مناطق متفرقة هي (ذراع أبو النجا، العساسيف، الخوخة أو علوة خوخة، شيخ عبد القرنة، دير المدينة، قرنة مرعي).:ج3ص223:230

### معابد أخرى بالمحافظة

#### معبد إسنا «معبد خنوم»
بدأ تشييد المعبد في عهد الملك البطلمي فيلوميتور، وأضيف إليه في العصر الروماني قاعة أساطين ترجع لعصر الإمبراطور الروماني كلوديوس، وأتم الزخرفة وأعمال الزينة خلفاؤه من الأباطرة، واكتشف المعبد في أواخر عصر محمد علي باشا في عام 1843 حيث استخدم كمخزن للبارود.
يقع المعبد على الضفة الغربية لنهر النيل على بعد 100م تقريباً من النهر، ويتعامد رأسياً عليه على محور واحد، وتنخفض أرضيته بعمق 9م تقريباً عن مستوى الأرض الحديثة لمدينة إسنا.
خصص المعبد لعبادة أحد الآلهة المصرية القديمة الذي يعرف باسم «خنوم» الإله الفخراني أو خالق البشر من الصلصال. بتألف المعبد من صالة مستطيلة الشكل عرضها 108 قدم وعمقها 54 قدم لها سقف بحالة سليمة يحمله ست صفوف من الأعمدة الضخمة يتألف كل صف منها من أربع أعمدة، يبلغ طول كل منها 37 قدماً ومحيطه 17.75 قدماً، فيما يبلغ عرض الواجهة 120 قدم وارتفاعها 50 قدماً.:ج4ص22:26

#### معبد الطود «معبد مونتو»
هو معبد يعود إلى العصر البطلمي أنشئ على أنقاض تعود إلى عهد الأسرة الخامسة، حيث كانت المدينة إحدى مناطق عبادة مونتو إله الحرب بمصر القديمة إبان عهد الدولة الوسطى.
تشير بقايا المعبد إلى أن أجزاء منه تعود لعصري كل من منتوحتب وسنوسرت الأول، وبقايا أخرى إلى فترة أقدم من عهد الملك أوسركاف من الأسرة الخامسة إلى جانب بعض الإضافات من عهد الدولة الحديثة وعصور تالية، منها مقصورة شيدها الملك تحتمس الثالث.:[ج4ص14

#### معبد المدامود «معبد مونتو»
هو بقايا معبد يعود إلى العصر البطلمي يقع بقرية المدامود التابعة لمركز الزيتية وبني على أنقاض معبد كان مكرساً لعبادة «مونتو» إله الحرب عند قدماء المصريين خلال عصر الدولة الوسطى حيث عثرت على بقايا تعود إلى عهد الملك سنوسرت الثالث.
في عصر الدولة الحديثة أثناء حكم الأسرة الثامنة عشر أقيم معبد جديد علي طراز المعابد الرسمية المكون من صرح وفناء مكشوف ثم الفناء المغطي وصولاً إلى قدس الأقداس، وفي العصر البطلمي حدثت إضافات واسعة وكبيرة بالمعبد استخدمت فيها الأحجار والبوابات التي ترجع لعصر الدولة الوسطى.

### المعالم الإسلامية والعمائر الأثرية
- المسجد العتيق: يعود تاريخ بناء المسجد العتيق بإسنا إلى العصر الفاطمي إلا أنه جدد عدة مرات ولم يبق من معالمه القديمة إلا المئذنة التي تقع في الركن القبلي من الواجهة الغربية للمسجد. وطرأ على قاعدتها فقط بعض التغيير أثناء العمارة التي أجريت في عام 1295هـ.

وعلى قاعدة مئذنة المسجد توجد مزولة من عمل خليل أفندي إبراهيم مهندس الخريطة الفلكية سنة 1287هـ. تأسس المسجد القديم على يد أمير الجيوش سيف الإسلام ناصر الإمام أبو النجم بدر المستنصر في سنة 469هـ وسقف في سنة 470 هـ وأنشئت المئذنة سنة 474 هـ.:30
- المسجد العمري: يقع المسجد العمري بقرية أصفون بإسنا ويعود تاريخ تأسيسه إلى العصر الفاطمي إلا أنه توالت عليه يد الإصلاح والتجديد حتى لم يبق من معالمه القديمة إلا المئذنة التي تشبه إلى حد كبير مئذنة المسجد العتيق.[51]:32[52]
- بيت الخواجة ستين جبران: شيد بيت الخواجة ستين جبران بإسنا سنة 1790م وجدد سنة 1890م ويتكون من فناء يتوسط المنزل وديوان خاص بالرجال في الدور العلوي يعلوه الديوان الخاص بالحريم واستخدم في بنائه الطوب المنجور.[51]:31
- آثار الجداوي: هي عمائر أمير اللواء حسن بك علي الجداوي بإسنا والتي تتمثل في خان الجداوي الذي أنشئ سنة 1211هـ وقبة الجداوي التي أنشئت سنة 1207هـ وألحق بها مصلى الديوان المكون من إيوانين متقابلين.[51]:31:32[53][54]
- خان الشناقرة: هو من حوانيت التجارة القديمة بإسنا ويقع بالقرب من المسجد العتيق وأنشئه السيد عبد الرحيم عبد الباري شنقبر سنة 1264هـ.[51]:31
- الجباخانة: هي من الاستحكامات العسكرية القديمة بإسنا التي تعود إلى عصر محمد علي باشا وبنيت من الحجر على شكل الحصون ذات الأبراج.[51]:32
- مدفع رمضان: هو مدفع أثري من طراز ماركة كروب الإنجليزية يوجد بمنطقة العوامية بمدينة الأقصر، ويعود تاريخه إلى سنة 1871م، حيث كان يستخدم لتنبيه الصائمين بموعد الإفطار أثناء رمضان.[55]

### المعالم القبطية

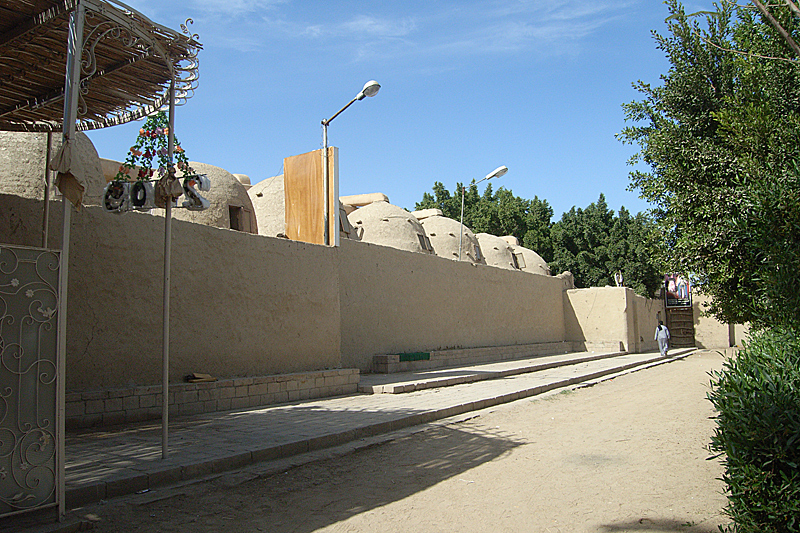
دير الشايب أو دير باخوم

- دير الشايب: دير الشايب أو دير باخوم أو دير الأنبا باخوميوس هو أحد أديرة القديس الأنبا باخوميوس، ويقع على بعد 4 كم من مطار الأقصر و 10 كم من مدينة الأقصر في الاتجاه الشمالي الشرقي. يتكون الدير من كنيسة أثرية يعود تاريخها للقرنين السابع عشر والثامن عشر الميلادي وتتكون من 6 هياكل في صف واحد. اشتهر الدير باسم دير الشايب لأنها كلمة شائعة في مصر عن الشيوخ ذوي الشيبة، ويعود تاريخ بنائه إلى القرن الرابع الميلادي على يد الملكة هيلانة أم الإمبراطور قسطنطين.[56][57]:70
- دير الشهداء: يقع على بعد 5 كم من مدينة إسنا وهو مبني من الطوب وبه قباب ضحلة وأهم أجزائه هو هيكل الأنبا أرمنيوس المقامة أمامه قبة صغيرة تشبه القباب الفاطمية.[51]:32[57]:76:77
- دير الفاخوري: يقع على بعد 8 كم من قرية أصفون بإسنا ويعود تاريخ إنشائه إلى القرن الرابع الميلادي. ينقسم الدير إلى عدة مباني هي القيسارية وهو بناء من الطوب اللبن يعود إلى العصر الفاطمي وكنيسة تتوسطها قبة والقصر الذي يقع في الزاوية الشمالية للدير وهو بناء مربع الشكل.[51]:33[57]:76
- دير القديسين: هو دير الشهيدان الأنبا بشاي والأنبا بطرس ويقع شرق قرية الطود. يتكون الدير من كنيستان استخدم في بنائهما الطوب اللبن الكنيسة القديمة بها أربع هياكل في صف واحد تعود للقرنين السادس عشر والسابع عشر والكنيسة الأحدث بها ثلاث هياكل تعود للقرنين الثامن عشر والتاسع عشر.[57]:74

### المتاحف

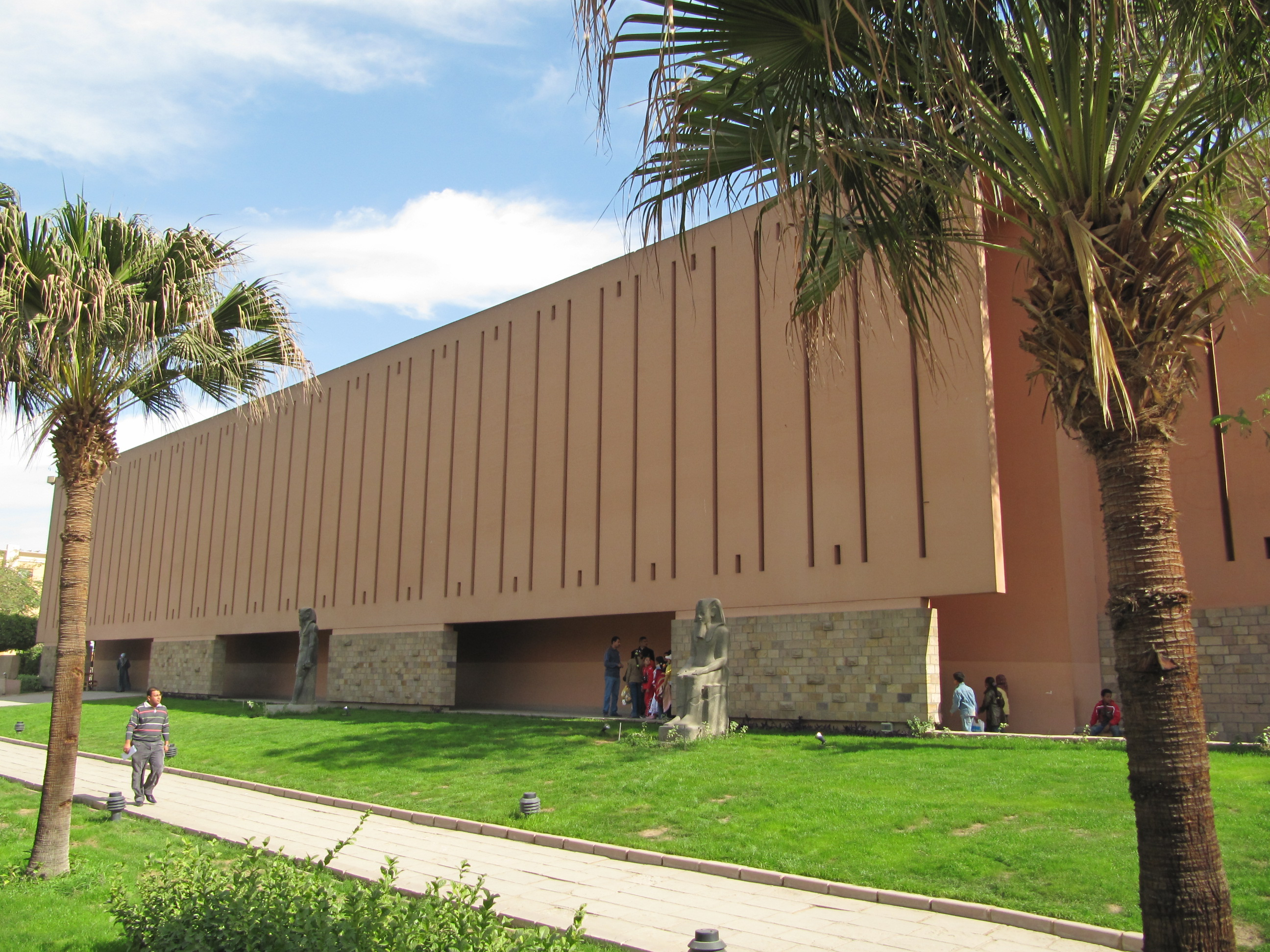
متحف الأقصر من الجانب

#### متحف الأقصر
يقع متحف الأقصر بالقرب من كورنيش النيل، ويعود تاريخ افتتاحه إلى 16 ديسمبر 1975 على يد الرئيس المصري محمد أنور السادات مع ضيفه الرئيس الفرنسي، فاليري جيسكار ديستان. في عام 1984 تمت أول وأكبر عملية تطوير للمتحف بإقامة عرض داخلي مكان العرض القديم، وفي عام 1992 افتتحت قاعة الخبيئة، أما آخر عملية تطوير فكانت التوسعة الثانية للمتحف من خلال إقامة قاعة مجد طيبة عام 2004. يضم المتحف أكثر من 376 قطعة أثرية نادرة تمثل التاريخ الفرعوني في عدة عصور، ويتكون من طابقين، أرضي وعلوي، يحتوي الأرضي منه على عدد من القطع الأثرية أهمها تمثال أمنحتب الثالث وتمثال تحتمس الثالث ولوحة الكرنك، فيما يحتوي الطابق الثاني على عدد من التماثيل أهمها تمثال أخناتون، وعدد من اللوحات الجنائزية القبطية، كما يضم المتحف قاعة كبرى تعرض فيها تماثيل الخبيئة المكتشفة في 22 يناير 1989 بالجانب الغربي في فناء أمنحتب الثالث بمعبد الأقصر، وتشمل قاعات وأروقة المتحف ألأدوات المصرية القديمة المستخدمة في أعمال العمارة والهندسة، ومجموعة من المومياوات.

#### متحف التحنيط
يقع «متحف التحنيط» شمالي معبد الأقصر بكورنيش النيل وافتتح في عام 1997 بهدف إبراز تقنيات فن التحنيط الفرعوني القديم التي طبقها قدماء المصريين. يضم المتحف عدد كبير من المومياوات لملوك وأمراء وقطط وأسماك وتماسيح، وكافة الوسائل والأدوات الفرعونية القديمة التي كانت تستخدم في أعمال التحنيط. تتمثل المعروضات في أكثر من 150 قطعة فرعونية قديمة، بجانب مناظر تحاكي برديتي «حونيفر» و«آني» اللتان يرجع تاريخهما إلى عام 1200 ق.م. فيما يستقر الأصل في المتحف البريطاني. يشغل المتحف مساحة 2035 متر مربع ويحتوي على قاعة للعرض تضم عشر لوحات معلقة تبين تفاصيل طقوس الموكب الجنائزي والإجراءات المتبعة من الموت وحتى الدفن، و 19 نافذة عرض زجاجية وقاعة محاضرات وغرفة شرح فيديو، وتتمحور معروضات متحف التحنيط حول 11 موضوعاً أساسياً هي (آلهة مصر القديمة، مواد التحنيط، المواد العضوية، سوائل التحنيط، الوسائل المستعملة في عملية التحنيط، أوان كانونية لحفظ الأحشاء، الأوشبتي، تمائم، تابوت بادي آمون، مومياء ماسحرتي، حيوانات محنطة).

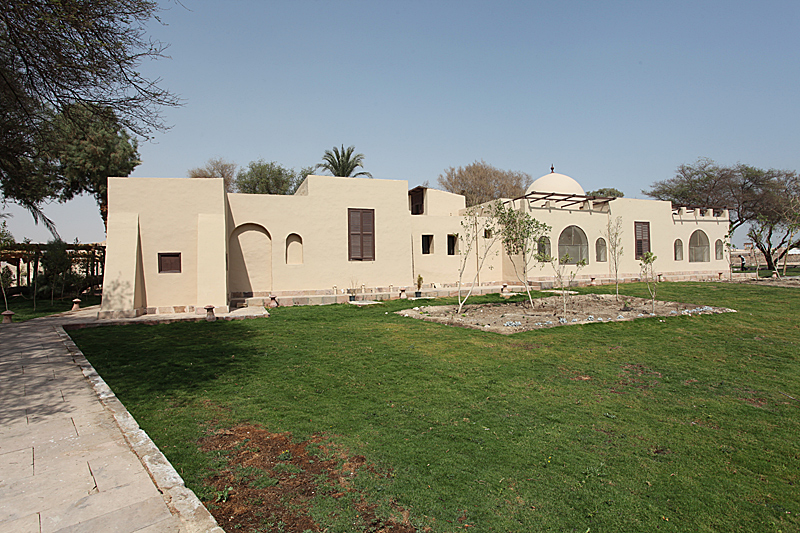
متحف هوارد كارتر

#### متحف بيت هوارد كارتر
في عام 2009 قرر المجلس الأعلى للآثار ترميم وإحياء المنزل الذي كان يقيم فيه عالم الآثار البريطاني هوارد كارتر «مكتشف مقبرة توت عنخ آمون سنة 1922» وتحويله إلى متحف مفتوح للزوار، تقديراً لمساهمته البارزة في علم المصريات. بني البيت على الطراز الريفي التقليدي من الطوب اللبن ويعرض فيه الأدوات التي كان يستخدمها كارتر في الحفر والتنقيب، بجانب أثاث منزله ومجموعة من الصور الفوتوغرافية له أثناء العمل.

#### متحف الري
افتتح متحف الري بإسنا في ديسمبر 2012 ويتكون من طابق واحد شُيد بأسلوب العمارة الحديثة على مسطح يبلغ حوالي 600 متر². ويقع بالبر الأيسر من نهر النيل عند قناطر إسنا الجديدة. يعرض المتحف نماذج لمشاريع الري ومحطات توليد الكهرباء الملحقة بها بالوجه القبلي مثل: نموذج قناطر إسنا الجديدة، نموذج قناطر نجع حمادى الجديدة، نموذج توليد الكهرباء من خزان أسوان، نموذج برج الثقل لتوليد الطاقة الكهربائية.

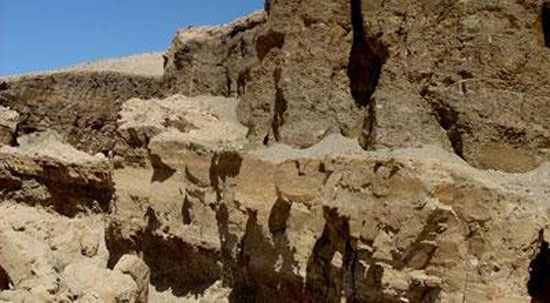
محمية الدبابية

### المعالم الطبيعية (محمية الدبابية)
أعلنت الدبابية محمية طبيعية جيولوجية طبقاً لقرار رئيس الوزراء رقم 109 لسنة 2007 بإعلان القطاع العياري الدولي في منطقة الدبابية كمحمية طبيعية برقم 27 في إطار القانون رقم 102 لسنة 1982 بشأن المحميات الطبيعية. تظهر في المحمية حقب الحياة المتوسطة وبدء انتشار الثدييات السرية والمشيمية مثل القوارض وآكلات العشب والرئيسيات وآكلات اللحوم والزواحف والحيتان وبقر البحر. واعتمدت قرية الدبابية من قبل الاتحاد الدولي للعلوم الجيولوجية كأول وحدة زمنية جيولوجية خارج أوروبا منذ نشأة علم الجيولوجيا.

## الثقافة

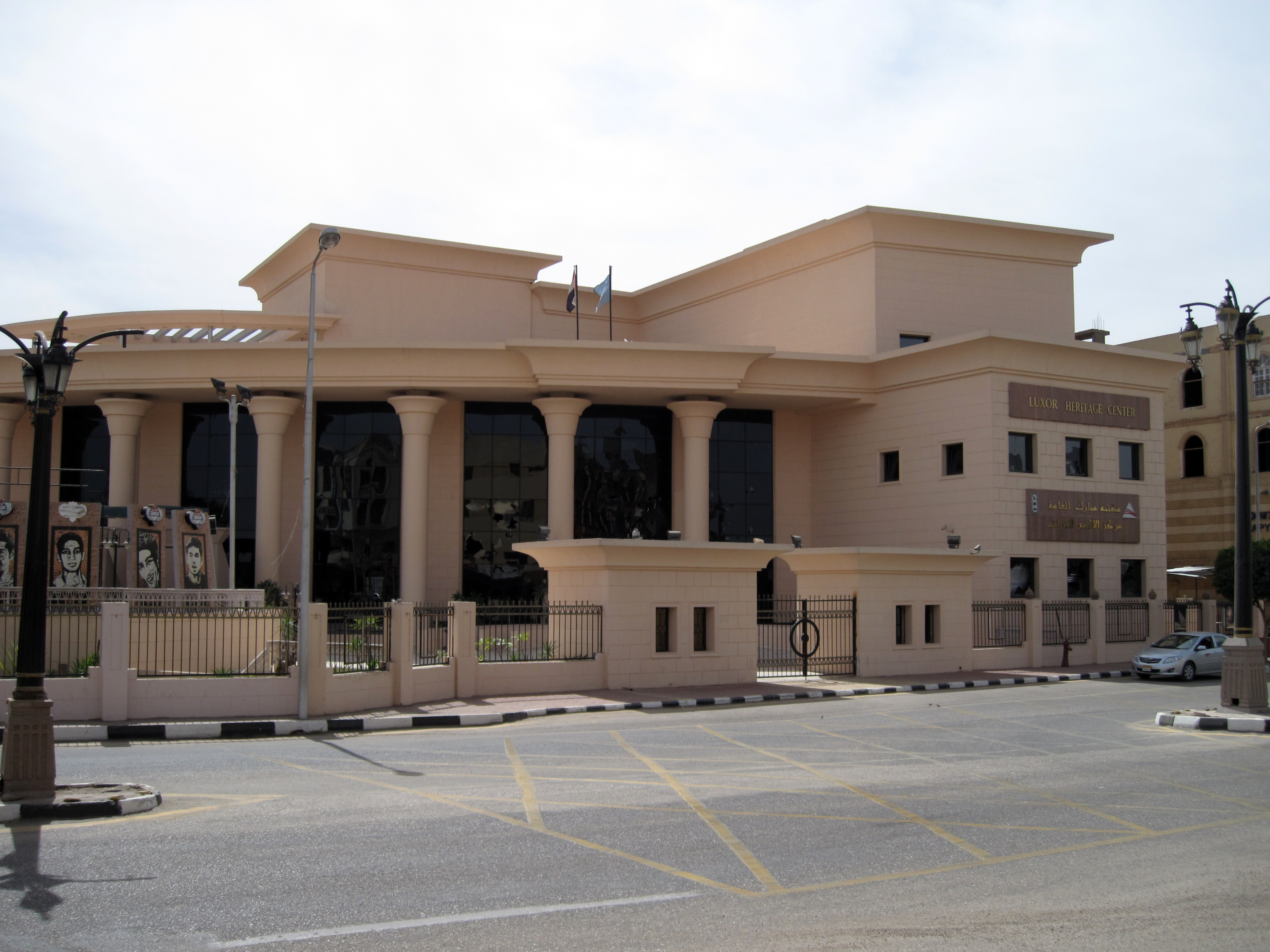
مكتبة الأقصر العامة "مركز الأقصر الثقافي"

اختيرت الأقصر عاصمة للثقافة العربية عام 2017 من قبل المنظمة العربية للتربية والثقافة والعلوم التابعة لجامعة الدول العربية لتكامل ما تحتضنه من حضارات سواء فرعونية أو قبطية أو إسلامية.
كما ألهمت الأقصر بتاريخها الممتد على مدار عدة عصور ورونق آثارها العديد من الأدباء لكتابة أعمال أدبية قيمة من أبرزها رواية كفاح طيبة لنجيب محفوظ. ورواية موت فوق النيل لأغاثا كريستي.
تقوم المراكز الثقافية بالمحافظة والمتمثلة في قصور الثقافة، المدينة الشبابية، مكتبة الأقصر العامة «مركز الأقصر الثقافي» برعاية الفنون الشعبية والأحداث والندوات الثقافية بالمحافظة،

### العمارة

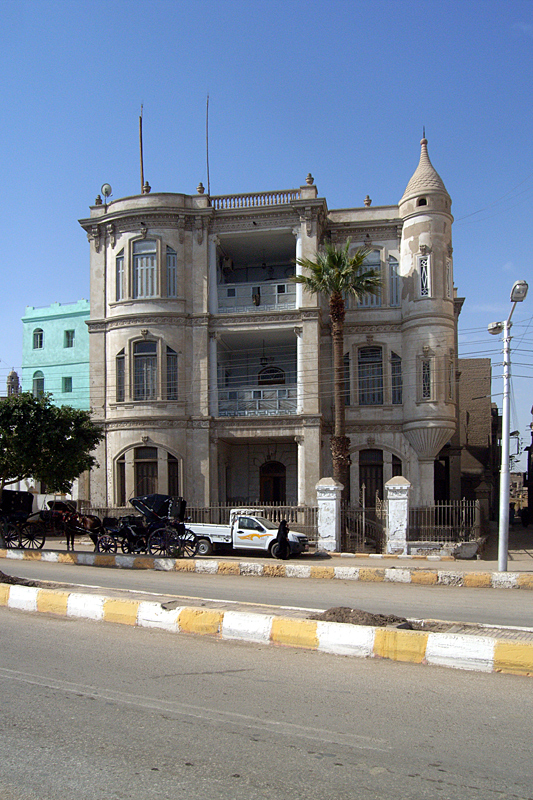
منزل بكورنيش إسنا

بخلاف الأنماط العمرانية القديمة للأماكن الأثرية تتنوع الأنماط العمرانية الحديثة بالمحافظة باختلاف مدنها وقراها فهناك مناطق تتمتع بقيم جمالية واقتصادية عالية مثل طريق الكورنيش بمنشآته السياحية.:200
وفي طيبة الجديدة يستمر إنشاء الوحدات السكنية والمباني الحديثة المتراصة على نظام ومخطط مسبق الإعداد.
أما القرنة الجديدة فتقع فيها القرية الريفية التي صممها وبناها المعماري حسن فتحي بمبانيها ذات القباب والأقبية، وطرازها المعماري الفريد الذي سخر الخامات الطبيعية المحيطة بالمكان من طمي وحجر جيري في البناء، لتجمع بين تحقيق التفاعل والتكامل مع البيئة والجمال الفني واقتصاد التكاليف.
وفي محطة قطار الأقصر تظهر العناصر الشكلية المستوحاة من الطراز الفرعوني. ويمكن تتبع أثر التصميمات الكلاسيكية القديمة في الفنادق القديمة المبنية على الطراز الفيكتوري وفي المباني السكنية بالشوارع التجارية الكبرى مثل شارع المحطة والسوق السياحي.
في حين اتجهت فئة كبيرة من السكان للبناء العشوائي باستخدام الطوب الأحمر والخرسانة في عدة مناطق بسبب استدامة البناء وانخفاض تكلفة صيانته بالمقارنة مع مباني الطوب اللبن والحجر الجيري.

### المعارض والمؤتمرات والمهرجانات
شهدت المحافظة تنظيم عدة معارض ومهرجانات دولية وإقليمية مثل معرض الأقصر الدولي للكتاب، معرض دار الوثائق، مهرجان الأقصر للسينما الإفريقية، مهرجان الأقصر للسينما المصرية والأوروبية، مهرجان الأقصر للشعر العربي، مهرجان الطبول الثقافي الدولي، مهرجان الفنون، مهرجان نفرتيتي الدولي للموضة والثقافة، مهرجان الهجن وسباقات الجمال، الكرنفال الدولي للطبول والفنون الشعبية، كرنفال التميز والإبداع، المؤتمر الدولي للفنون التشكيلية وخدمة المجتمع، الملتقى الدولي لفنون الجرافيك.

### الإعلام
اختيرت الأقصر موقعاً لتصوير عدة أعمال فنية مصرية وأجنبية منها أفلام المومياء، صراع في الوادي، غرام في الكرنك، صراع في النيل، البحث عن توت عنخ آمون، بطل من الصعيد، عسكر في المعسكر، وادي الملوك، موت فوق النيل «مقتبس عن رواية بنفس الاسم»، الفيلم الوثائقي «قصة الإله»، مسلسل وادي الملوك، مسلسل واحة الغروب.

## الاقتصاد

### السياحة
تعتبر السياحة هي عصب اقتصاد المحافظة نظراً لما تملكه من تراث ثقافي وتاريخي وأثري، وبنية تحتية تدعم بقوة هذا النشاط الذي تعتمد عليه نسبة كبيرة من سكان المحافظة كمصدر للدخل. وتستحوذ المحافظة على نسبة كبيرة من أعداد السياحة الوافدة إلى مصر. في عام 2010 بدأ مشروع تحويل مدينة الأقصر عاصمة المحافظة إلى أكبر متحف مفتوح وهي أيضاً عضو في منظمة العواصم والمدن الإسلامية. وفي عام 2016 اختارها المجلس التنفيذي لمنظمة السياحة العالمية التابع للأمم المتحدة عاصمةً للسياحة العالمية لعام 2016، بالإضافة إلى استضافتها اجتماعات المنظمة نهاية أكتوبر 2016.
من الأنشطة السياحية الشهيرة بالأقصر هي جولات منطاد الهواء الساخن «البالون الطائر» الذي يصعد بالسائحين في ساعة مبكرة من الصباح على ارتفاع 2000 قدم، متيحاً لهم الاستمتاع بمشاهدة آثار الأقصر وشروق الشمس وسط السحب. ويتسع البالون من 12 إلى 34 شخص، وتتراوح مدة الرحلة من 40 إلى 60 دقيقة.

### الزراعة
في عام 2011 بلغت جملة المساحة المنزرعة بالمحافظة 144733 فدان، منها 131779 فدان للزراعات الحقلية والخضر، و 12853 فدان للحدائق. من أهم المحاصيل المنزرعة بالمحافظة حالياً قصب السكر على مساحة 65000 فدان، القمح على مساحة 48000 فدان، الطماطم على مساحة 12000 فدان، الذرة الشامية على مساحة 6000 فدان، الموز على مساحة 6500 فدان. أما المحاصيل التصديرية فتتميز المحافظة بزراعة العنب، الكنتالوب، الفاصوليا الخضراء.

### الصناعة
تقع المنطقة الصناعية الأولى بالمحافظة جنوب مدينة طيبة الجديدة على مساحة 382.71 فدان، وهي مخصصة للصناعات الخفيفة والزراعية، وتمتاز المنطقة بقربها من البنية الأساسية مدينة طيبة الجديدة، وتبعد حوالي 10 كم عن مطار الأقصر الدولي، وحوالي 210 كم عن ميناء سفاجا البحري على البحر الأحمر، و 5 كم عن أقرب خط سكة حديدية، وبالقرب منها طريق الأقصر/قنا/سفاجا الشرقي.

### الحرف اليدوية
يقوم المركز الحضاري النوبي برعاية الصناعات والفنون اليدوية لأهالي النوبة الذين هاجروا إلى الأقصر من أسوان. فيما يقوم المركز الحضري للمرأة بالتدريب على المشروعات الحرفية والمصنوعات اليدوية التراثية التي تصلح للتسويق السياحي. ومن الحرف اليدوية المنتشرة بالمحافظة نحت الألباستر، النقش على النحاس، الخوص والجريد، سجاد القصاقيص، السجاد اليدوي، النسيج اليدوي «الفركا»، الكليم، الخيامية، الخزف والفخار، التطريز والخياطة.

## البنية التحتية

### التعليم

شعار جامعة جنوب الوادي

ينتشر بمدن وقرى المحافظة 906 مدرسة تقريباً تغطي جميع مراحل التعليم قبل الجامعي وينخرط فيها ما يزيد عن 260 ألف طالب، وتشمل المدارس العامة والخاصة ومدارس التربية الخاصة والتعليم المجتمعي. وذلك بخلاف معاهد التعليم الأزهري التي ينخرط بها ما يزيد عن 31 ألف طالب بالمراحل التعليمية المختلفة. وبالنسبة للتعليم العالي يقع بالمحافظة فرع جامعة جنوب الوادي الحكومية الذي يضم حتى الآن 7 كليات هي: السياحة والفنادق، الفنون الجميلة، الآثار، الألسن، الحاسبات والمعلومات، الطب، التمريض. وذلك بجانب المنشآت الخاصة مثل المعهد العالي للهندسة والتكنولوجيا بالطود والمعهد العالي الفندقي بالأقصر إيجوث.

### الصحة
يتنوع القطاع الصحي بالمحافظة ما بين المستشفيات التعليمية الجامعية والعامة والمركزية والحميات والدولية، ومن تلك المستشفيات مستشفى الكرنك الدولي، مستشفى جامعة الأقصر، مستشفى إيزيس التخصصي للنساء والولادة، مستشفى القرنة المركزي، مستشفى حورس التخصصي، مستشفى طيبة التخصصي، مستشفى القرنة المركزي، مستشفى البياضية المركزي، مستشفى الأقصر الدولي، مستشفى شفاء الأورمان، مستشفى العديسات التخصصي للأطفال.

### الرياضة
تمتلك الأقصر بنية تحتية رياضية أهلتها لتنظيم عدة بطولات إقليمية ودولية منها بطولة الأقصر الدولية للتايكوندو، ماراثون الأقصر الدولي، بطولة كأس العالم للبلياردو، بطولة أفريقيا للدراجات الهوائية، بطولة مصر الدولية للملاحة الرياضية، بطولة مهرجان النيل الأول للتجديف والكياك والكانوي، بطولتي أفريقيا وأفريقيا الدولية المفتوحة للقوس والسهم. وينتشر بالمحافظة 87 مركز شباب، بخلاف الأندية الرياضية التي يصل عددها إلى خمسة عشر نادي أشهرها نادي الأقصر الرياضي، نادي المدينة المنورة، نادي المساوية الرياضي.

### الفنادق والمطاعم ومراكز التسوق

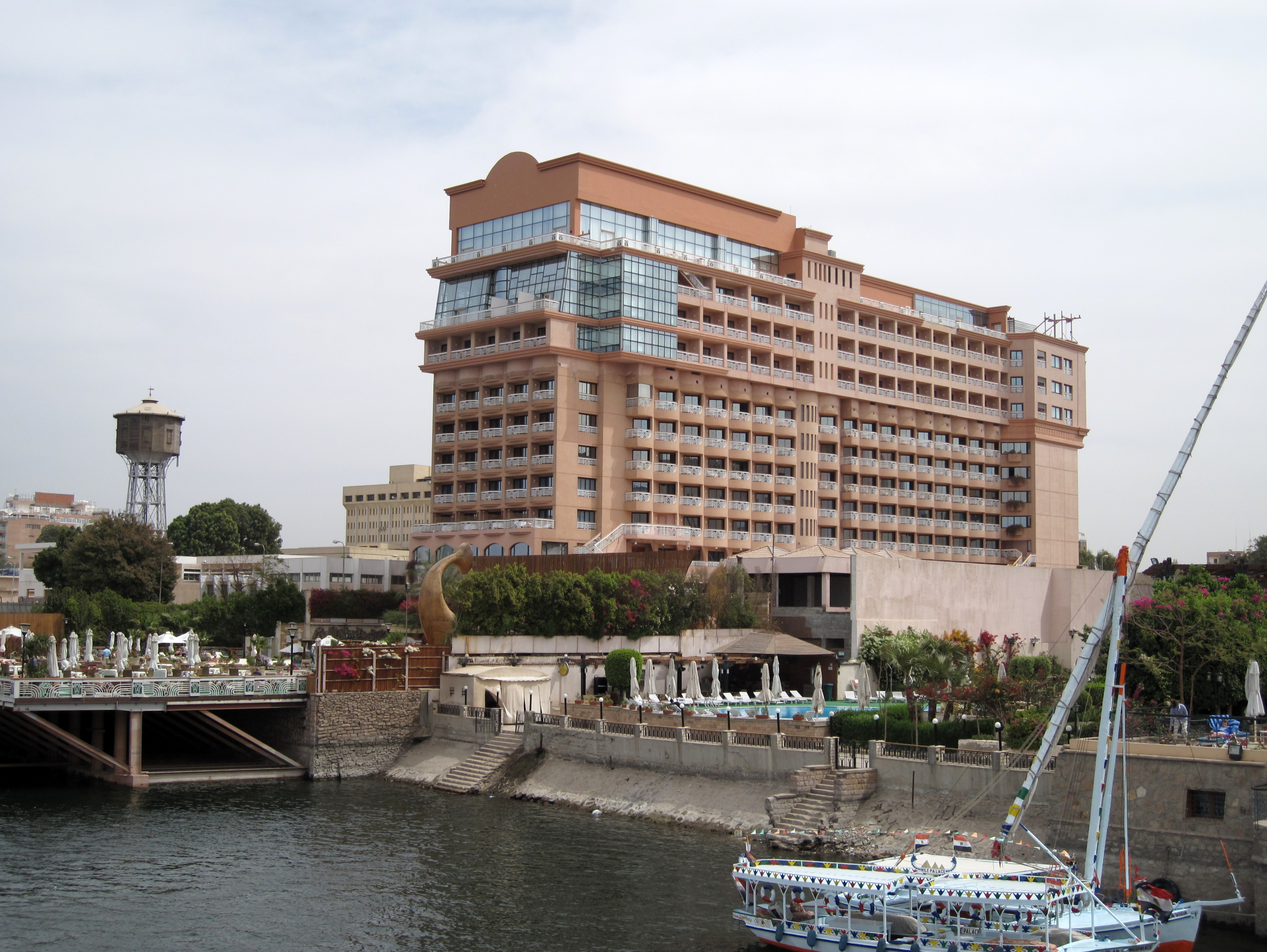
فندق سونستا

بما أن القطاع السياحي هو عصب اقتصاد محافظة الأقصر كان من الضروري أن تكون البنية التحتية السياحية مؤهلة لاستقبال أعداد السائحين المحليين والأجانب.
وتمتلك الأقصر عدد كبير من الفنادق الثابتة والعائمة التي تعمل بين الأقصر وأسوان، من أشهر تلك الفنادق سونستا، نايل بالاس، آشتي ريزورت «الشيراتون»، جولي فيل، شتايجنبرجر، هيلتون، ونتر بالاس «القصر الشتوي»، سوفتيل ميركير.
ويمثل فندق «ونتر بالاس» بموقعه قرب معبد الأقصر، أحد أقدم مباني المحافظة حيث يعود تاريخ إنشائه إلى عام 1866.
كما ينعكس تنوع الوفود السياحية القادمة إلى الأقصر على تنوع مطاعمها التي تقدم الأكلات المحلية التقليدية والأكلات الأجنبية التي تناسب عدة جنسيات مختلفة. أما مراكز التسوق فأشهرها بازارات السوق القديم التي تحاكي خان الخليلي بالقاهرة، وبازارات الشارع السياحي بإسنا، بجانب مولات التسوق الحديثة.

### النقل والمواصلات

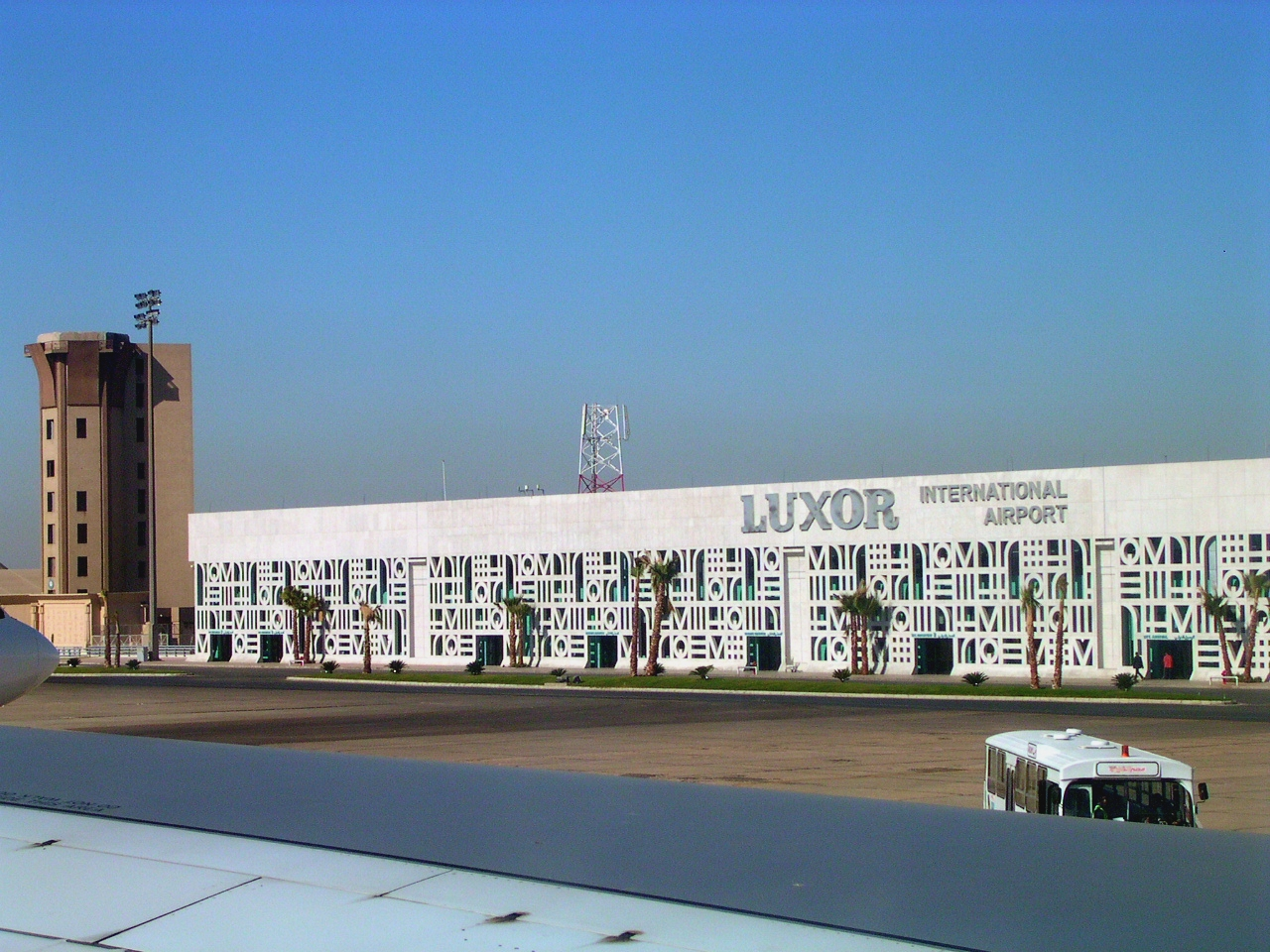
مطار الأقصر الدولي

#### مطار الأقصر الدولي
بدأت أعمال تطوير مطار الأقصر القديم في عام 1984 وافتتحت في عام 2005 بتكلفة 450 مليون جنيه. اشتملت أعمال التطوير على مبنى الركاب، الممرات، المباني الخدمية، تجهيزات نظم المعلومات والأمن، نظم قواعد البيانات ومراقبة ومتابعة الحقائب، تحديث وإحلال نظام إنارة الممر الرئيسي والممر المساعد، تطوير شبكة التغذية الكهربائية. وارتفعت الطاقة الاستيعابية للمطار من 800 راكب في الساعة إلى 4000 راكب في الساعة بإجمالي 7.5 مليون راكب سنوياً، ومن 21 طائرة إلى 33 طائرة بعد إنشاء ترماك جديد يستوعب 12 طائرة مختلفة الطرازات. ويتكون مبنى الركاب الجديد من ثلاثة مستويات بمساحة إجمالية 55 ألف متر تضم مناطق التحميل لسيور السفر والوصول بمسطح 5000 متر وصالتين للوصول وللسفر الدولي وصالتين للسفر والوصول المحلي بإجمالي 48 «كاونتر»، بالإضافة إلى مركز تجاري يشمل أربع كافتيريات وسوقين للبضائع الحرة ومنطقة ألعاب أطفال ومطاعم رئيسية.

#### النقل النهري
يعد قطاع النقل النهري أحد أهم عناصر منظومة النقل داخل الأقصر بجميع عناصرها سواء الخطوط الملاحية، المراسي النيلية، الأهوسه الملاحية، البنية التحتية للمجرى الملاحي، والتي تخدم العائمات السياحية العاملة بين الأقصر وأسوان وكذلك صنادل النقل والقوارب الشراعية والعبارات. ويمر الخط الملاحي القاهرة/أسوان على مراسي الأقصر النيلية ويستخدم هذا الخط في نقل البضائع والركاب ويسمح بالمرور المزدوج للوحدات النهرية.
المراسي النيلية
تقوم المراسي النيلية بالمحافظة بتزويد العائمات السياحية بجميع الاحتياجات الخاصة بها من كهرباء وصرف صحي ومياه عذبة وغيرها، ومن أشهر هذه المراسي مرسى وزارة السياحة الذي تصل طول واجهته إلى واجهته 8.2 كم.
قناطر وهويس إسنا

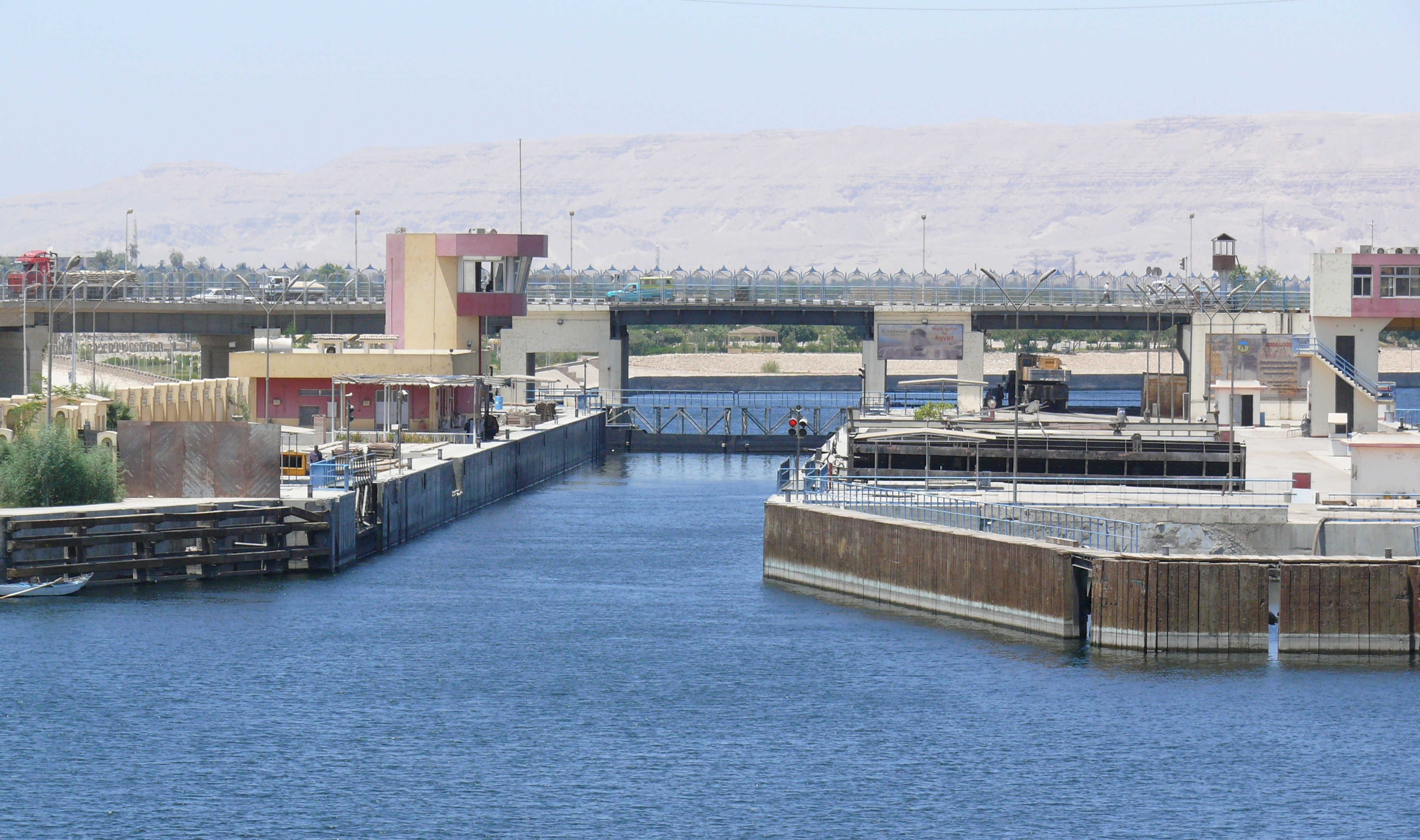
هويس إسنا

أنشئت قناطر إسنا القديمة في عهد الخديوي عباس حلمي الثاني سنة 1908 عند الكيلو 169 على نهر النيل للتحكم في تدفق المياه أثناء فترة الفيضان وتحسين الملاحة في مجري النهر وضمان استمرارية ري زمام ترعتي أصفون والكلابية. فيما أنشئت قناطر إسنا الجديدة سنة 1994 خلف القناطر القديمة بحوالي 1200 م، وذلك لتوفير المياه اللازمة لسد الاحتياجات المتزايدة للري، وكذلك توليد الطاقة الكهربائية، فضلاً عن تطوير الملاحة النهرية بإنشاء هويس يسمح بمرور وحدتين ملاحيتين كبيرتين في نفس الوقت، وزيادة الحمولة على الطريق الذي يربط بين ضفتي نهر النيل إلى 70 طن بدلاً من 20 طن.

#### السكك الحديدية
كانت مصر ثاني دولة في العالم تدخلها قطارات السكك الحديدة بعد بريطانيا التي بدأ بها عصر السكك الحديدة حوالي سنة 1850. كانت فكرة المشروع تهدف إلى ربط البحرين الأحمر والمتوسط براً لتسهيل نقل البضائع وذلك قبل مشروع حفر قناة السويس، فبدأ العمل على المشروع سنة 1852 وانتهت المرحلة الأولى منه من القاهرة حتى كفر الزيات سنة 1854، وبعد ذلك استكمل بناء الخط حتى الإسكندرية، ثم من القاهرة إلى السويس.
في عهد الخديوي إسماعيل امتدت الخطوط لتصل إلى 1200 ميل. وفي عام 1898 وصل القطار إلى مدينة الأقصر، ومع وقوع مصر تحت الاحتلال البريطاني أنشئت شركة خاصة تدعى قنا/أسوان للسكك الحديدية مملوكة لمستثمرين بريطانيين، والتي تولت مد خط السكك الحديدية إلى مدينة أسوان واستخدمت في ذلك الجزء نوعية مختلفة من القضبان والقطارات أرغمت قطارات سكك حديد مصر المتجهة إلى أسوان على التوقف في محطة الأقصر وتنزيل الركاب ليستقلوا قطار آخر تديره الشركة البريطانية الخاصة.

#### الطرق البرية
يصل الأقصر بباقي مدن ومحافظات مصر عدة محاور برية تبدأ المحاور الشمالية بالربط مع أقرب المحافظات إلى الأقصر وهي قنا، ومن قنا تتفرع المحاور فيمكن الربط شرقاً مع طريق قنا/سفاجا للوصول إلى البحر الأحمر، ومن سفاجا إلى الغردقة، أو شمالاً مع طريق قنا/سوهاج، ثم طريق سوهاج/أسيوط، فطريق أسيوط/القاهرة، وتمر المحاور الشمالية بنفس المحطات أو المدن على نطاقين صحراوي وزراعي موزعة شرقاً وغرباً، وتتمثل في طريق الصعيد الصحراوي الشرقي، طريق الصعيد الصحراوي الغربي، طريق الصعيد الزراعي، طريق الكريمات، وجنوباً تستخدم محاور الصعيد الشرقية والغربية للربط مع أسوان.

## أعلام المحافظة
- الأنبا باخوميوس، مؤسس الرهبنة الديرية في مصر، من مواليد مدينة الأقصر.[133]
- أحمد الطيب، شيخ الأزهر الحالي، من مواليد قرية القرنة بمركز القرنة.[134]
- عبد الباسط عبد الصمد، من قراء القرآن الكريم، من مواليد قرية المراعزة بمركز أرمنت.[135]
- أحمد الرزيقي، من قراء القرآن الكريم، من مواليد قرية الرزيقات بمركز أرمنت.[136]
- ذو النون بن سهل بن منصور، من علماء الحديث، من مواليد إسنا.[137]:254
- يونس بن عبد الأعلى الرقاشي، من علماء الحديث، من مواليد إسنا.[137]:254
- إبراهيم بن هبة الله الإسنائي، من علماء المذهب الشافعي، من مواليد إسنا.[137]:259
- جمال الدين الإسنوي، فقيه وأصولي شافعي من علماء العربية، من مواليد إسنا.[137]:270
- عطية قديس، مصور تاريخي، من مواليد مدينة الأقصر.[138]
- إبراهيم سمك، من رواد قطاع الطاقة النظيفة في الاتحاد الأوروبي، من مواليد مدينة الأقصر.[139]
- جمال علام، رئيس الاتحاد المصري لكرة القدم الأسبق، من مواليد مركز أرمنت.[140]
- أحمد جوهر، مطرب وممثل، من مواليد مدينة الأقصر.[141]
- سيد الشاعر، مطرب شعبي، من مواليد مدينة الأقصر.[142]

## المحافظون
المحافظ هو ممثل السلطة التنفيذية في المحافظة ورئيس المجلس التنفيذي للمحافظة، ويعينه أو يعفيه من منصبه رئيس الجمهورية.
| الاسم                       | الفترة من     | الفترة إلى    | ملاحظات                                                                         |
| --------------------------- | ------------- | ------------- | ------------------------------------------------------------------------------- |
| سمير فرج                    | 9 ديسمبر 2009 | 19 أبريل 2011 | عين بالأساس رئيسًا للمدينة في 11 أبريل 2008، واستمر في منصبه بعدما أصبحت محافظة. |
| خالد فوده                   | 19 أبريل 2011 | 7 أغسطس 2011  |                                                                                 |
| عزت سعد                     | 7 أغسطس 2011  | 16 يونيو 2013 |                                                                                 |
| عادل خياط                   | 16 يونيو 2013 | 23 يونيو 2013 | استقال إثر موجة غضب شعبي.                                                       |
| علاء الهراس                 | 23 يونيو 2013 | 13 أغسطس 2013 | السكرتير العام شغل المنصب بالوكالة.                                             |
| طارق سعد الدين              | 13 أغسطس 2013 | 7 فبراير 2015 |                                                                                 |
| محمد سيد بدر                | 7 فبراير 2015 | 30 أغسطس 2018 |                                                                                 |
| مصطفى ألهم                  | 30 أغسطس 2018 | 3 يوليو 2024  |                                                                                 |
| عبد المطلب ممدوح محمد عمارة | 3 يوليو 2024  | الآن          |                                                                                 |

## معرض صور

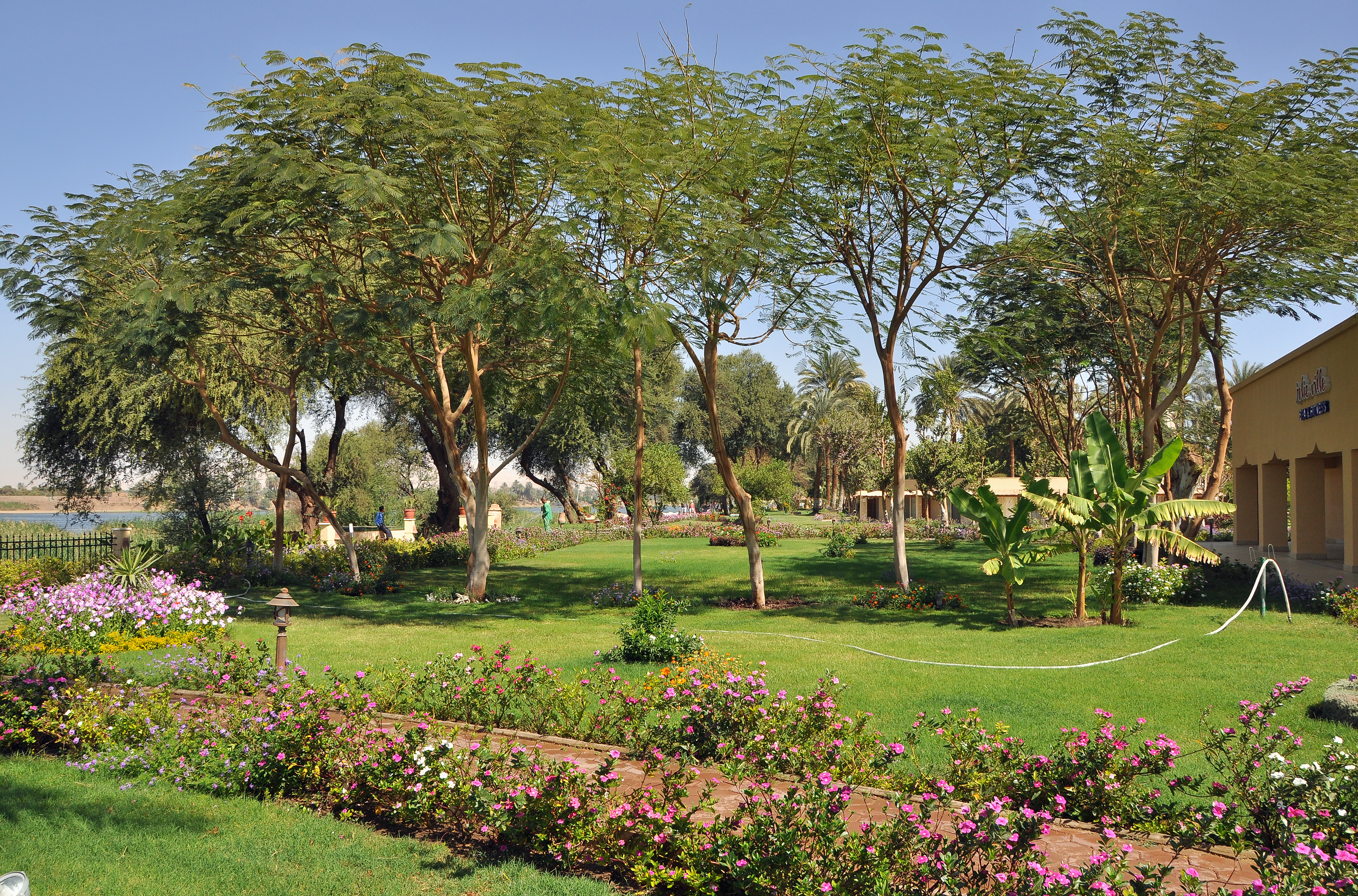
فندق ماريتيم جولي فيل
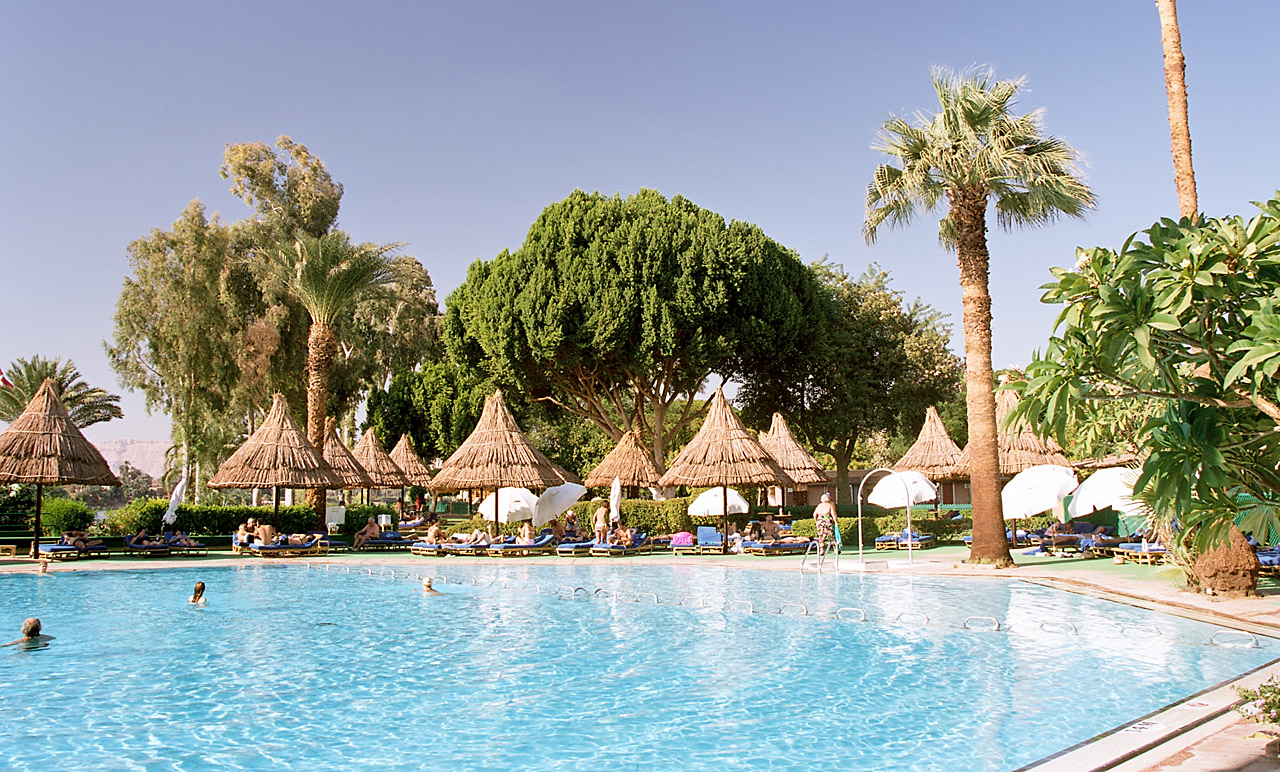
فندق ماريتيم جولي فيل
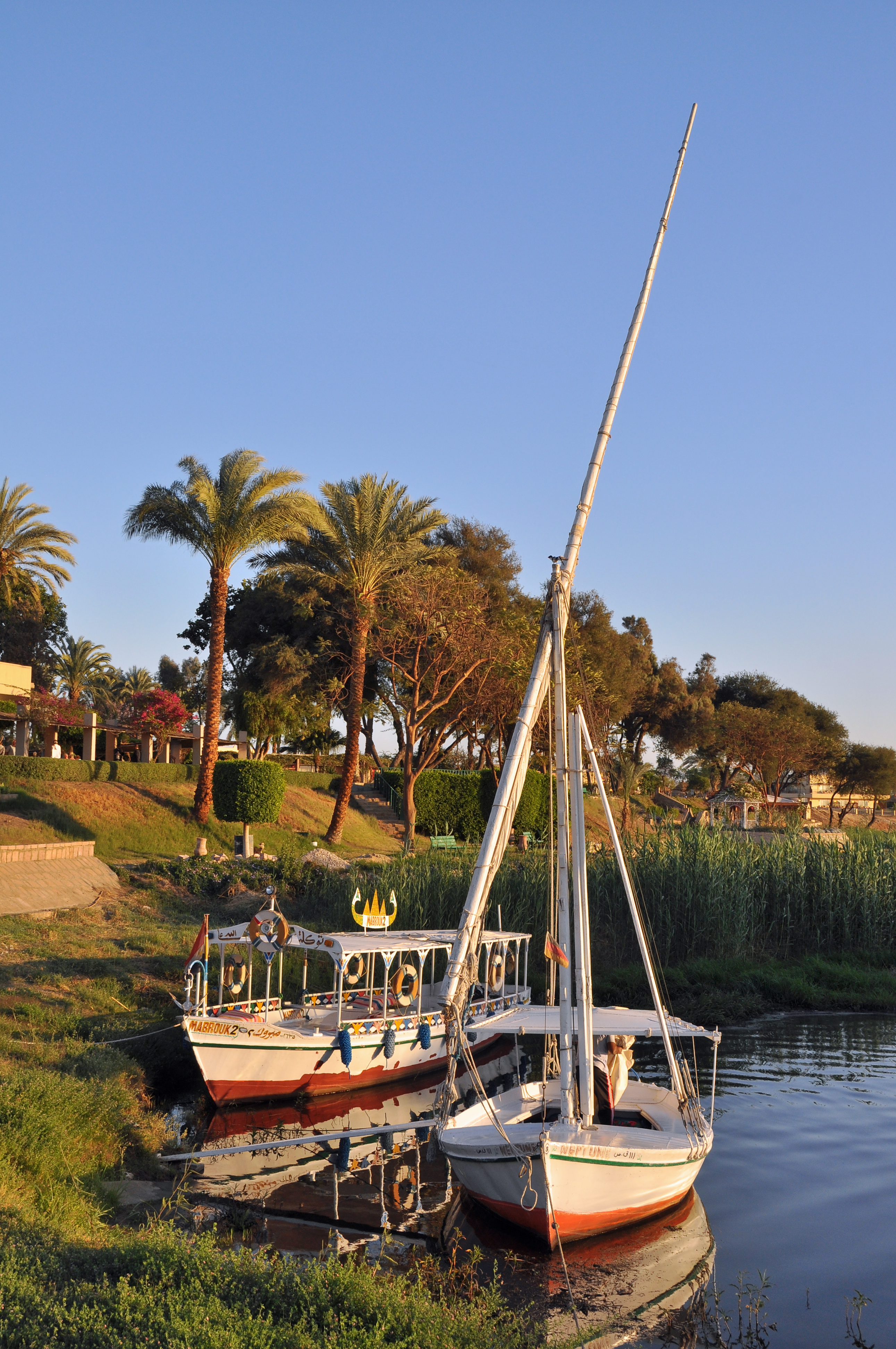
جزيرة الملوك
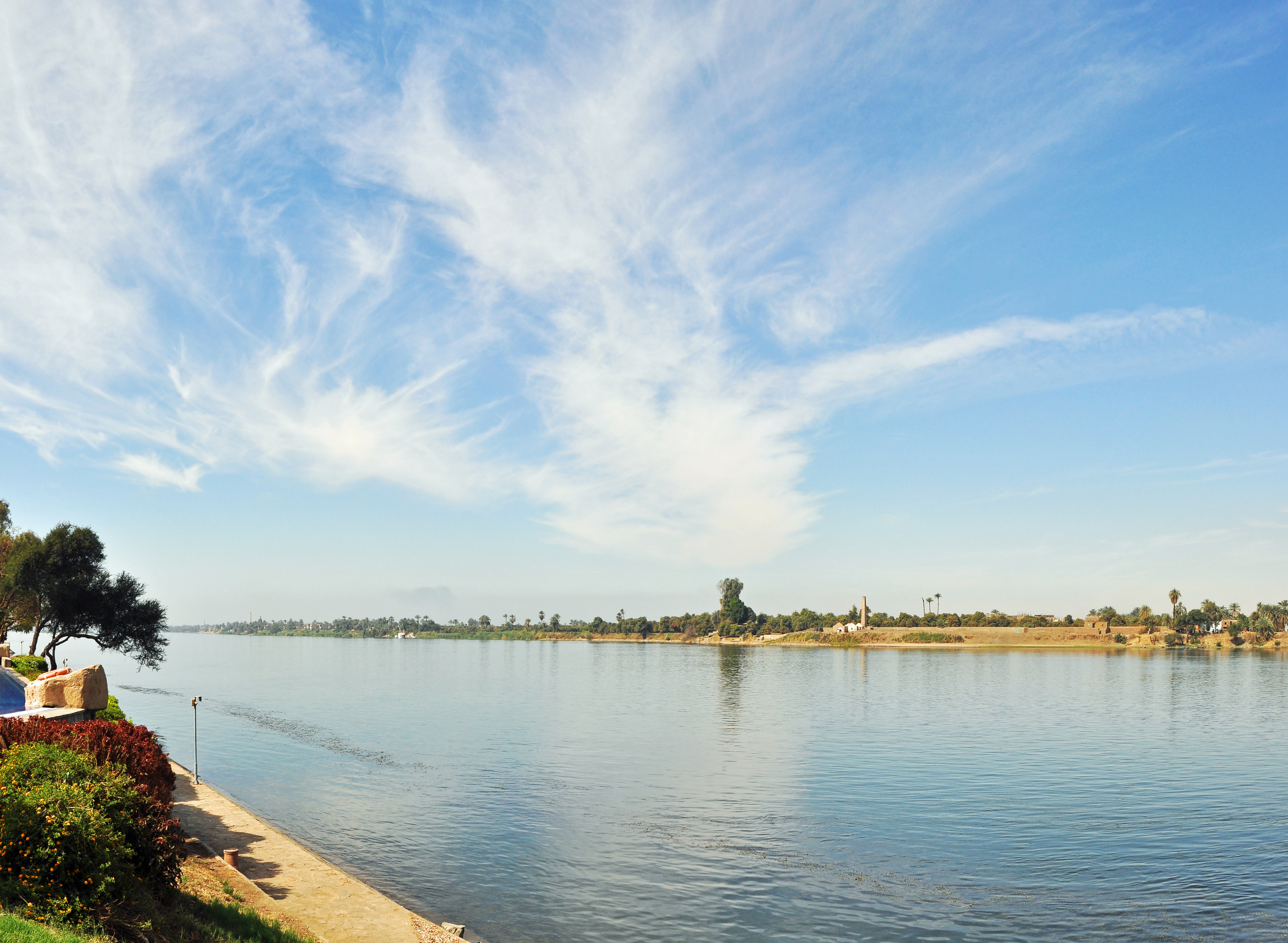
النيل بالأقصر
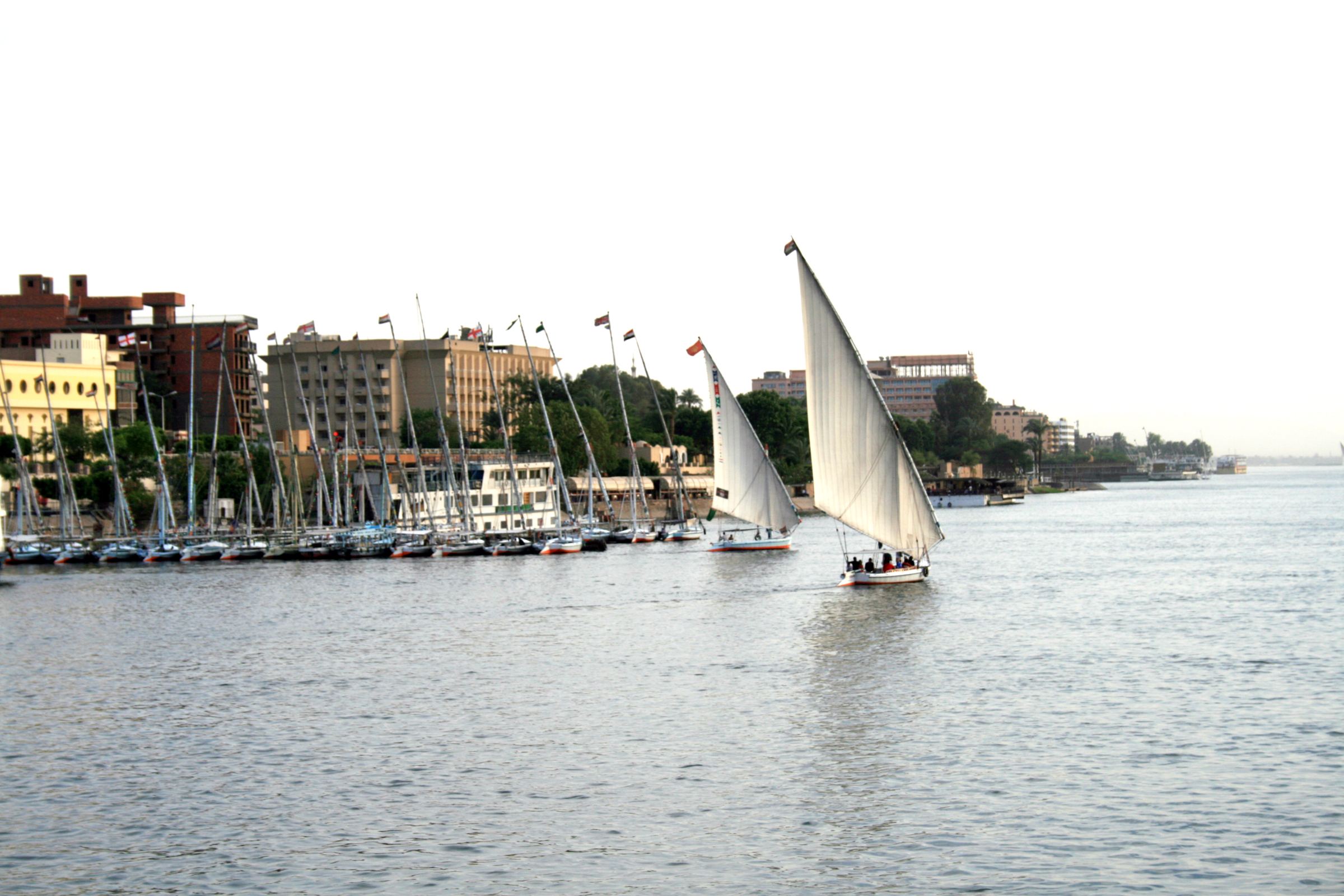
النيل بالأقصر
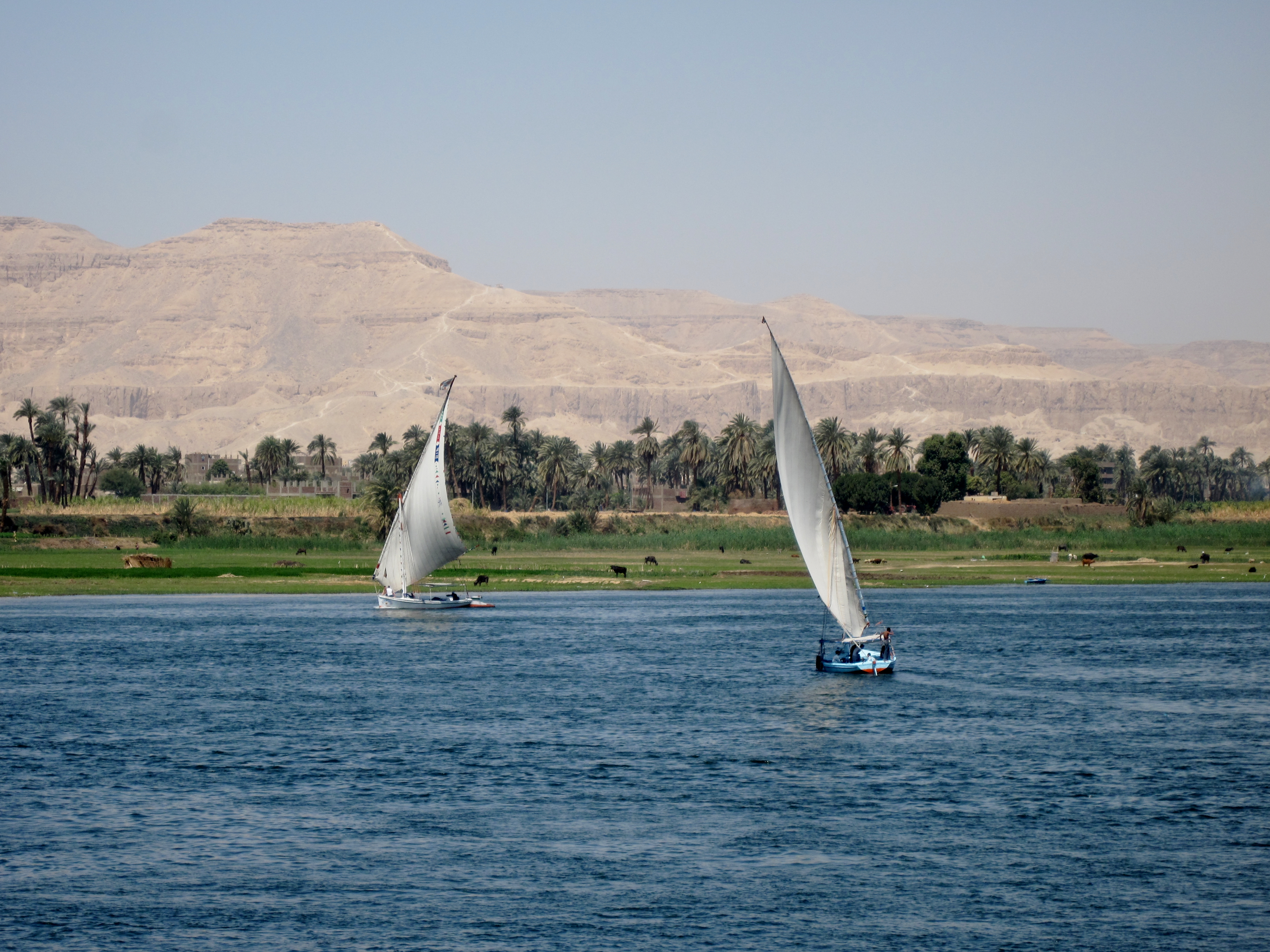
النيل بالأقصر
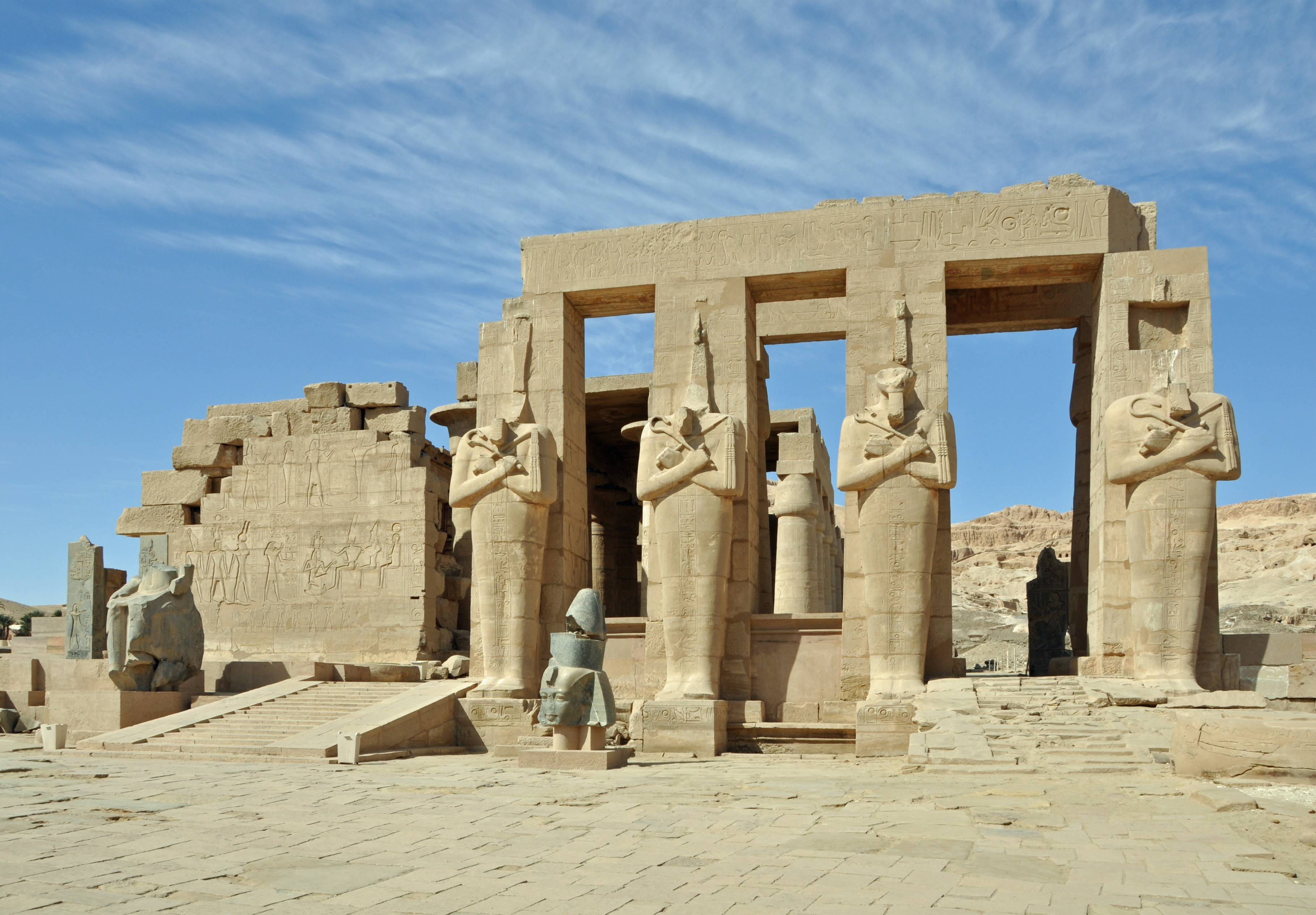
معبد الرامسيوم
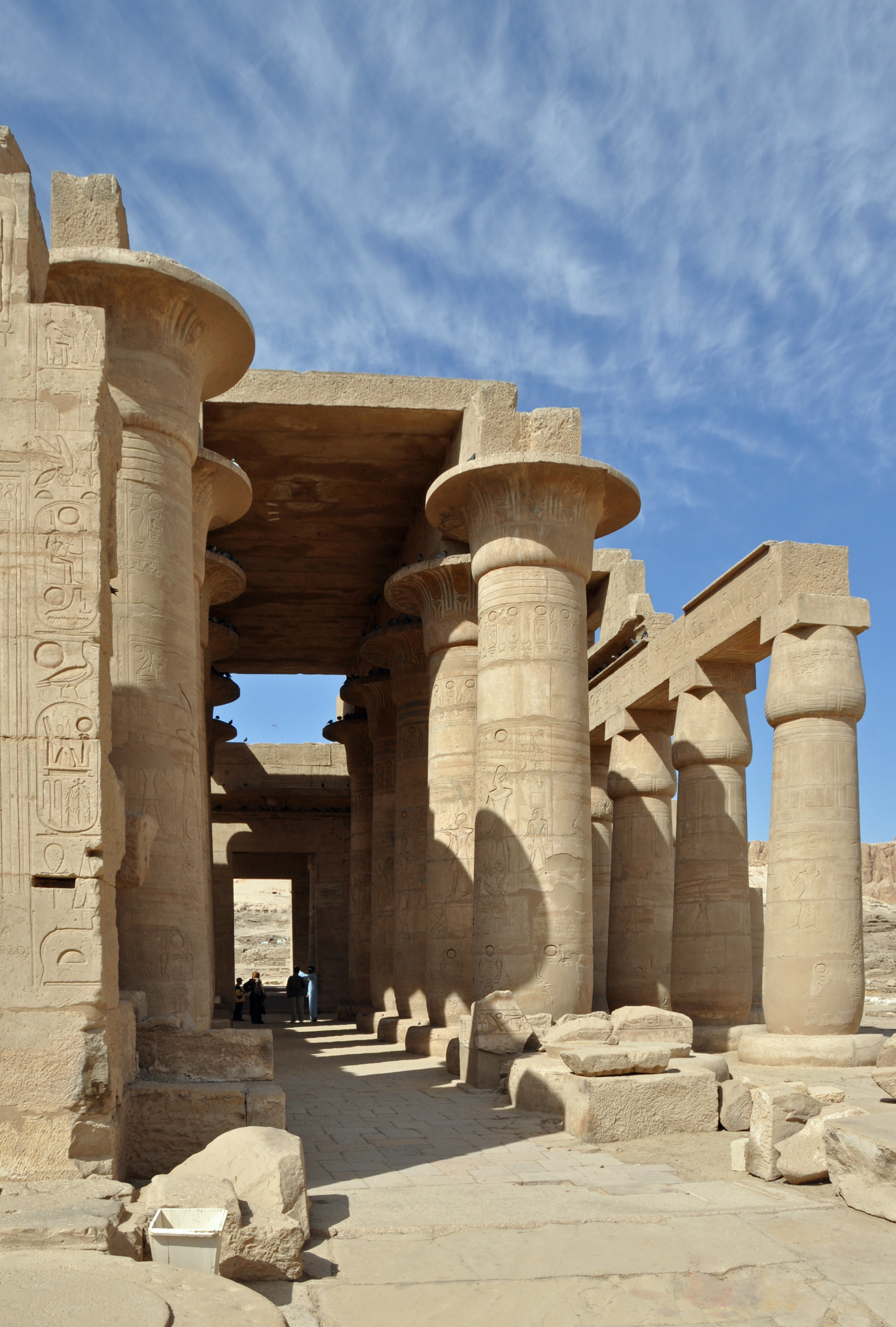
معبد الرامسيوم
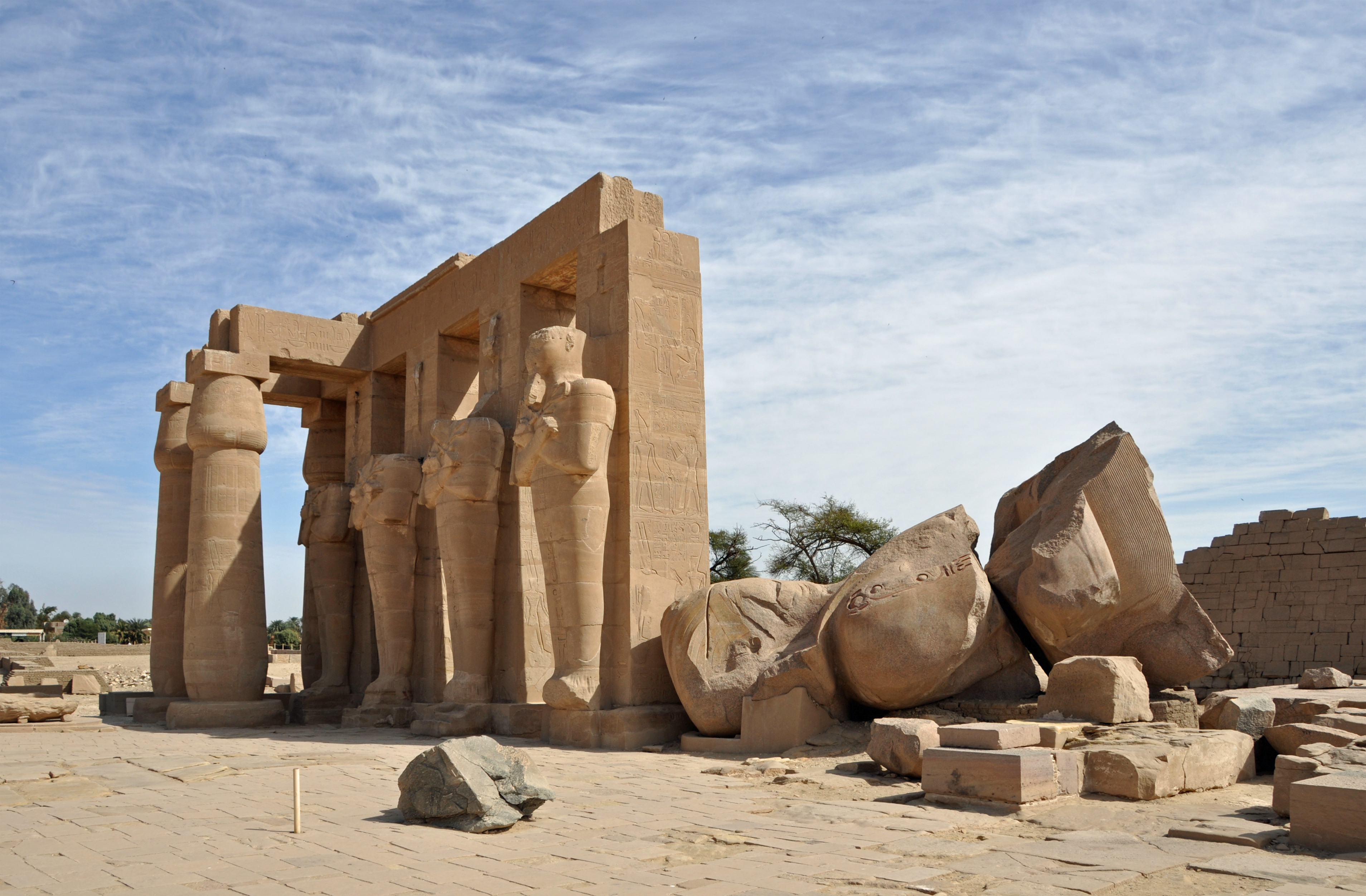
معبد الرامسيوم
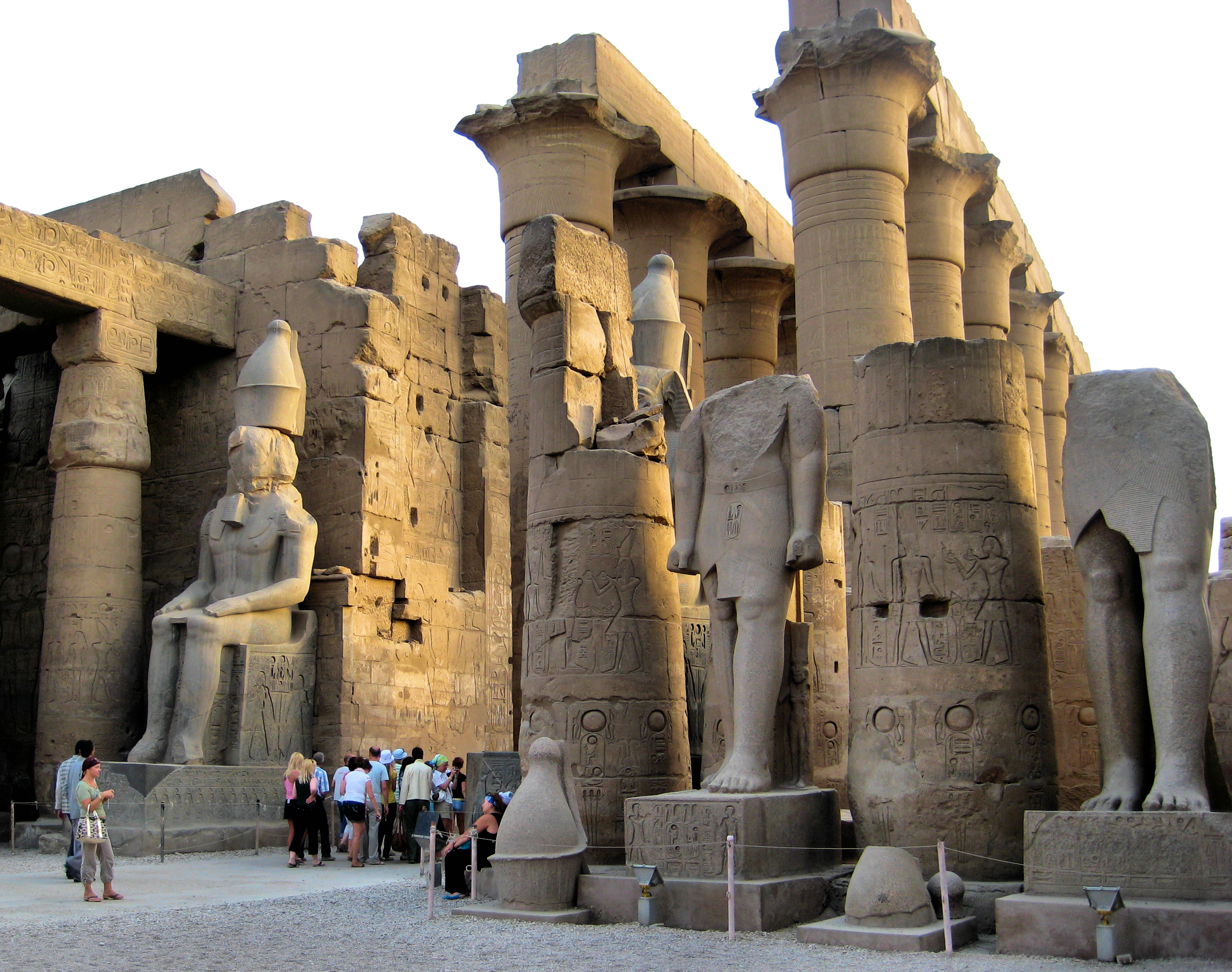
معبد الأقصر
معبد الأقصر
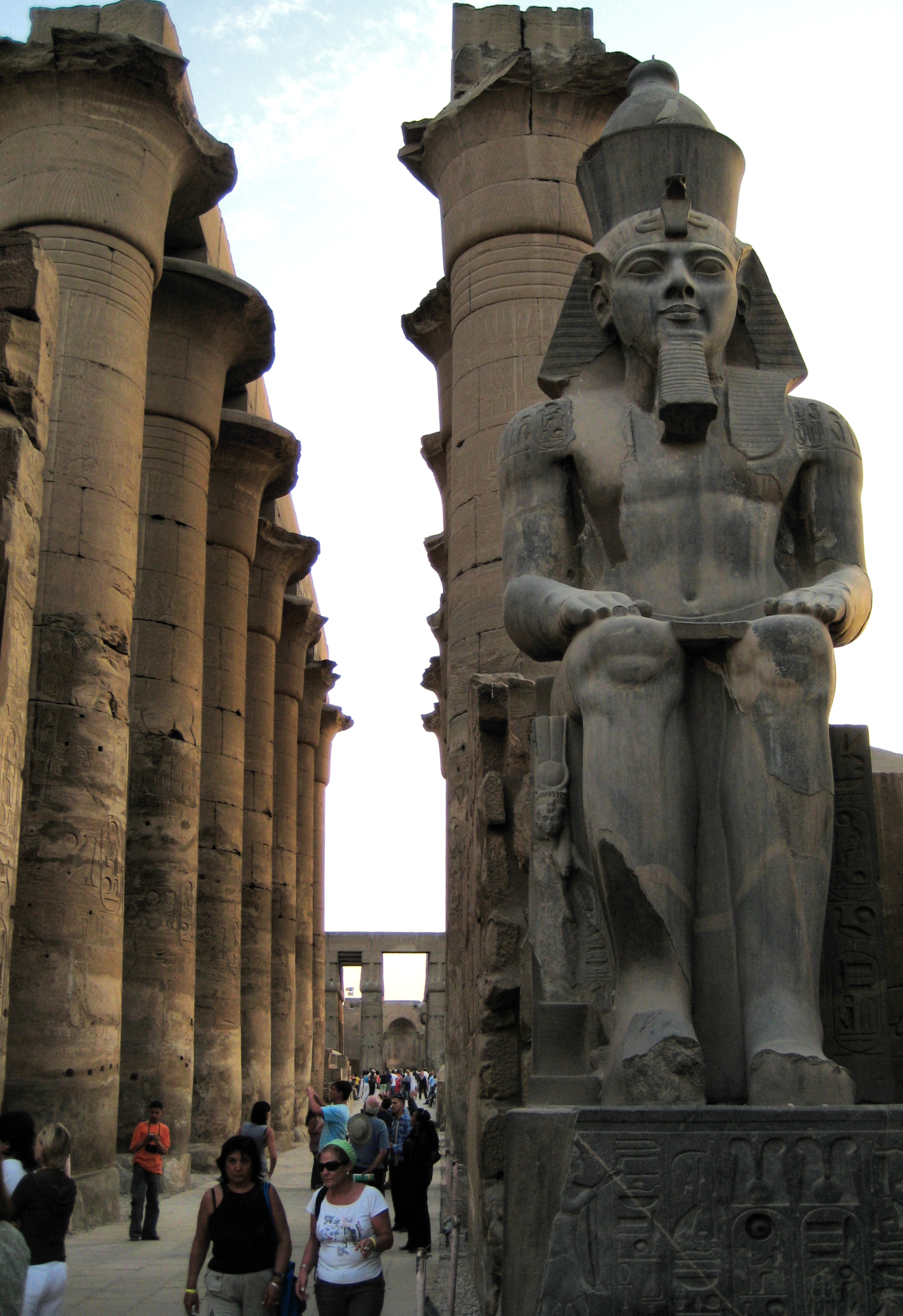
معبد الأقصر
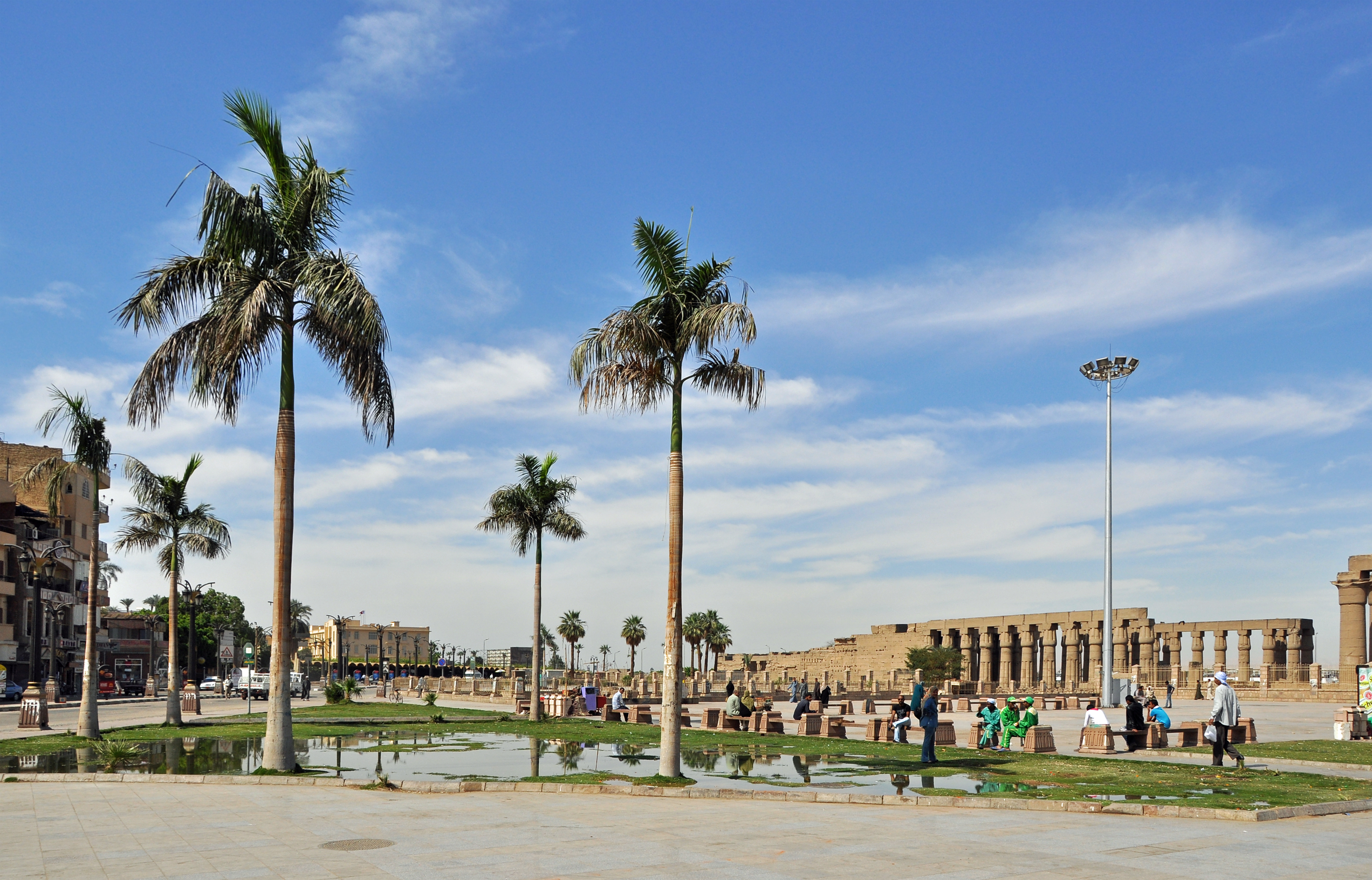
معبد الأقصر
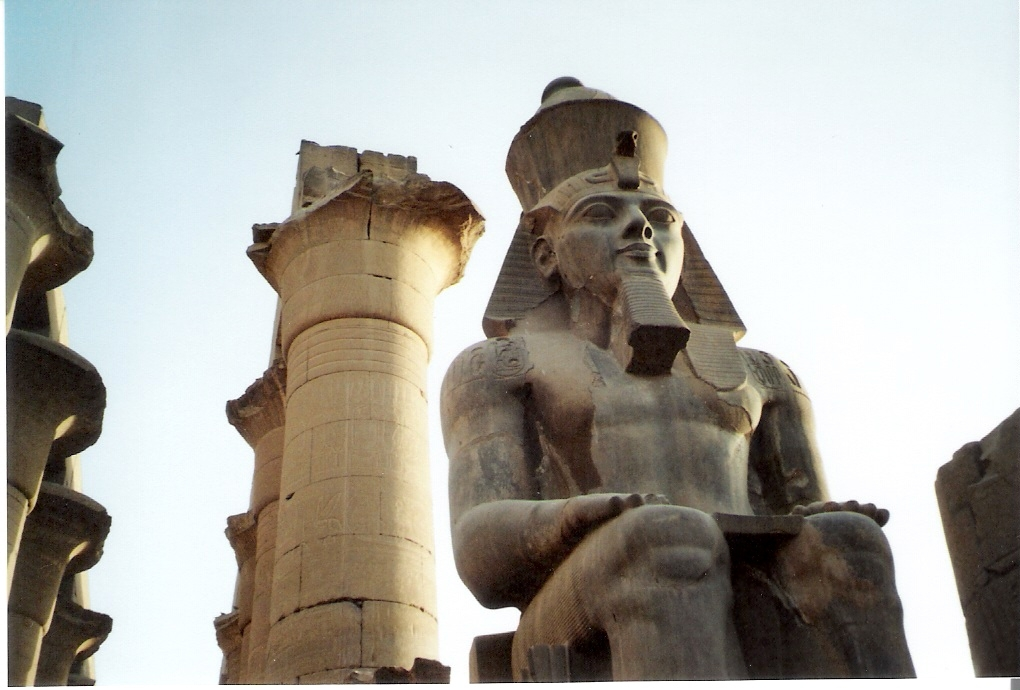
معبد الأقصر
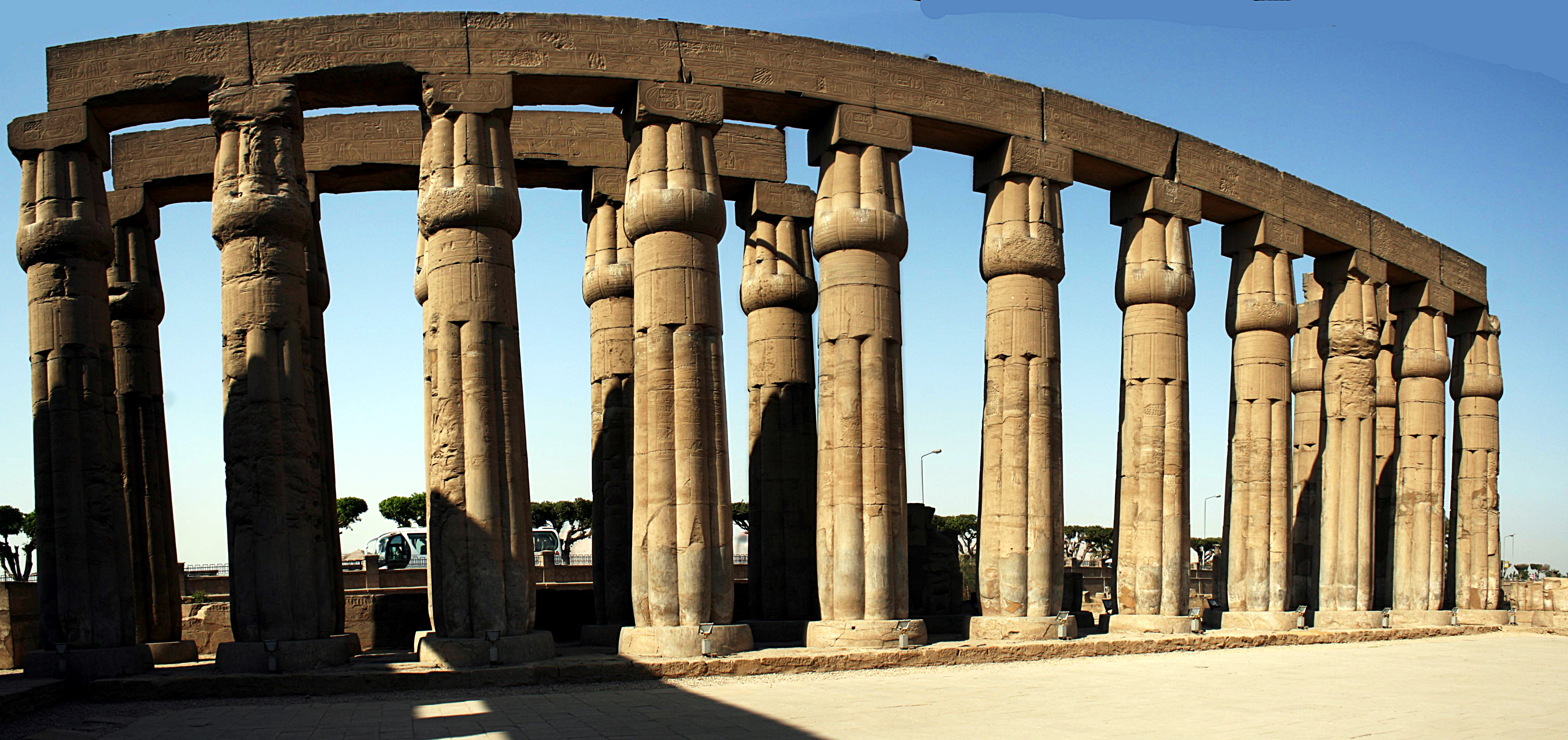
معبد الأقصر
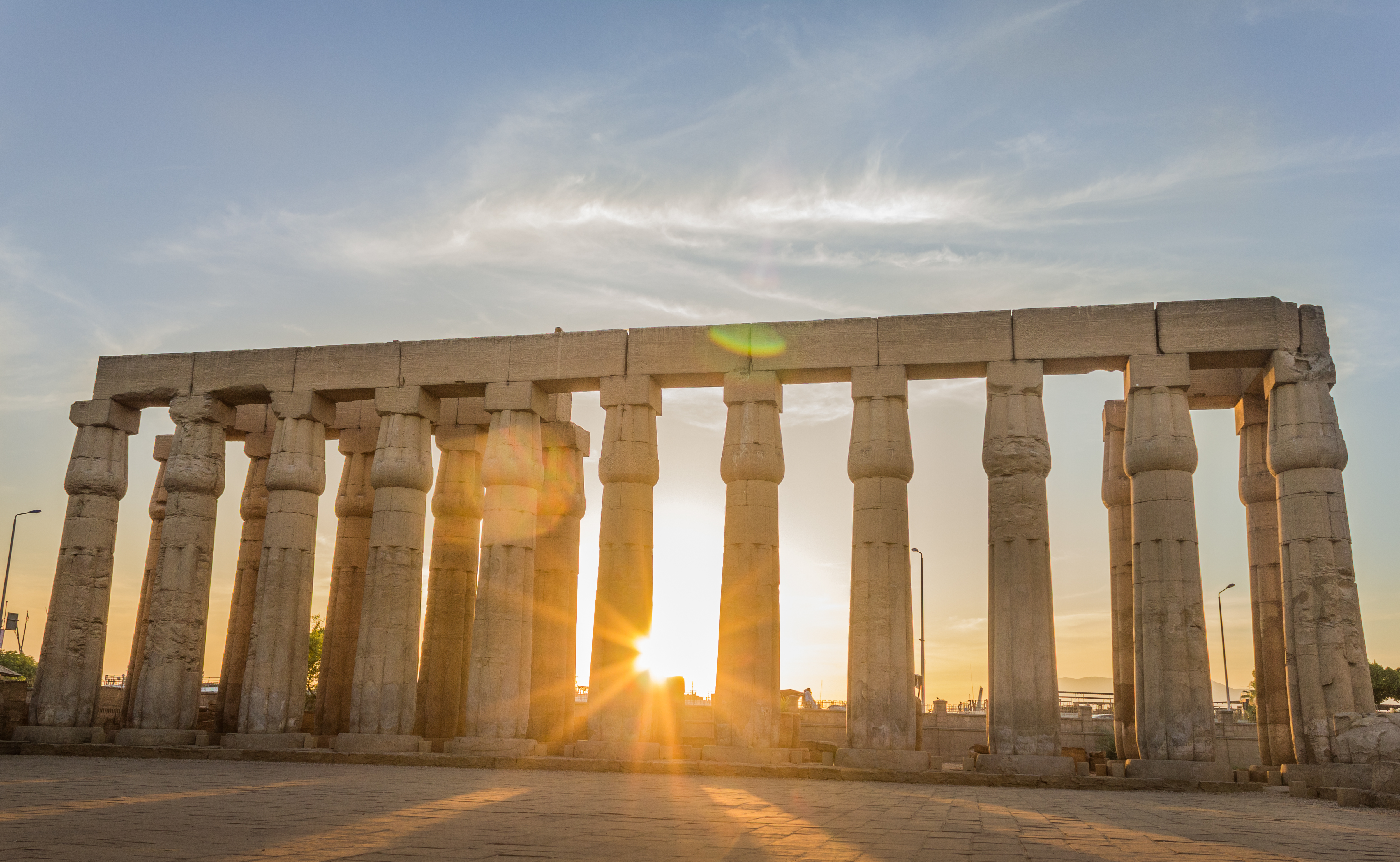
معبد الأقصر
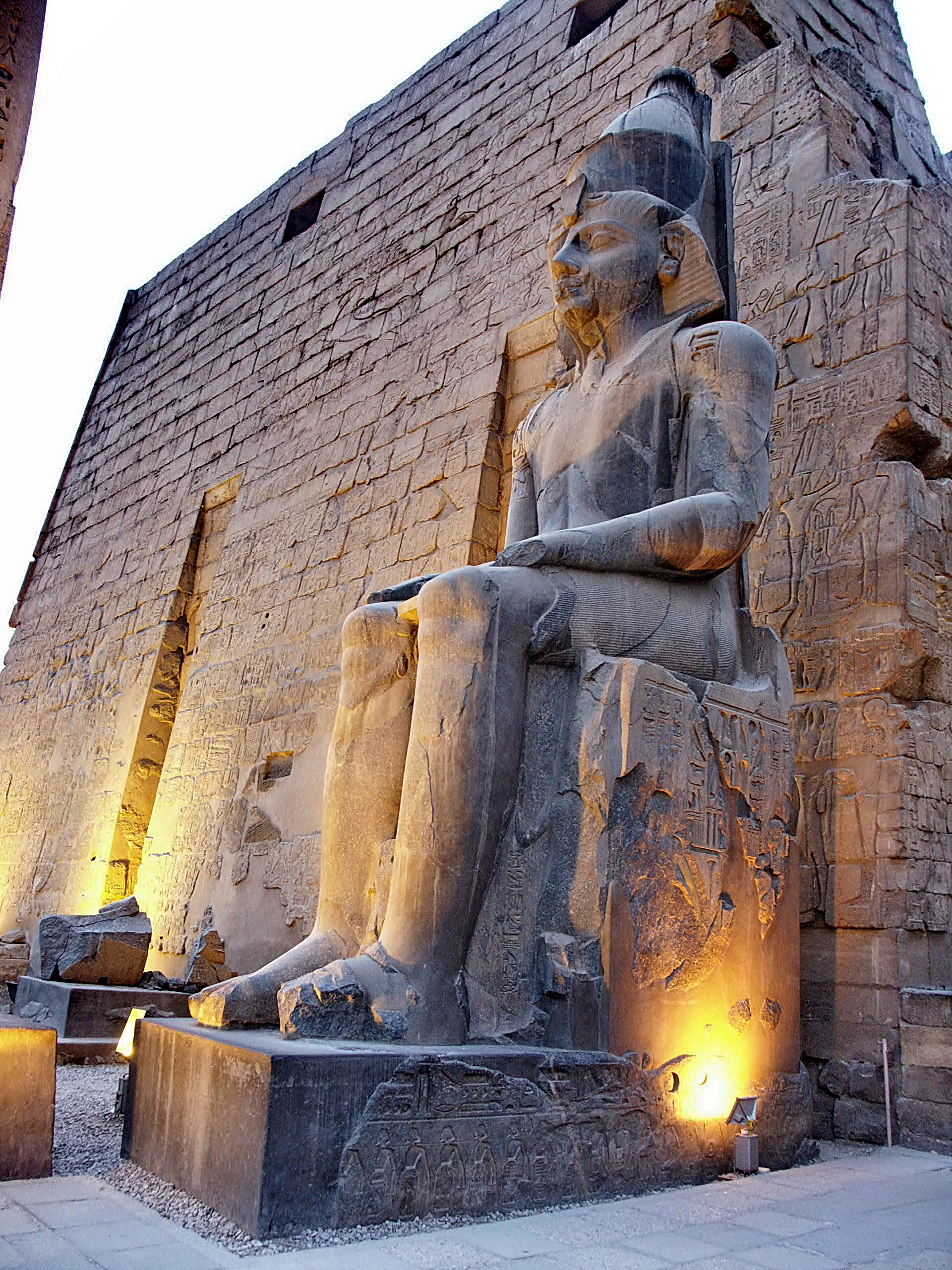
معبد الأقصر
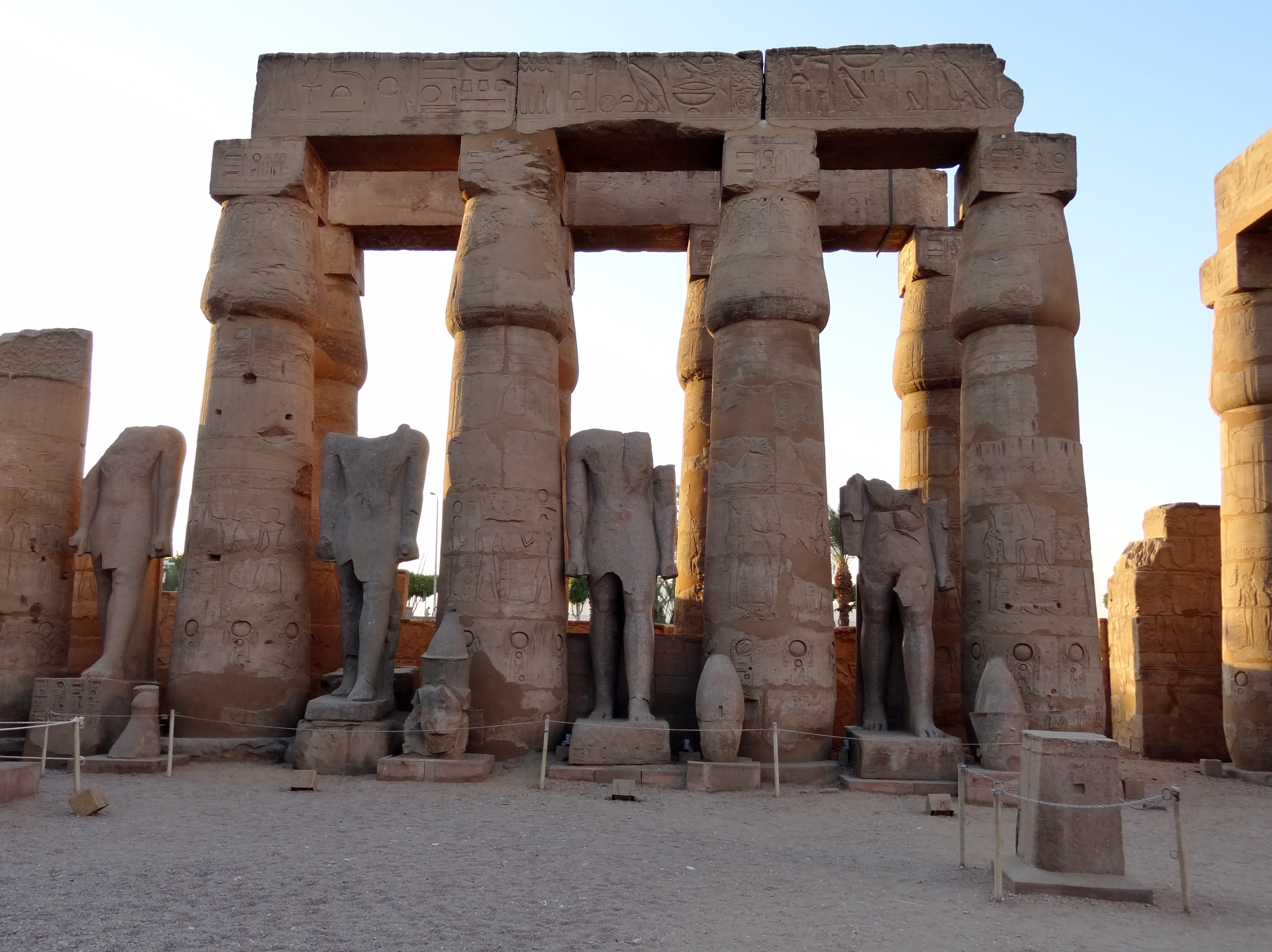
معبد الأقصر
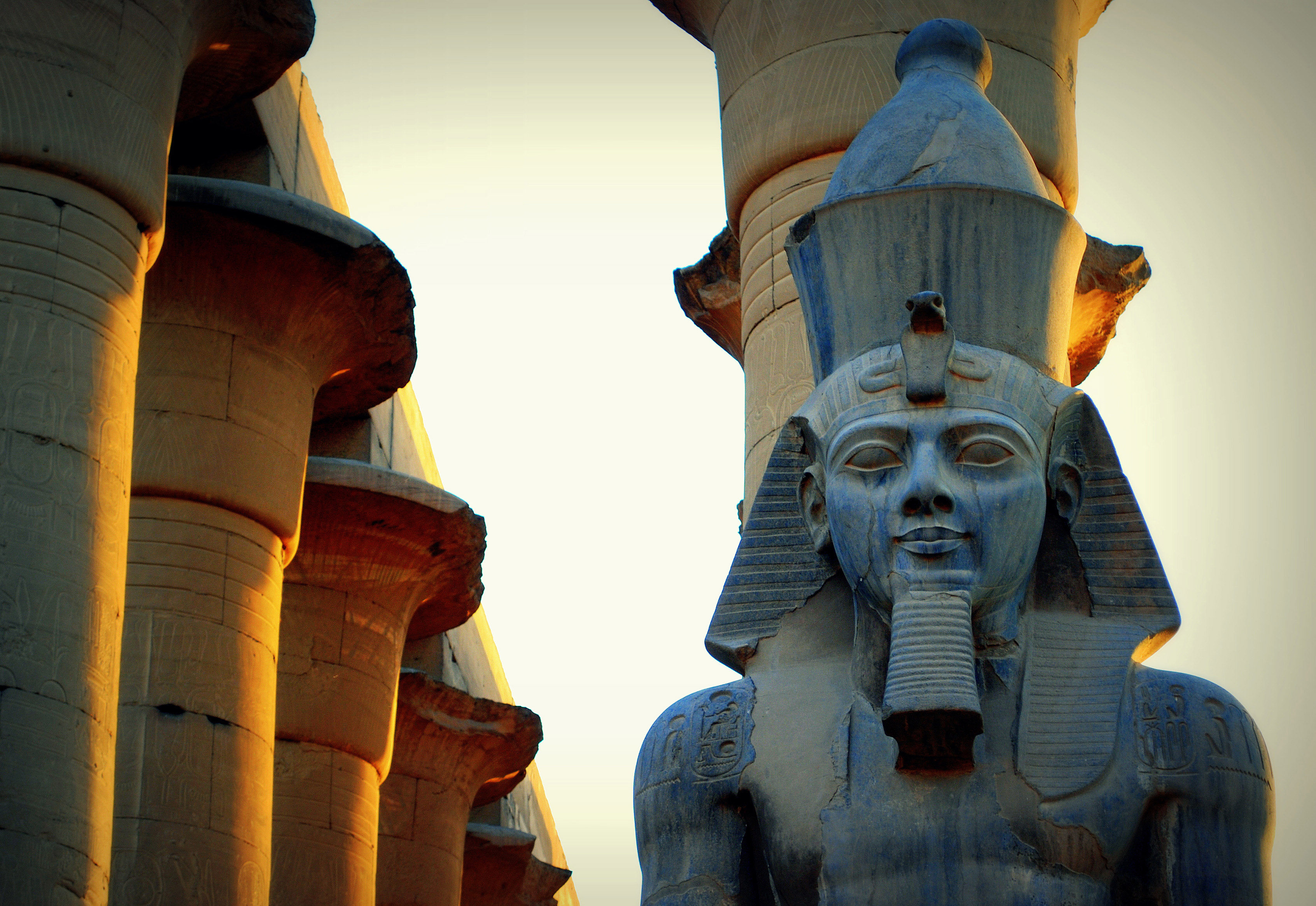
معبد الأقصر
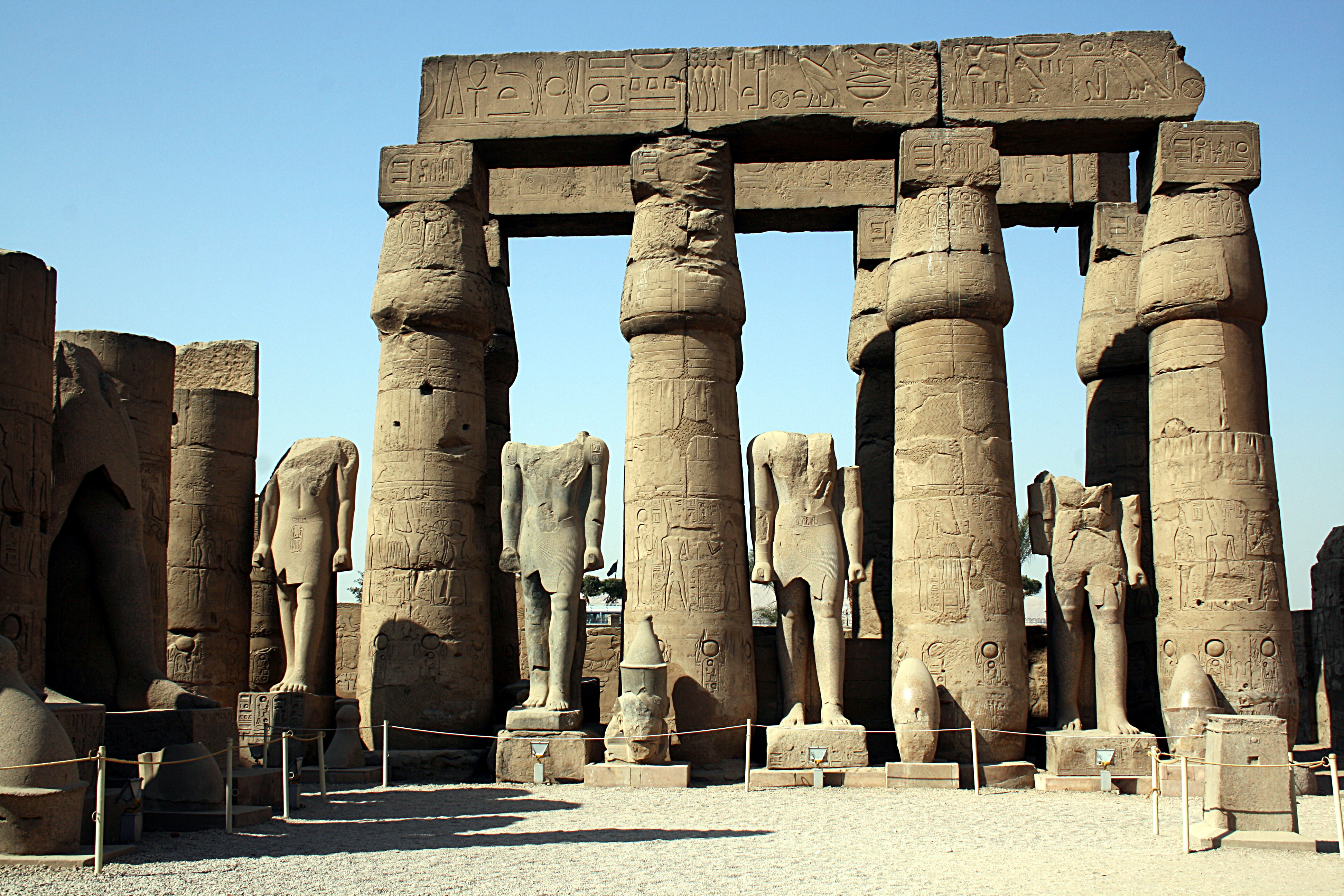
معبد الأقصر
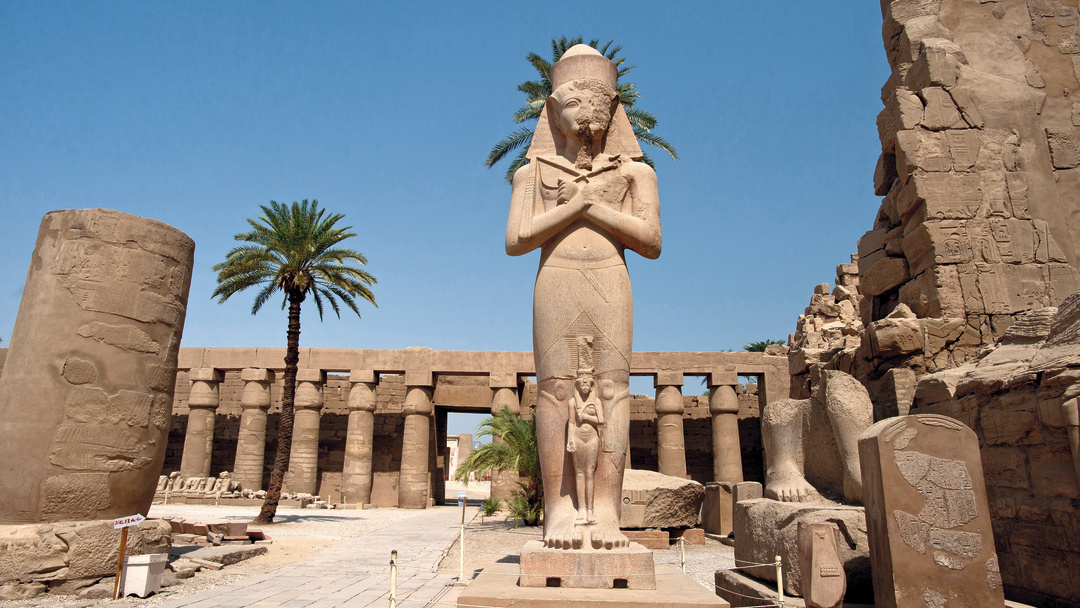
معبد الأقصر
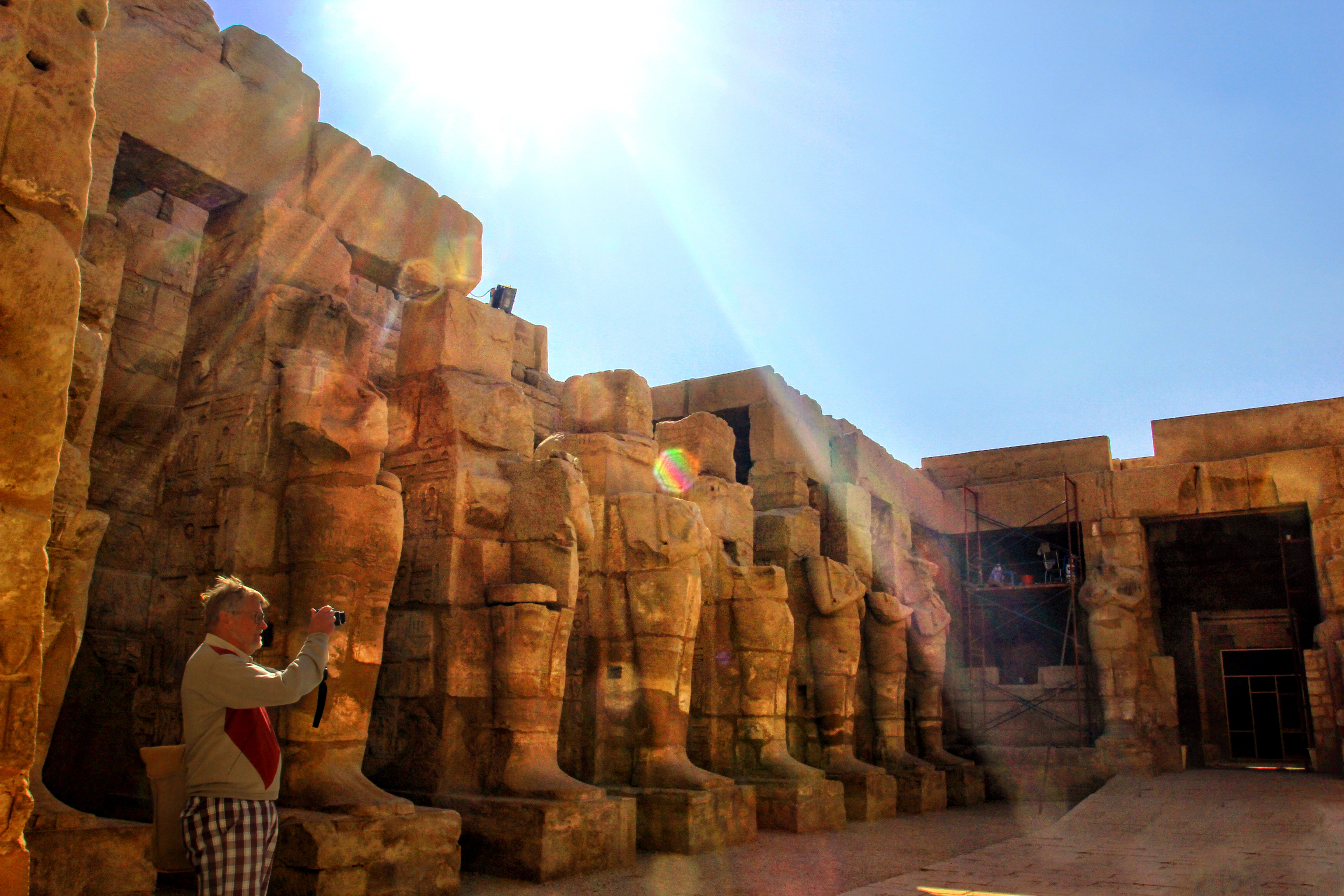
معبد الأقصر
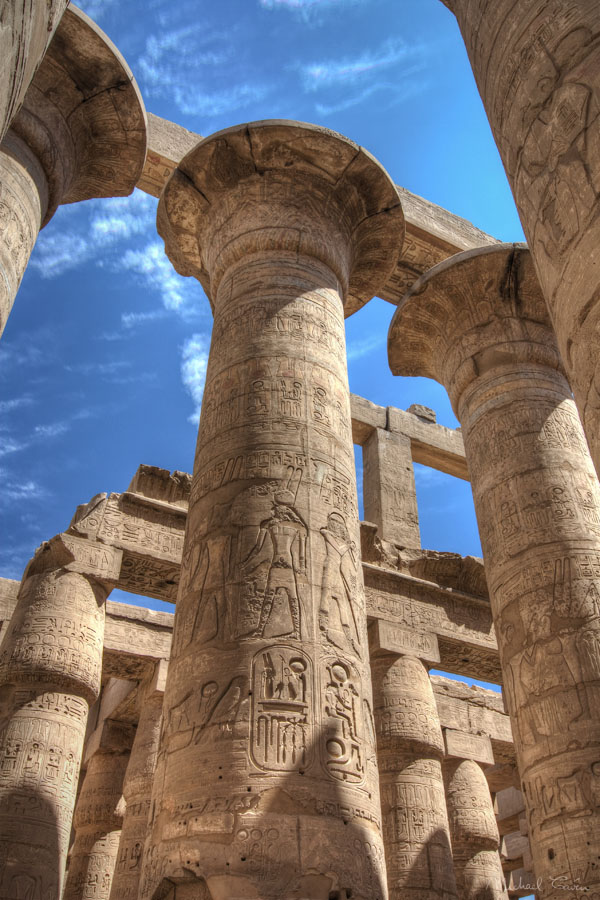
معبد الكرنك
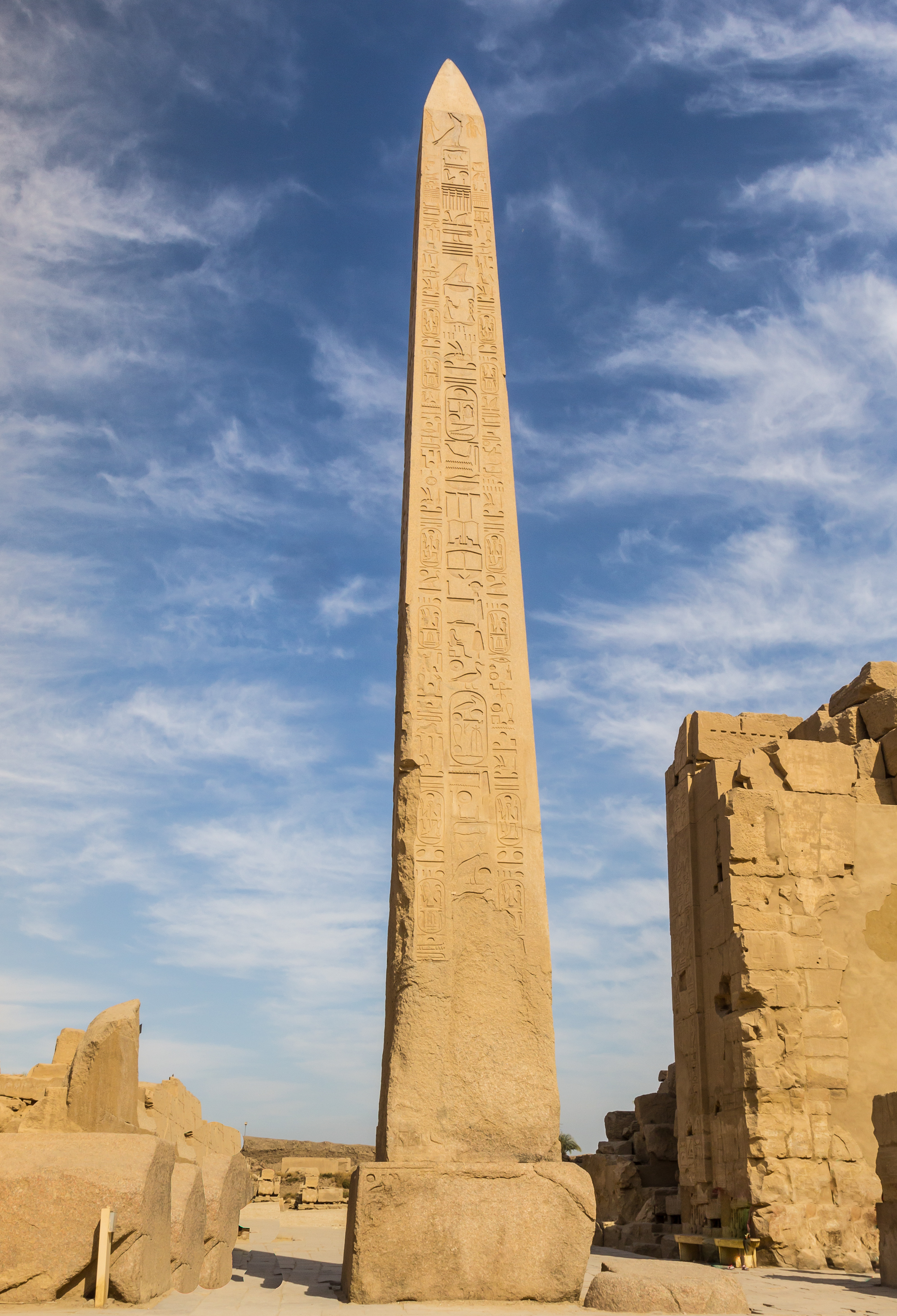
معبد الكرنك
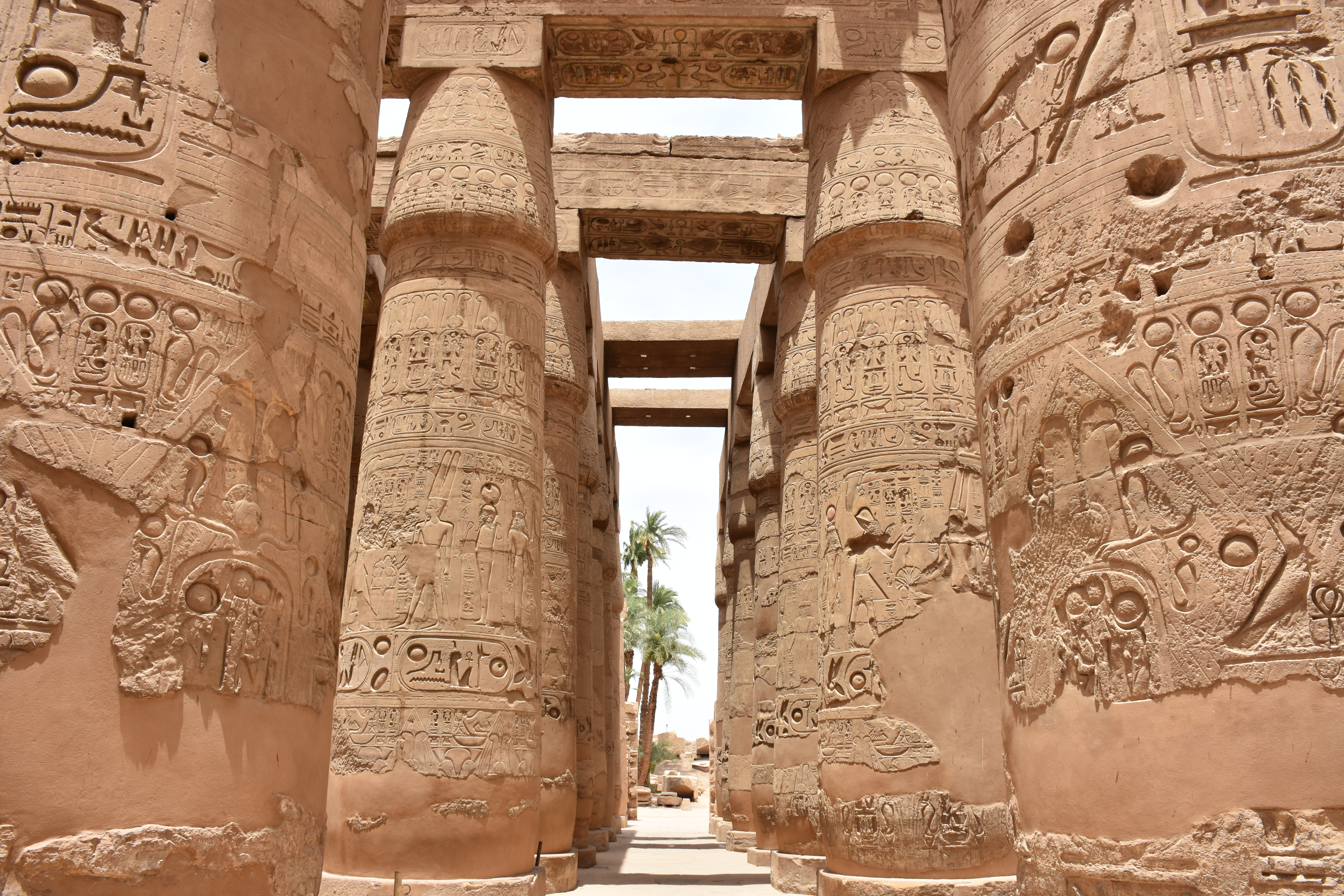
معبد الكرنك
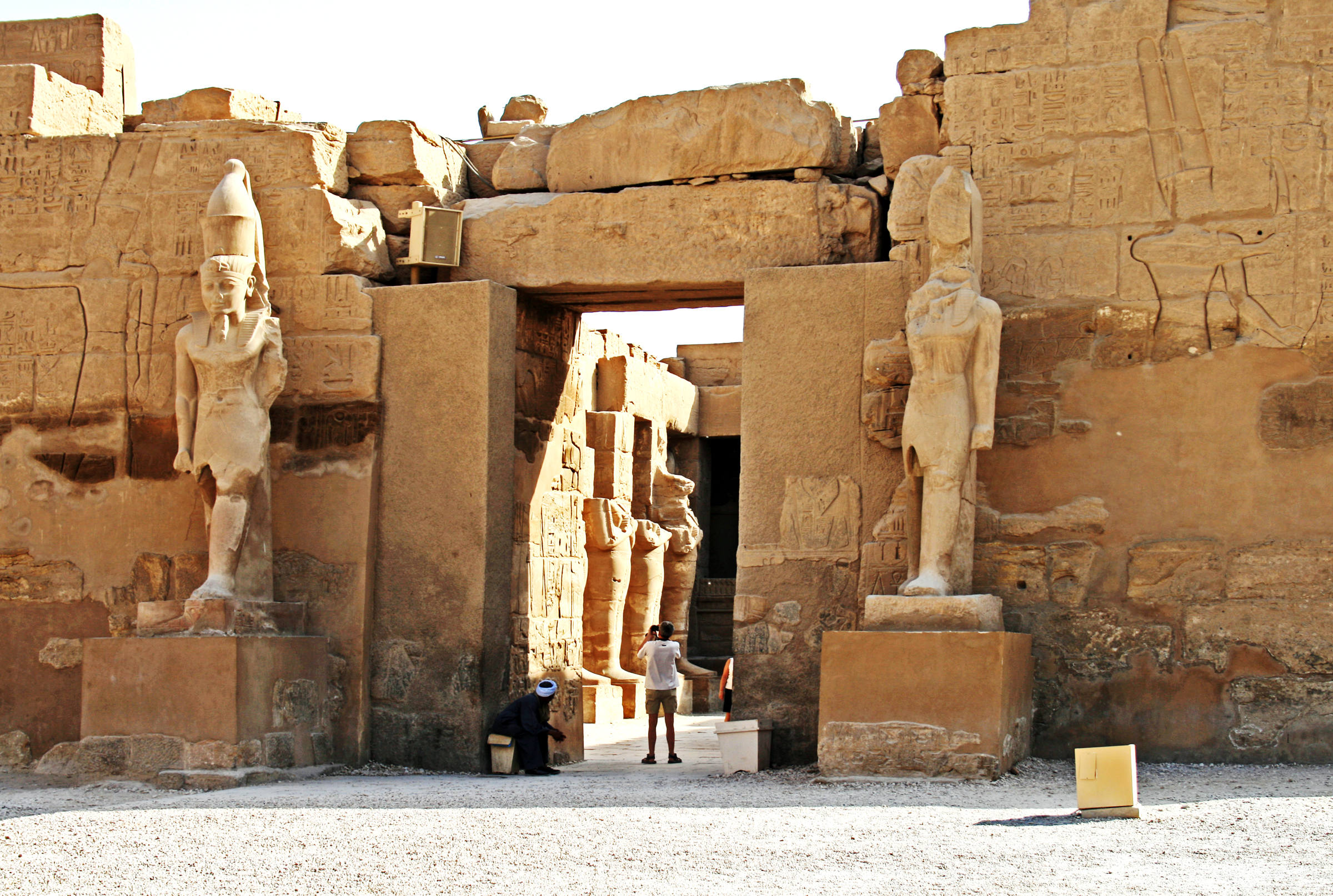
معبد الكرنك
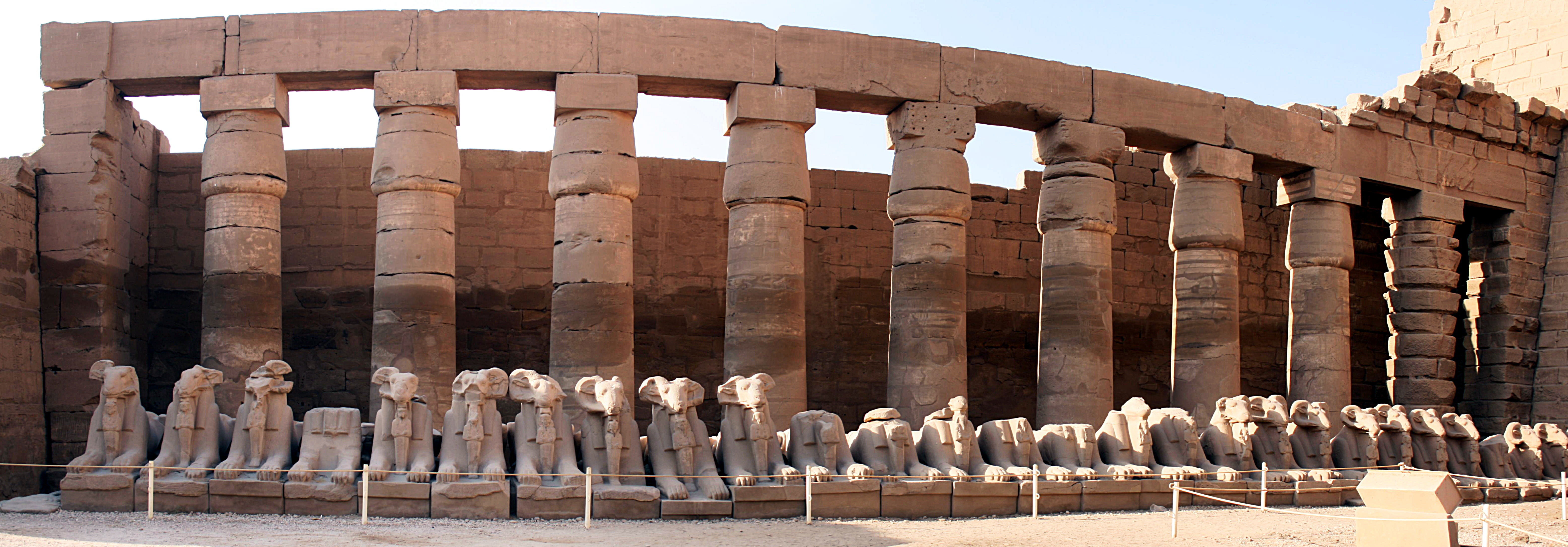
معبد الكرنك
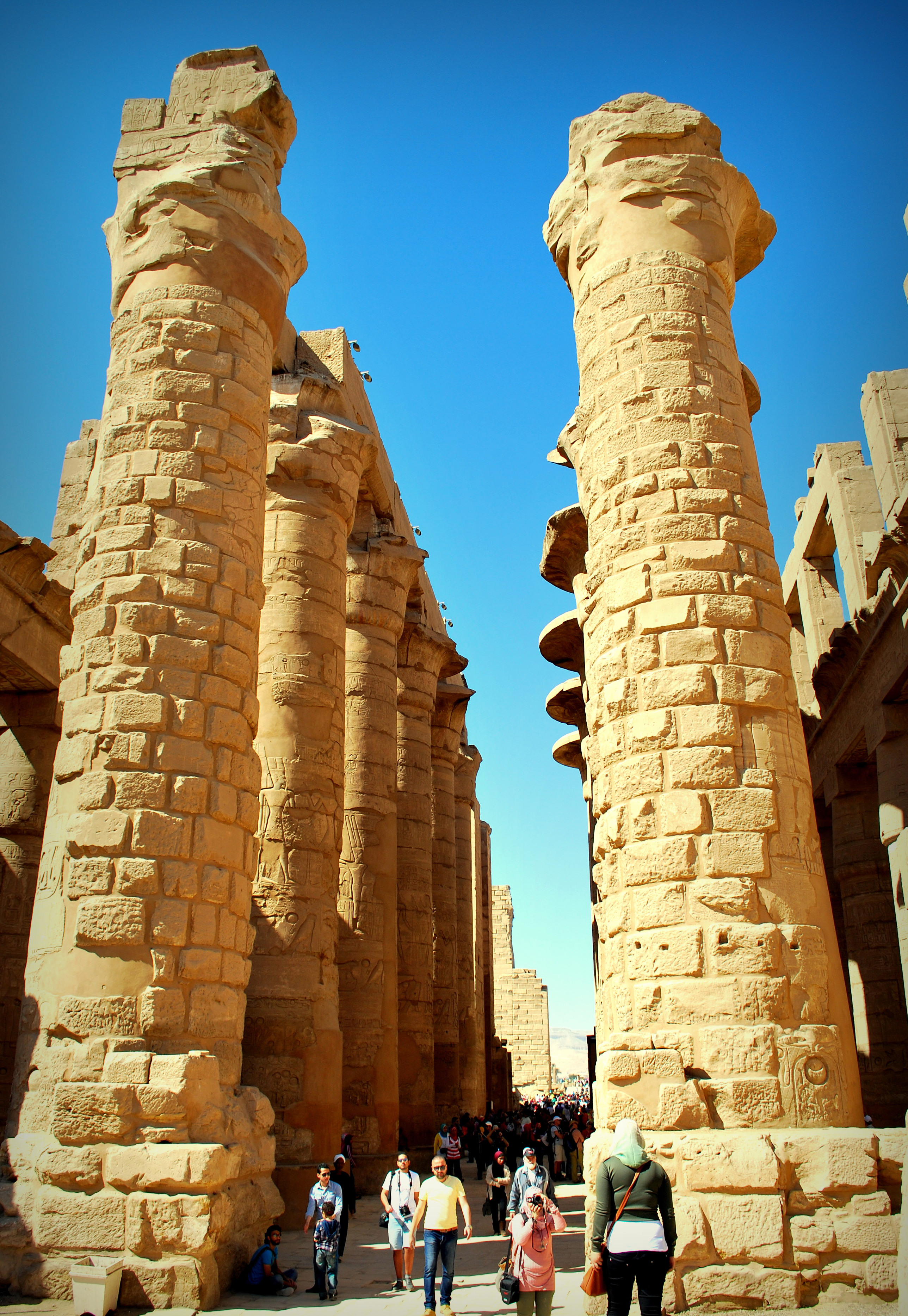
معبد الكرنك
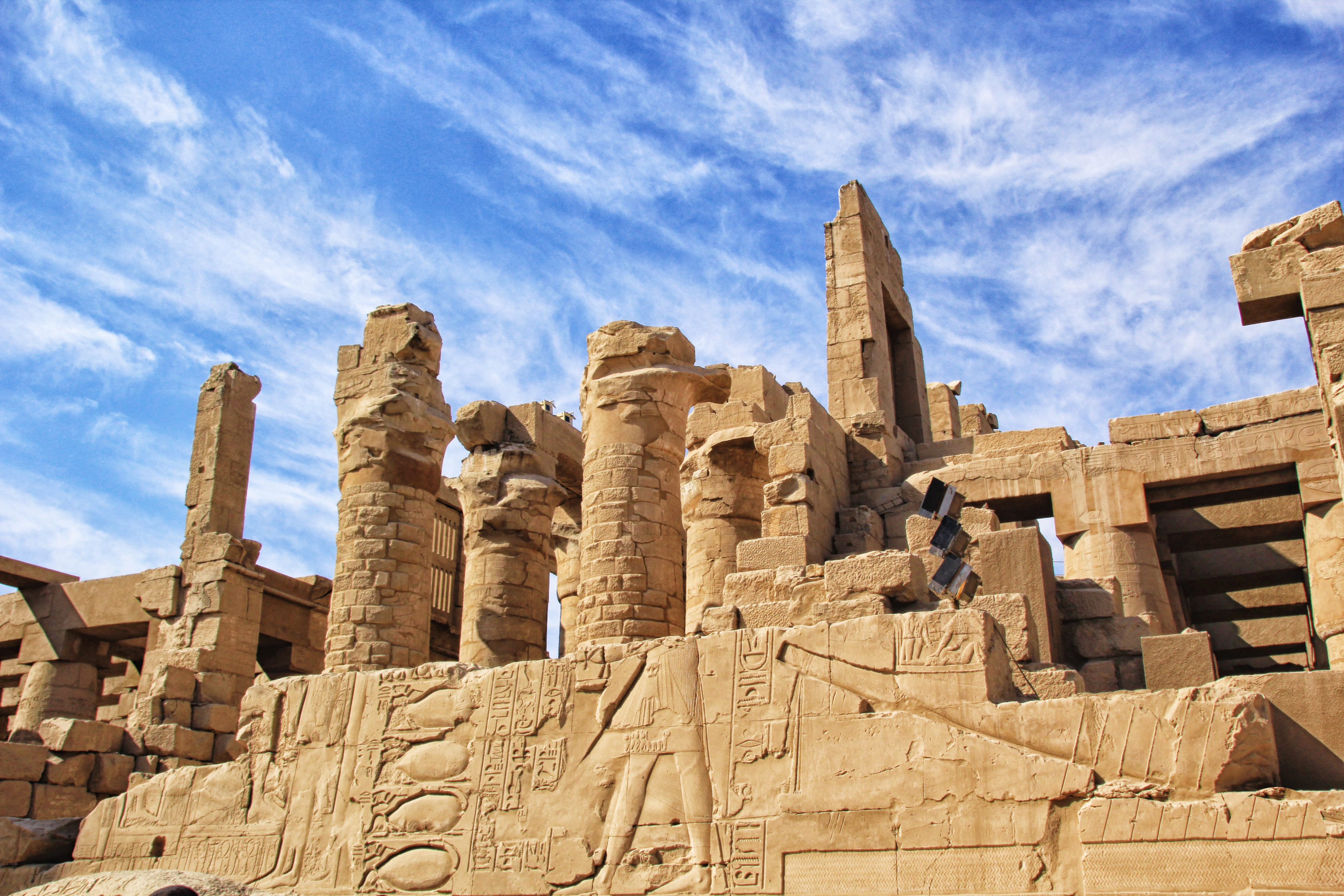
معبد الكرنك
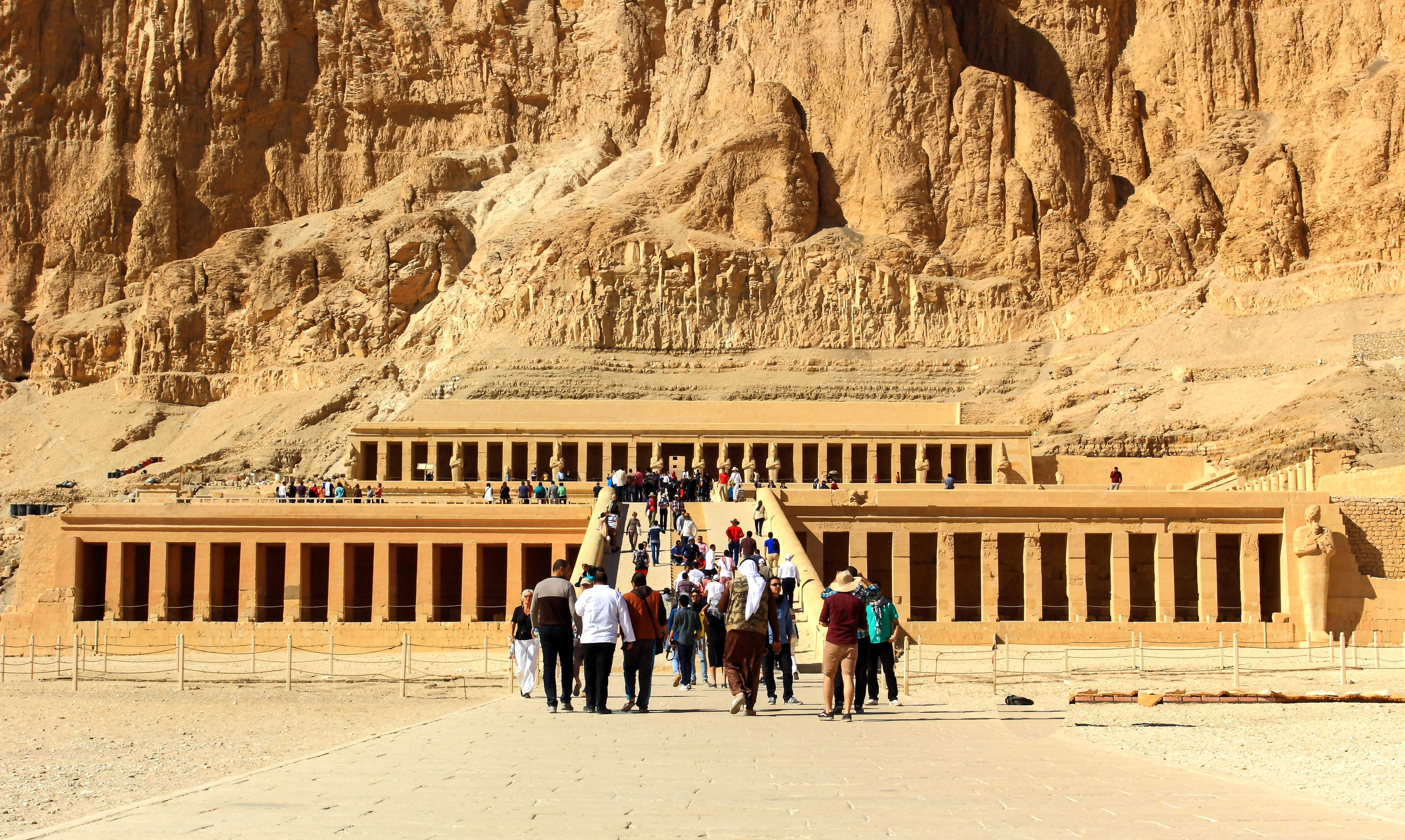
معبد حبستشوت
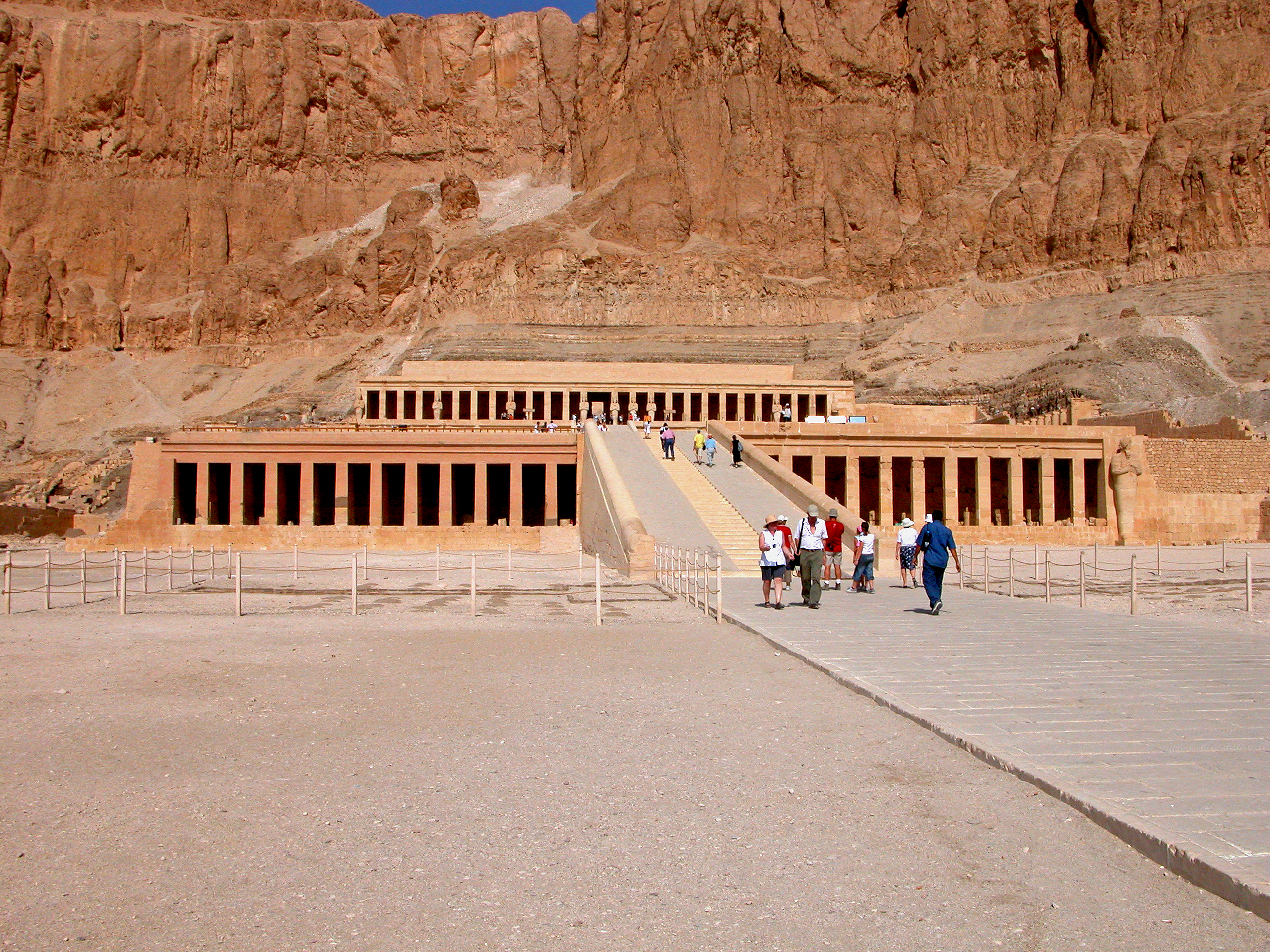
معبد حبستشوت
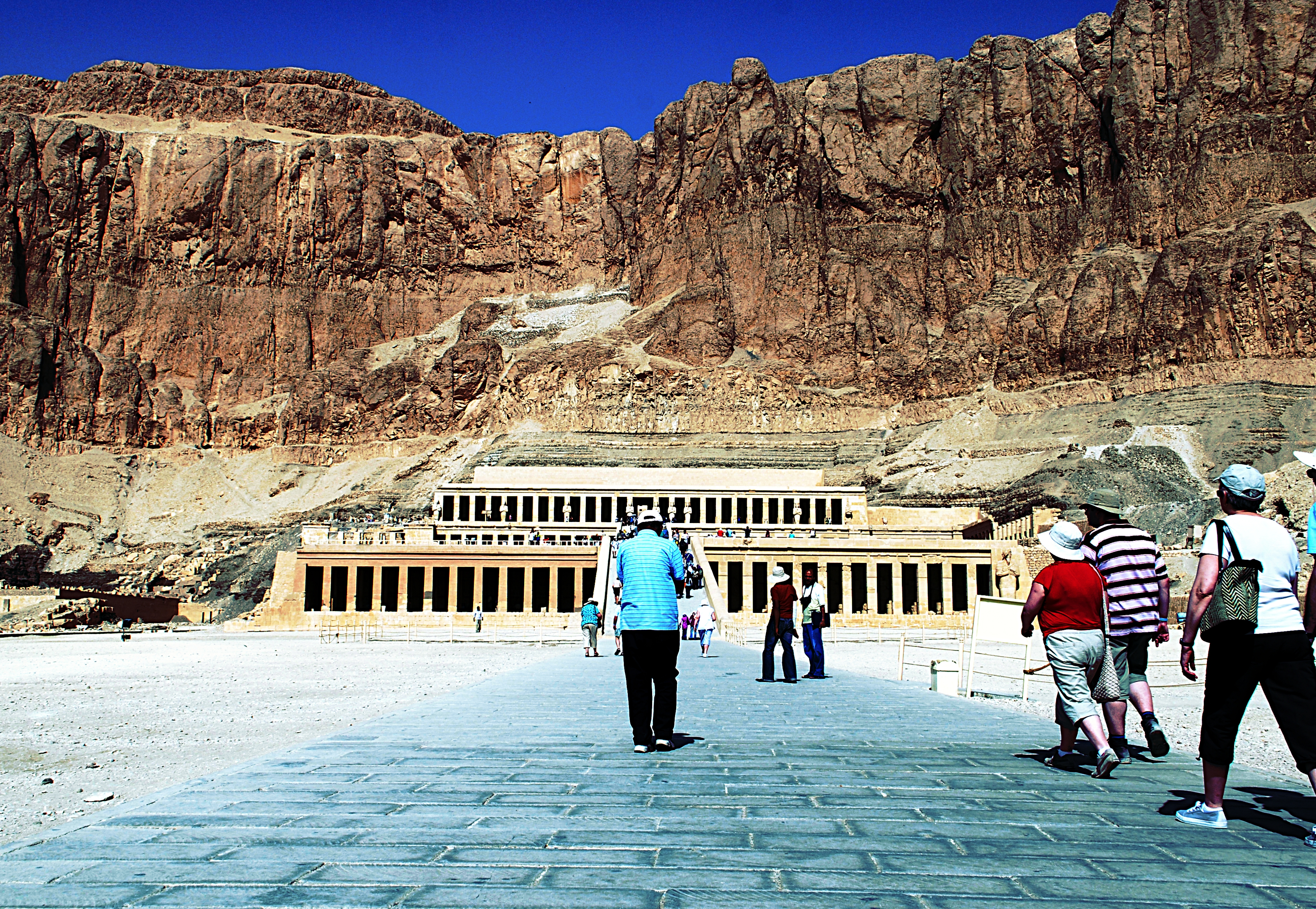
معبد حبستشوت
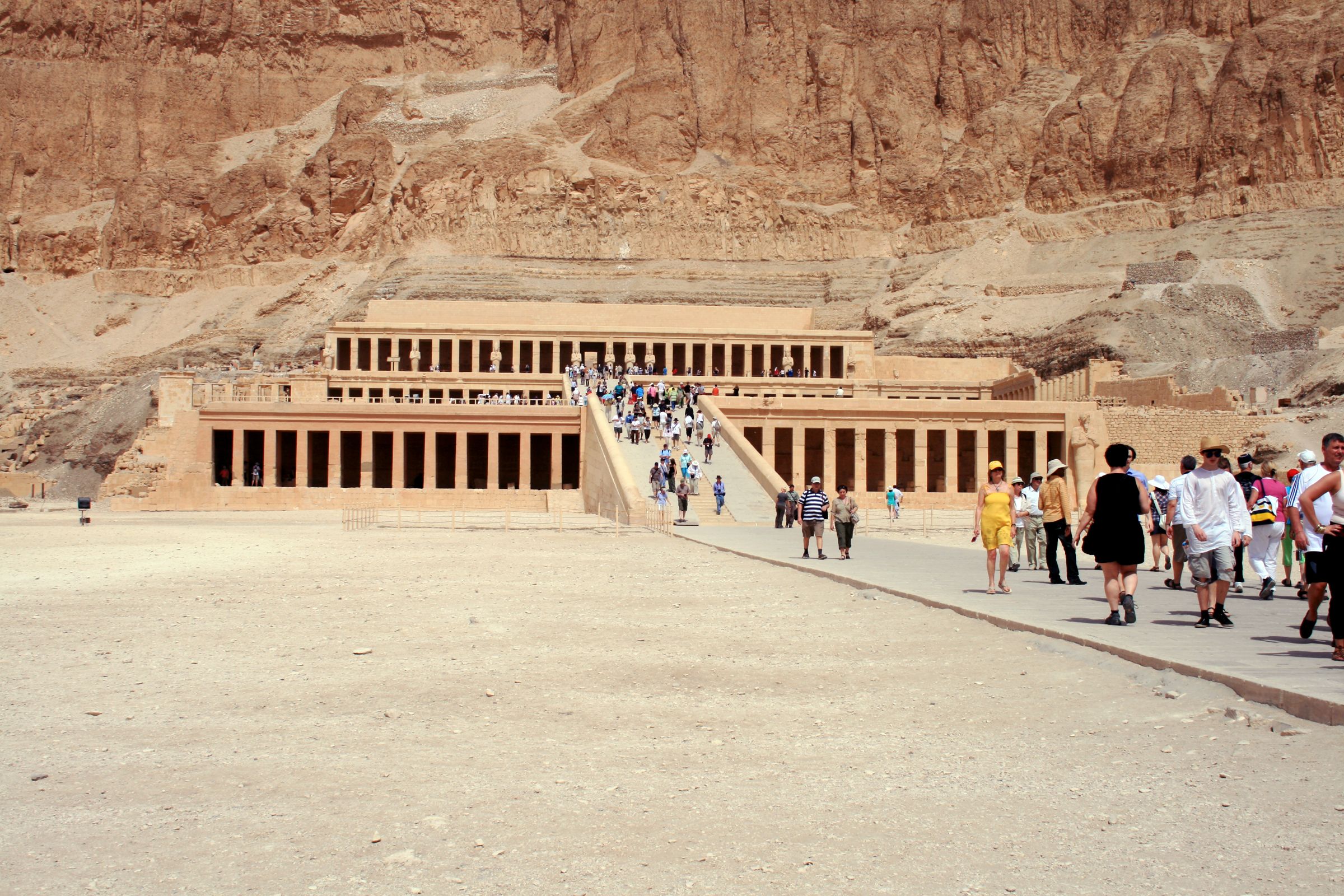
معبد حبستشوت
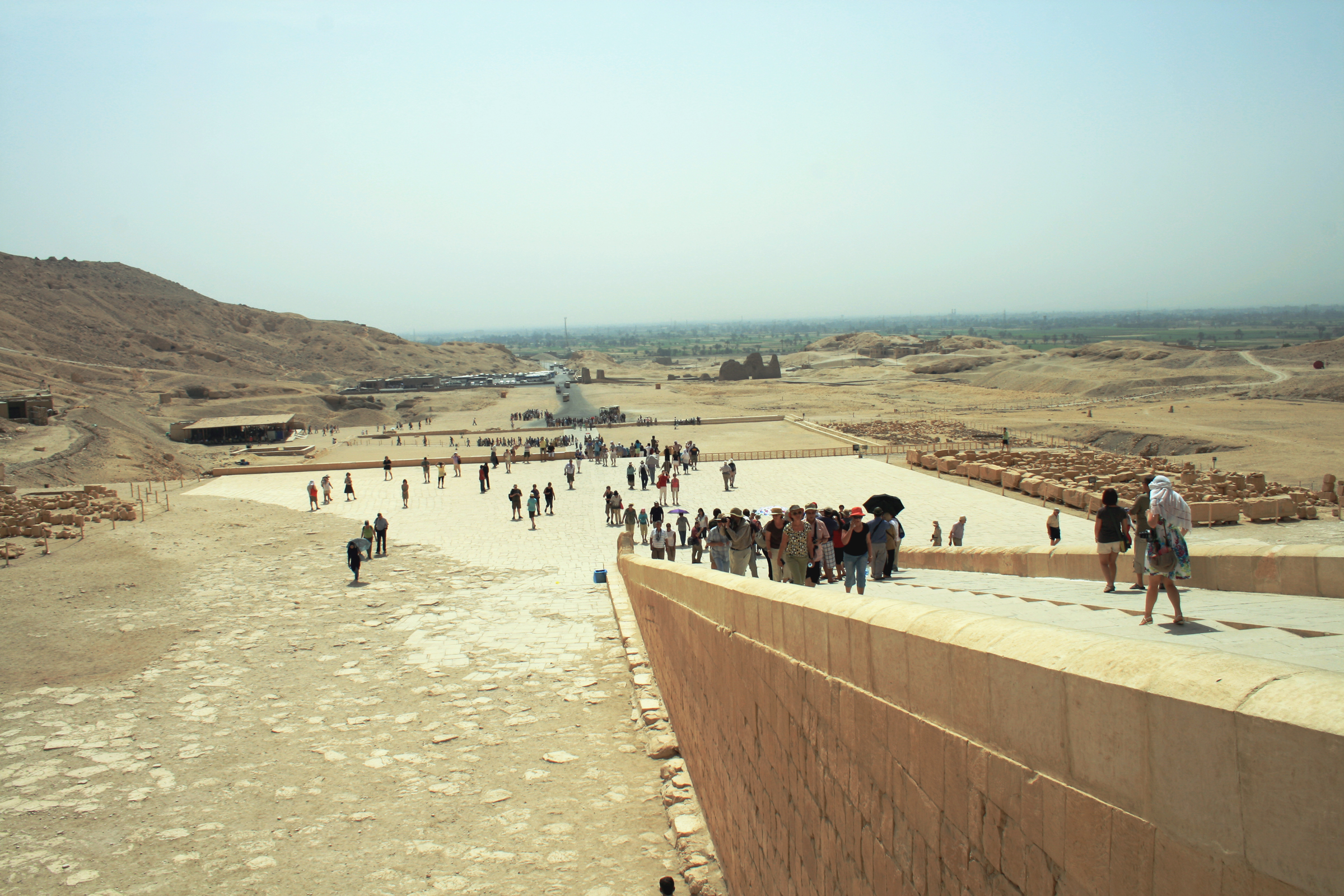
معبد حبستشوت
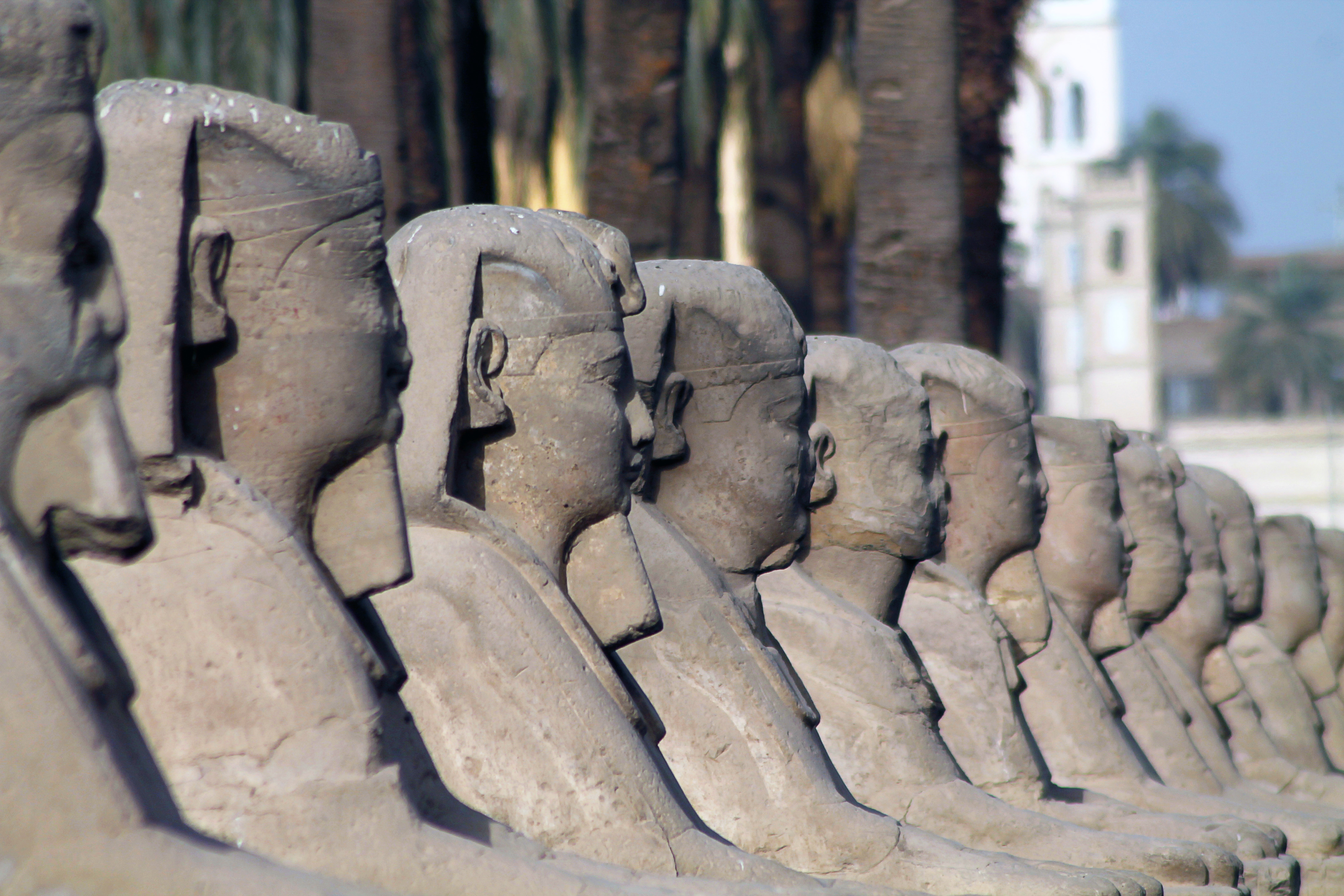
طريق الكباش
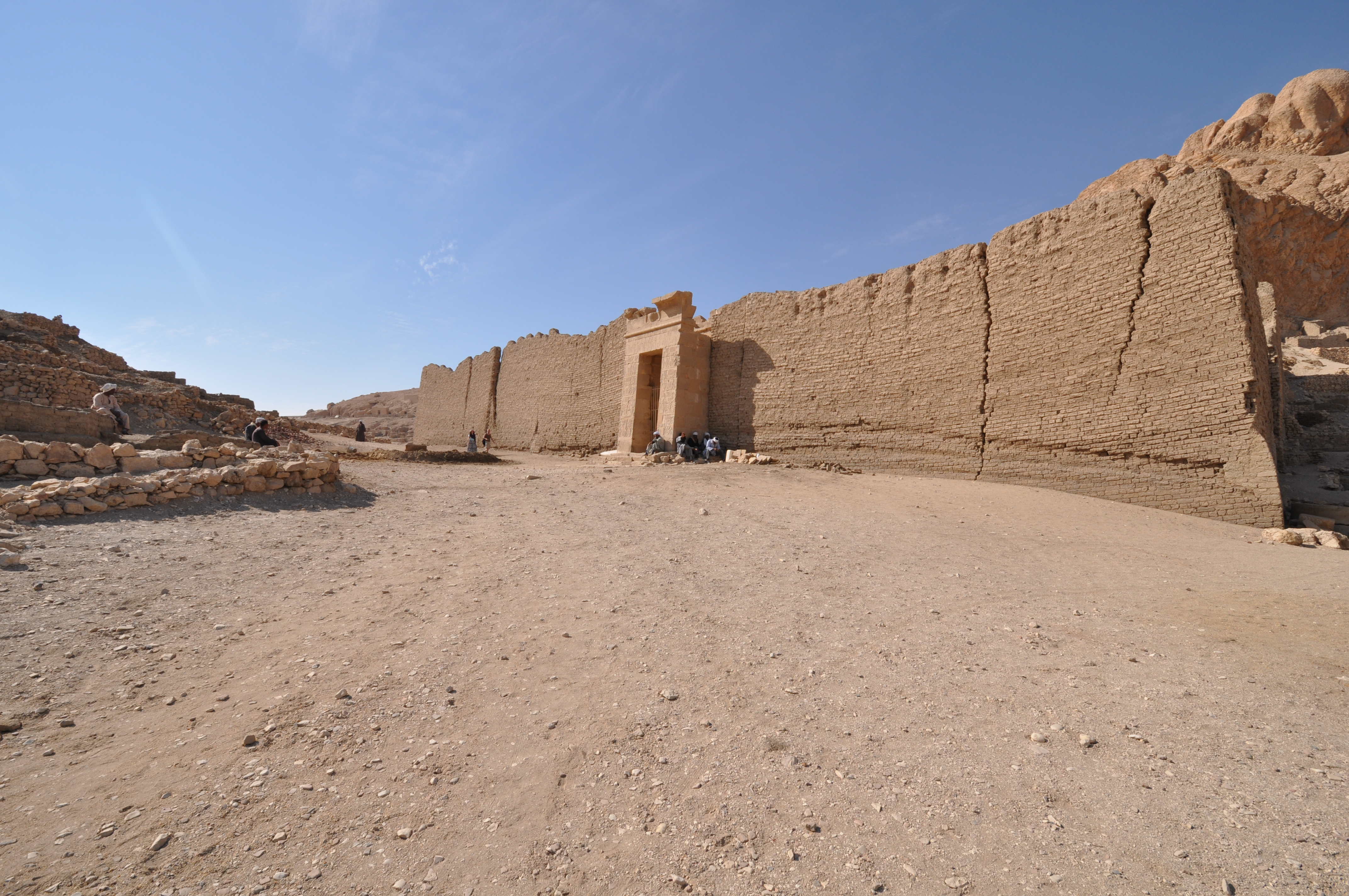
معبد دير المدينة
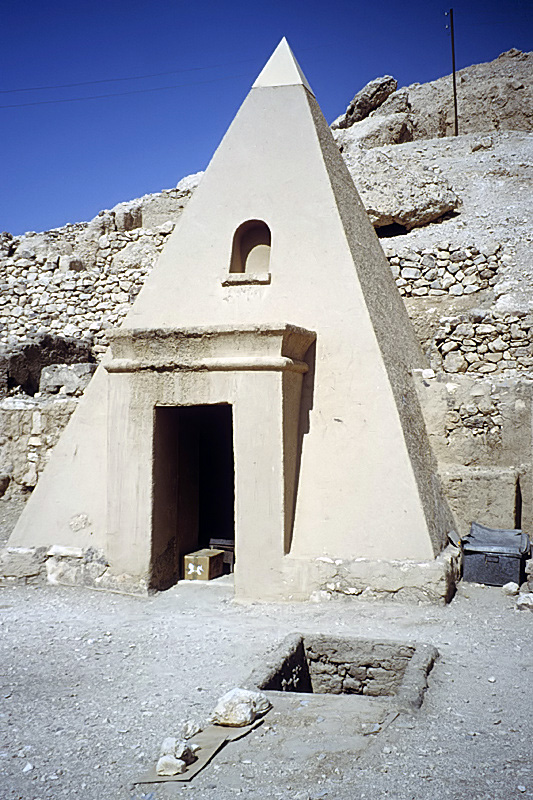
معبد دير المدينة
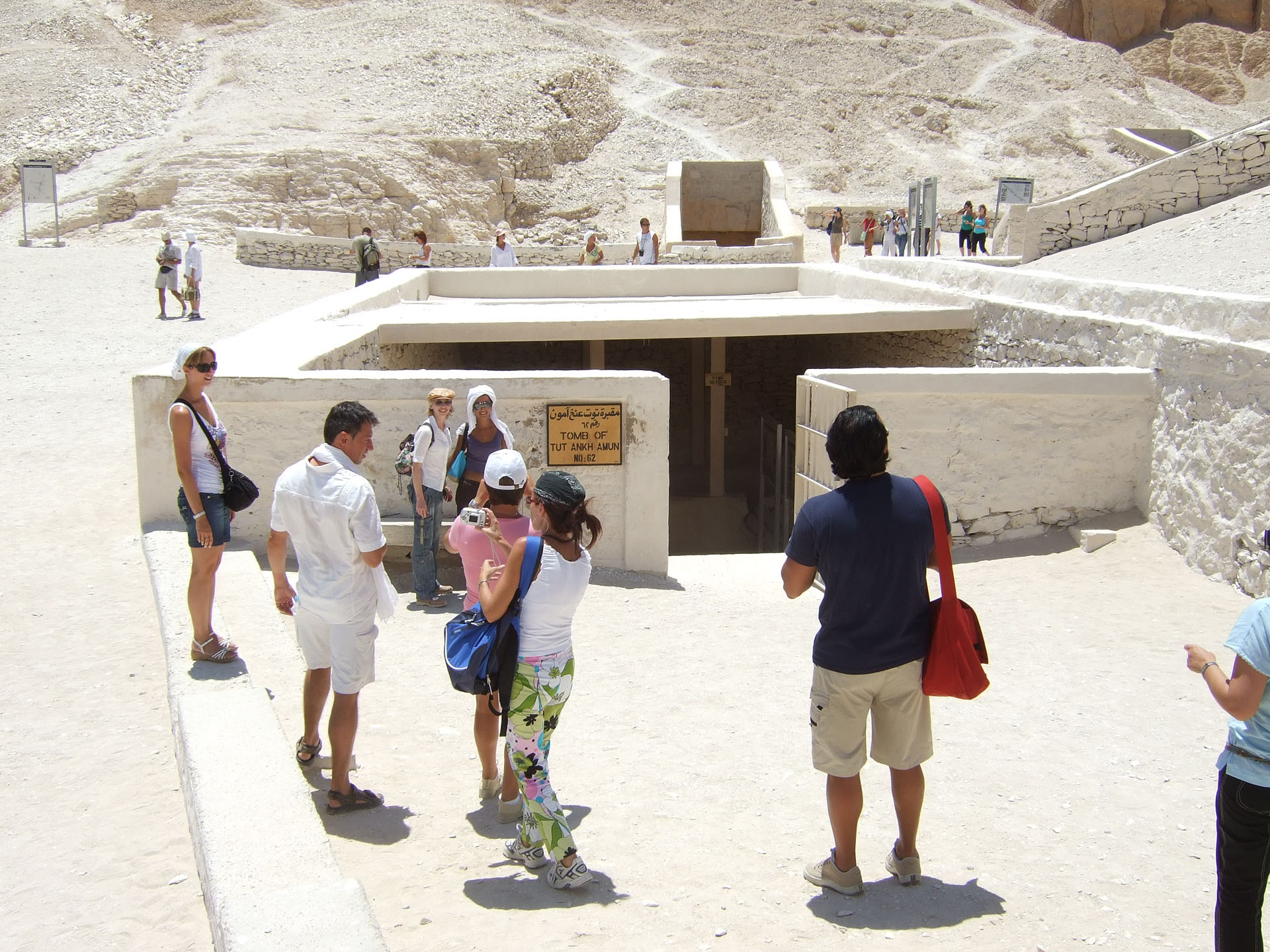
مقبرة توت عنخ آمون
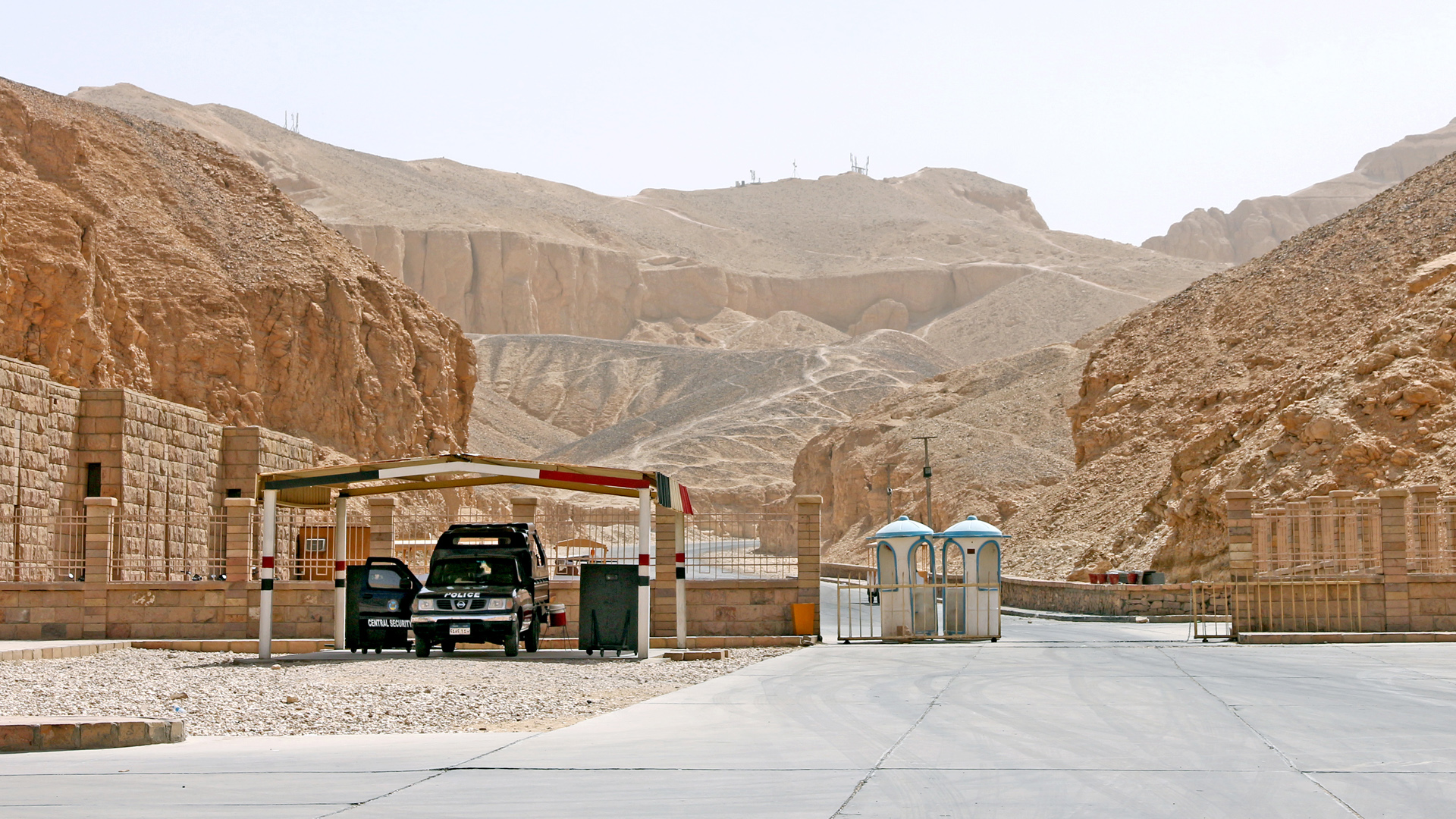
وادي الملوك
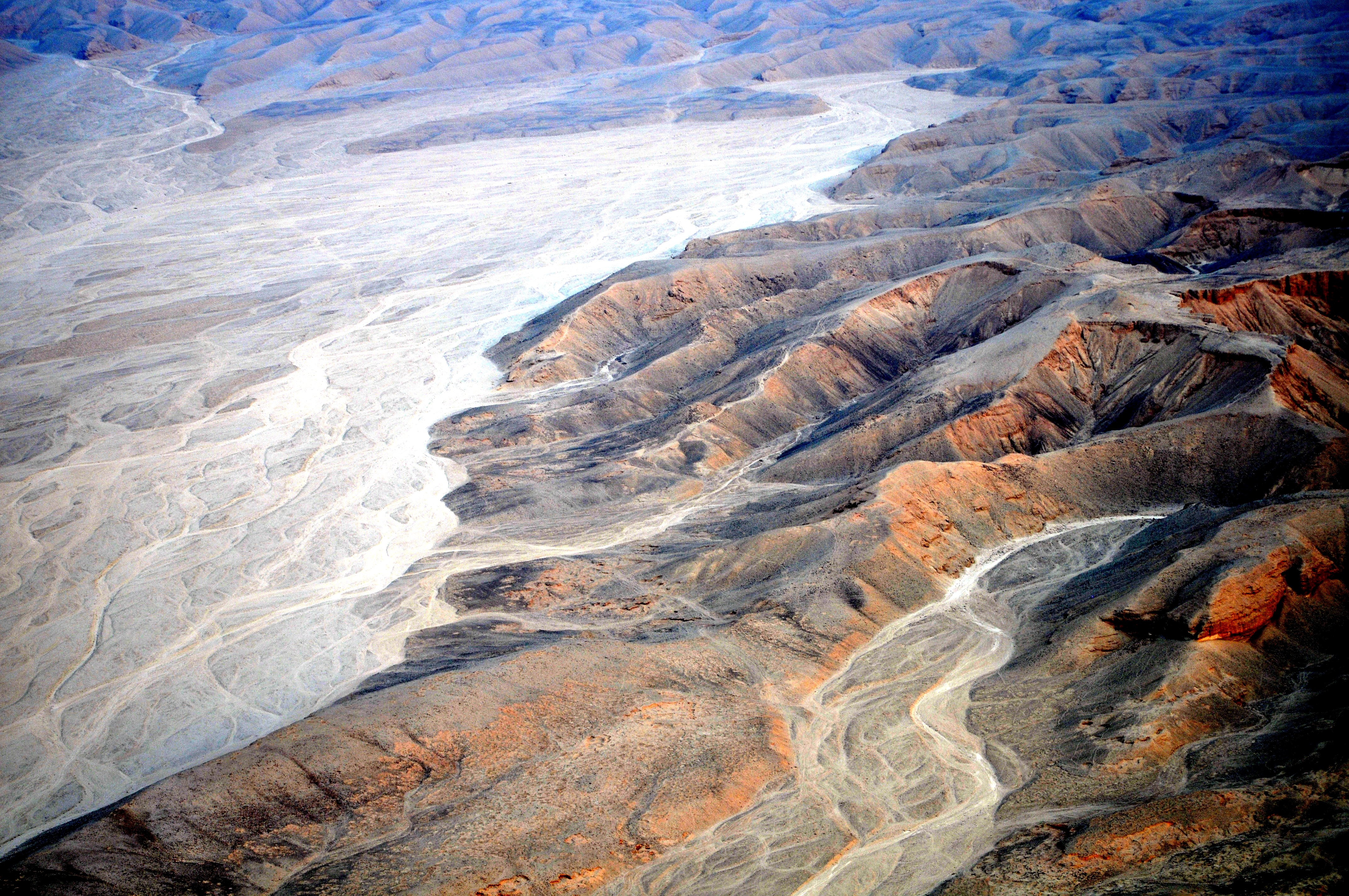
منظر جوي للأقصر
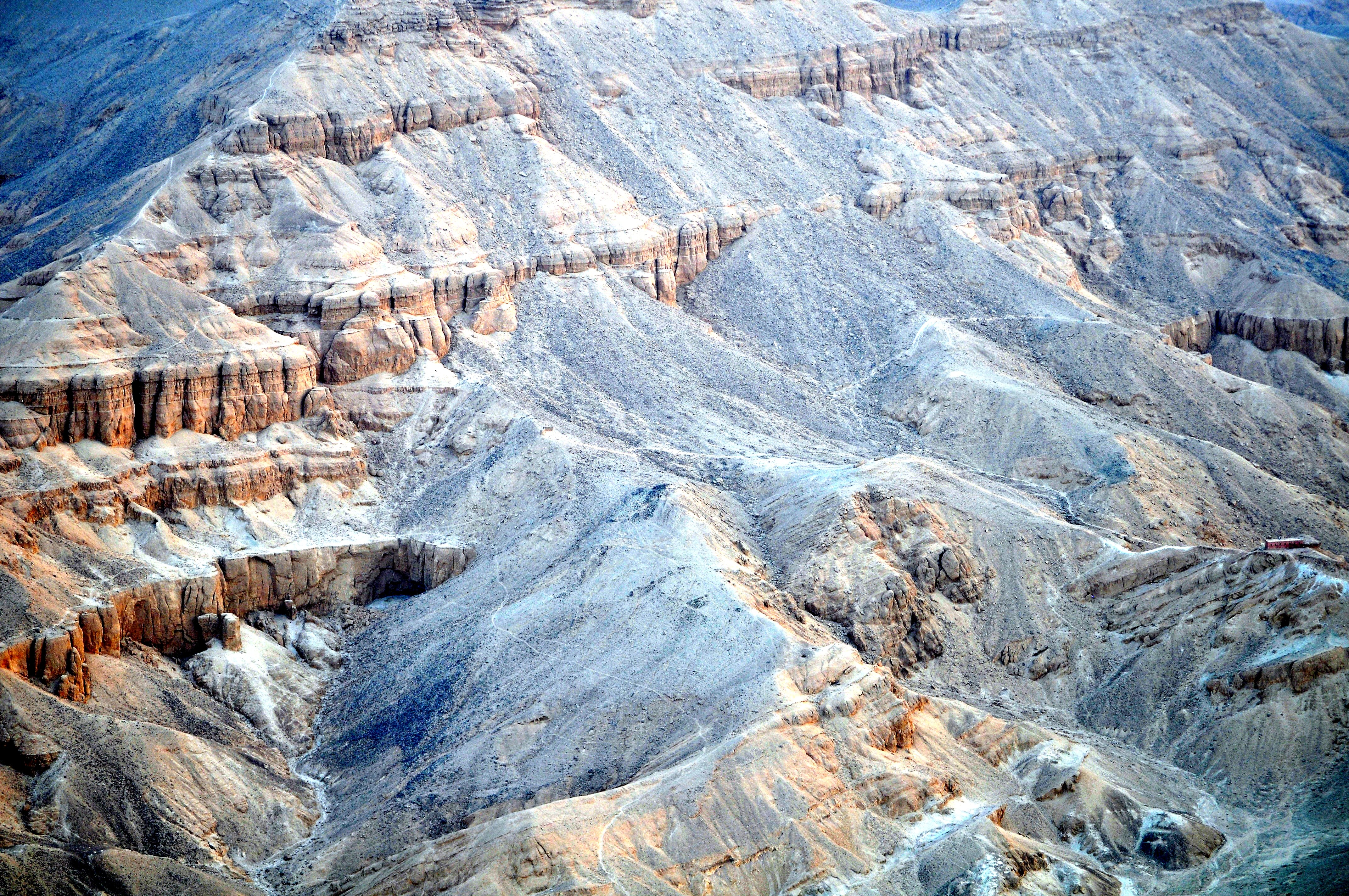
منظر جوي للأقصر
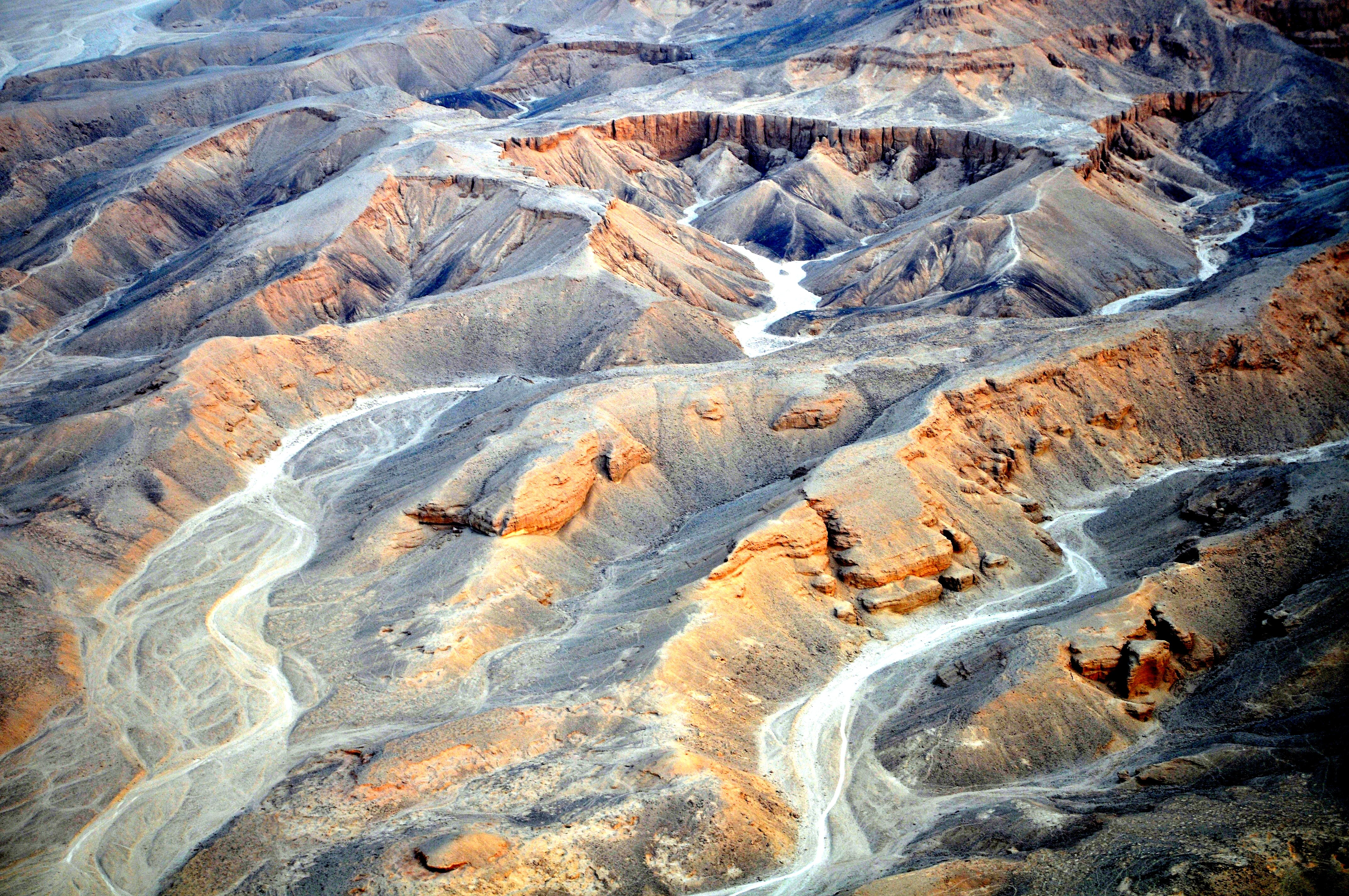
منظر جوي للأقصر
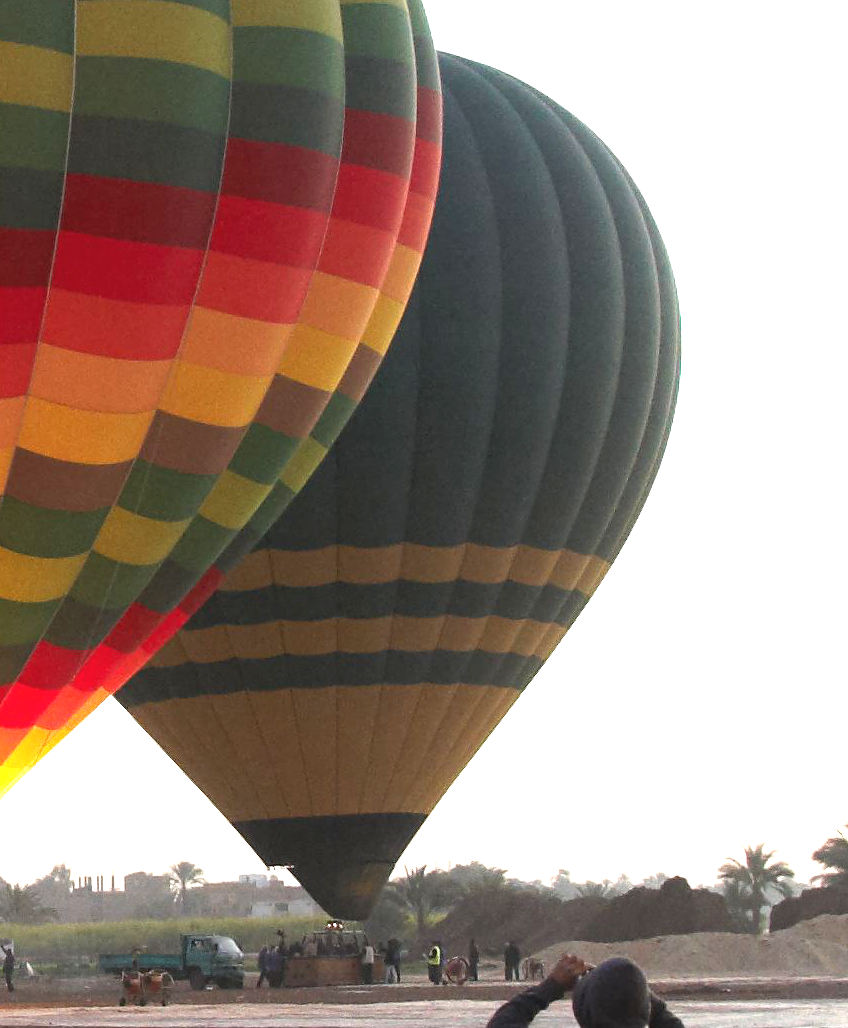
بالون الأقصر
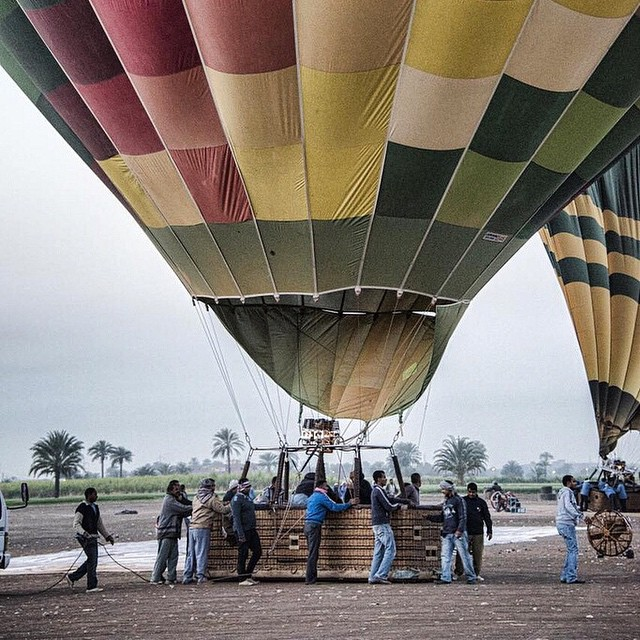
بالون الأقصر
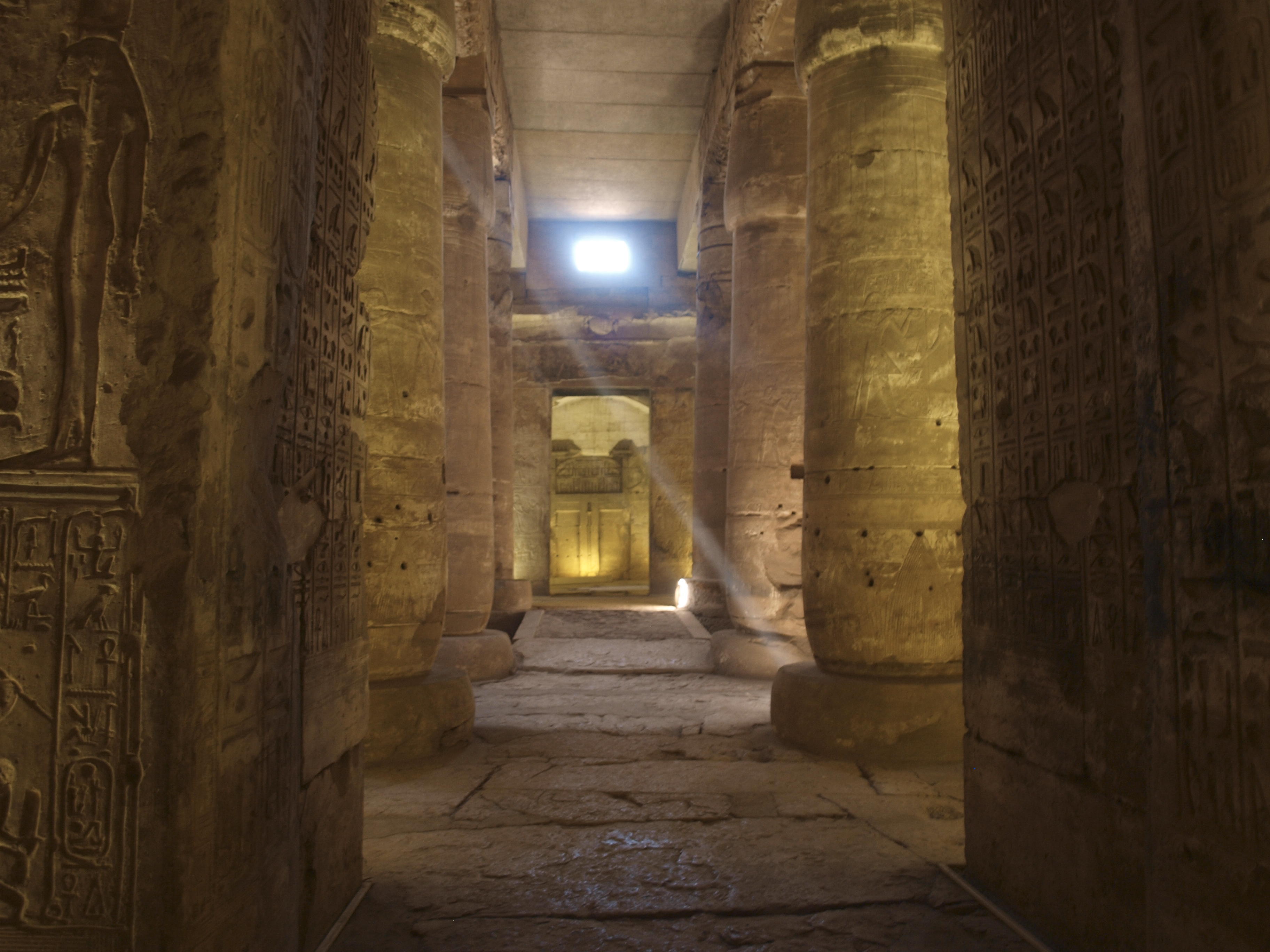
معبد سيتي الأول
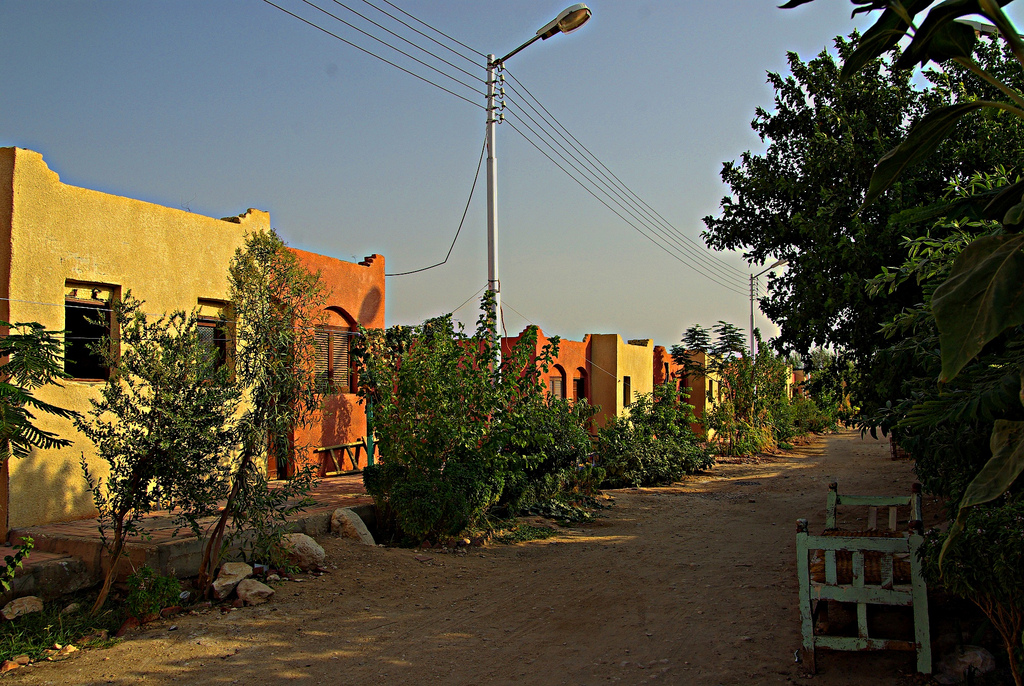
القرنة الجديدة
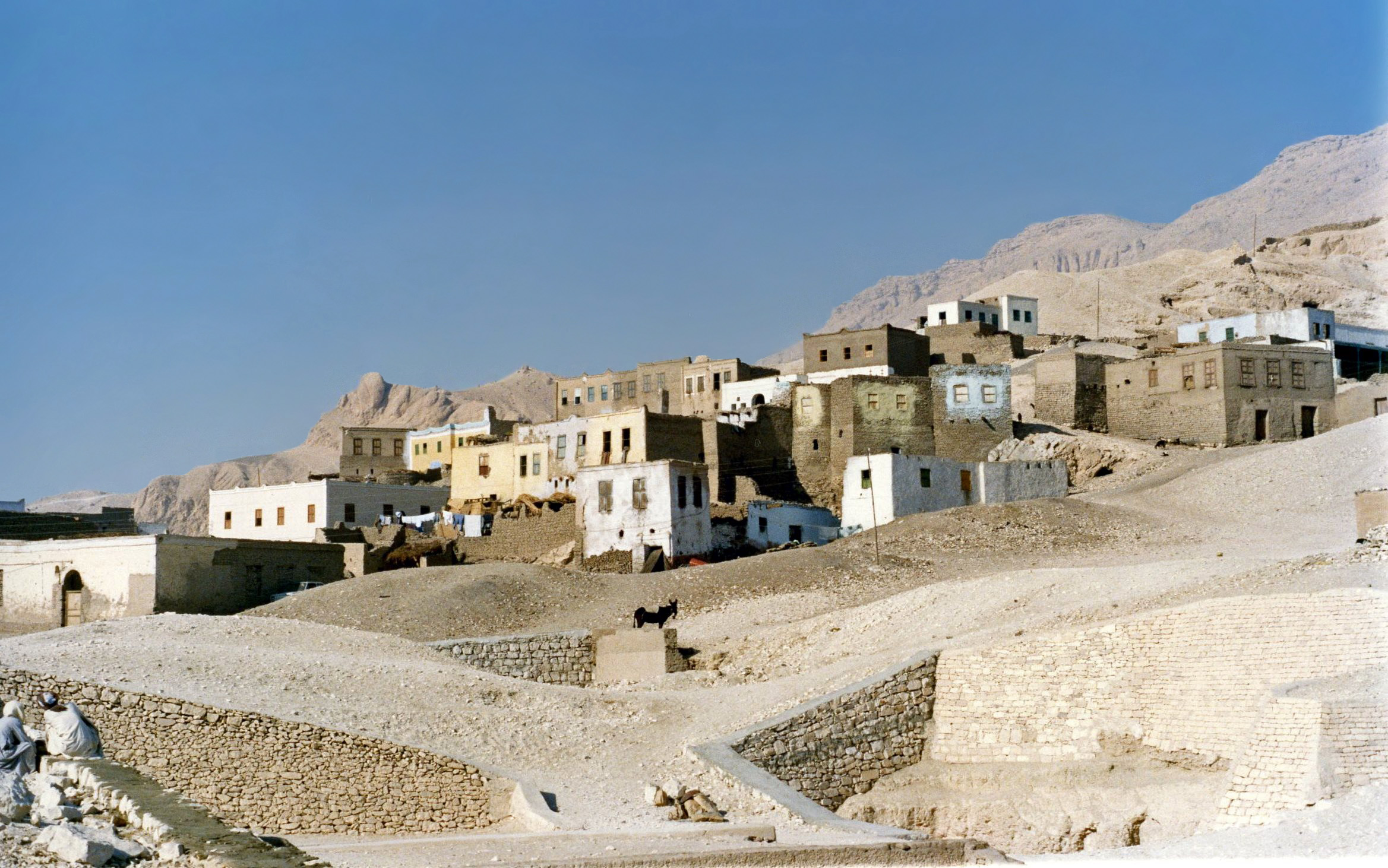
القرنة
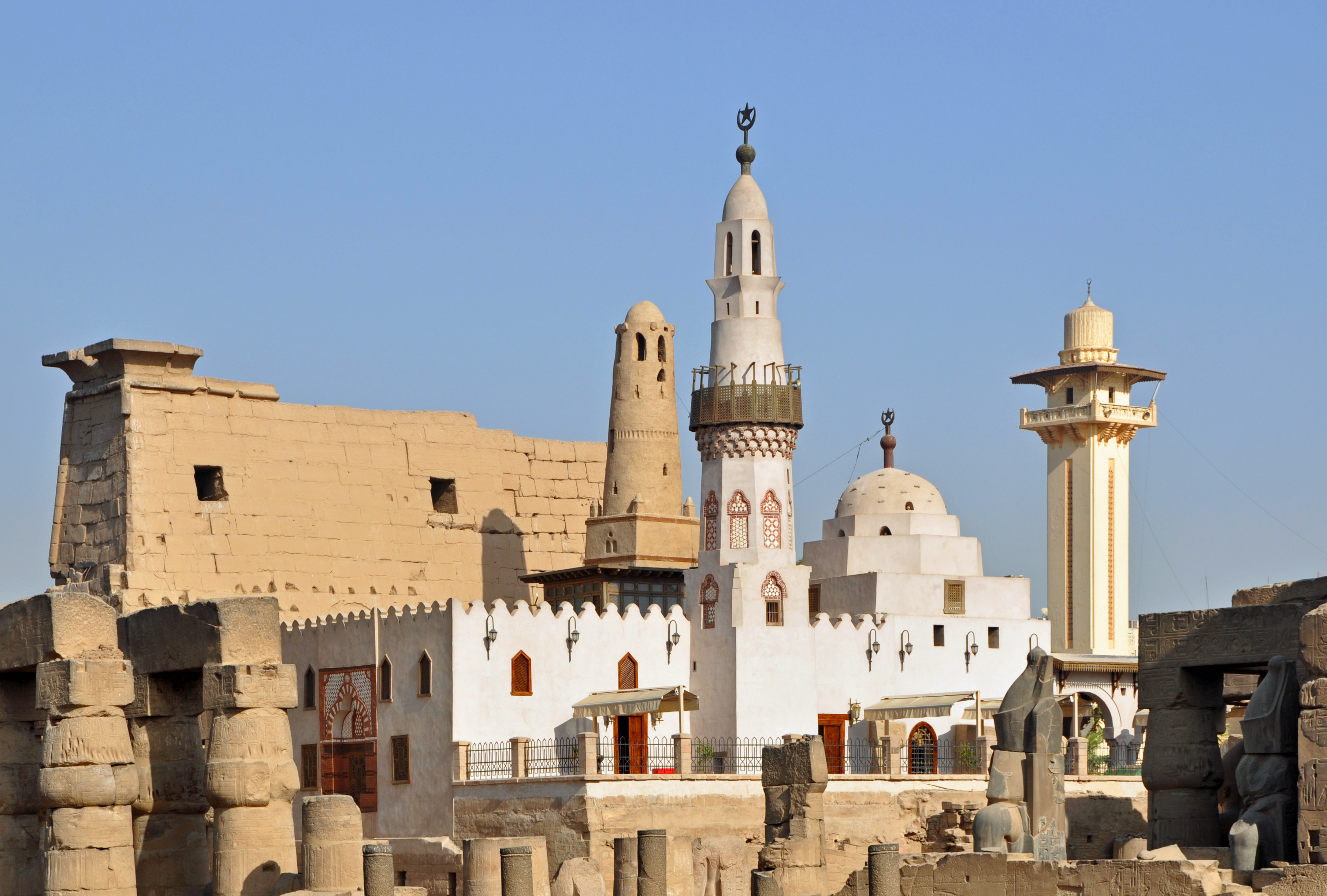
مسجد أبي الحجاج
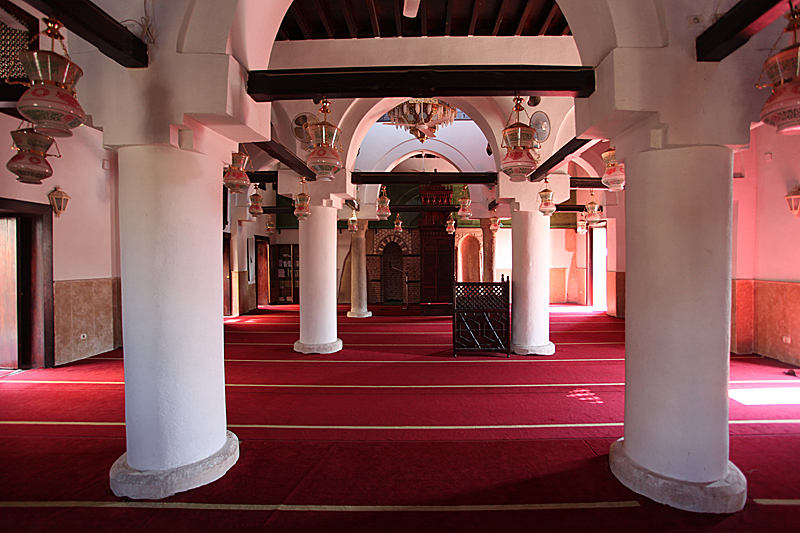
مسجد أبي الحجاج
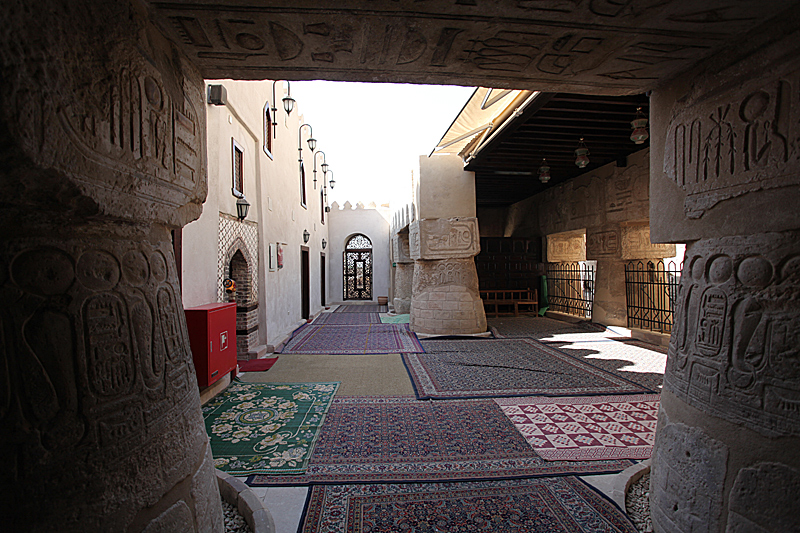
مسجد أبي الحجاج
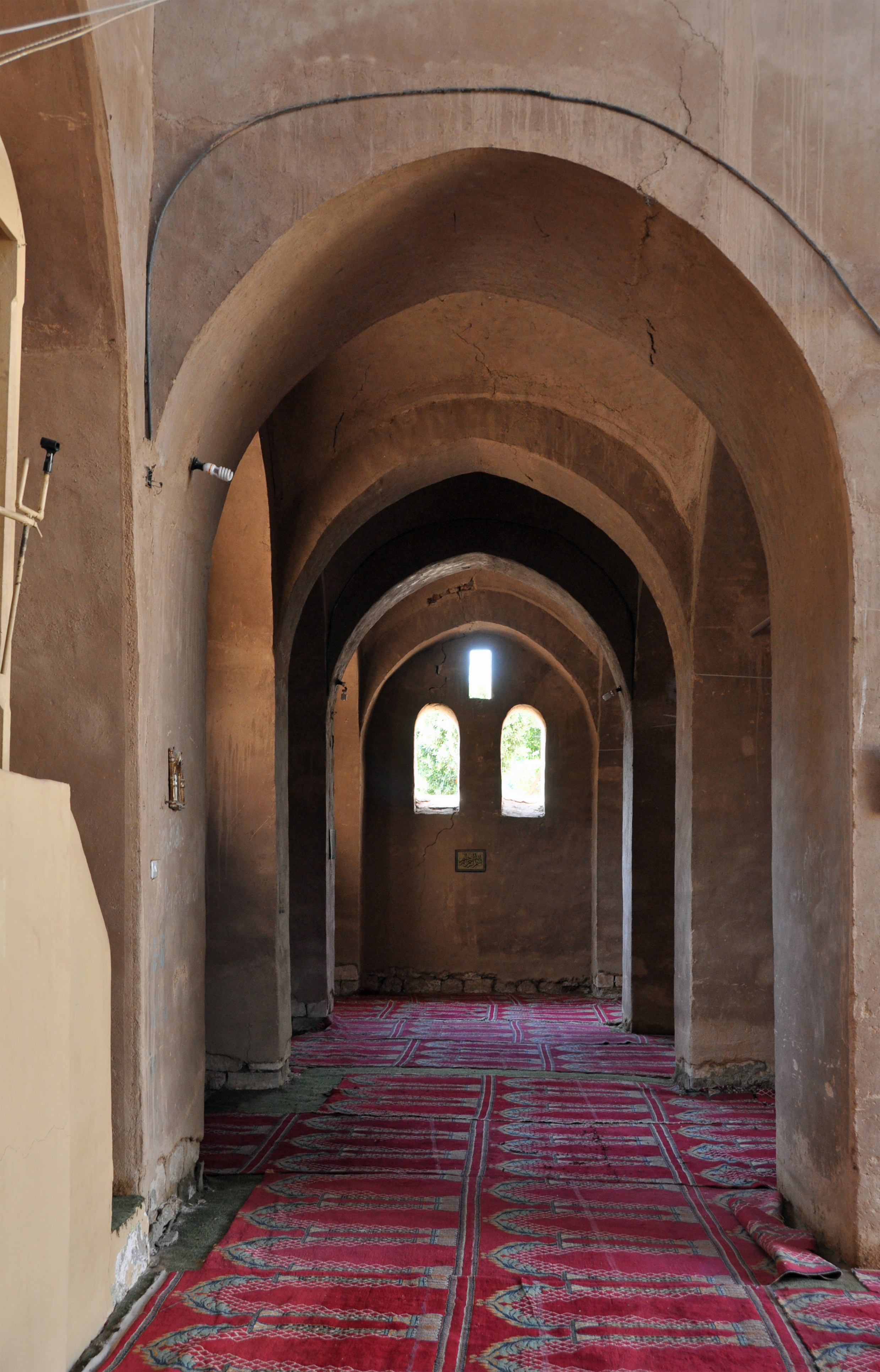
مسجد القرنة
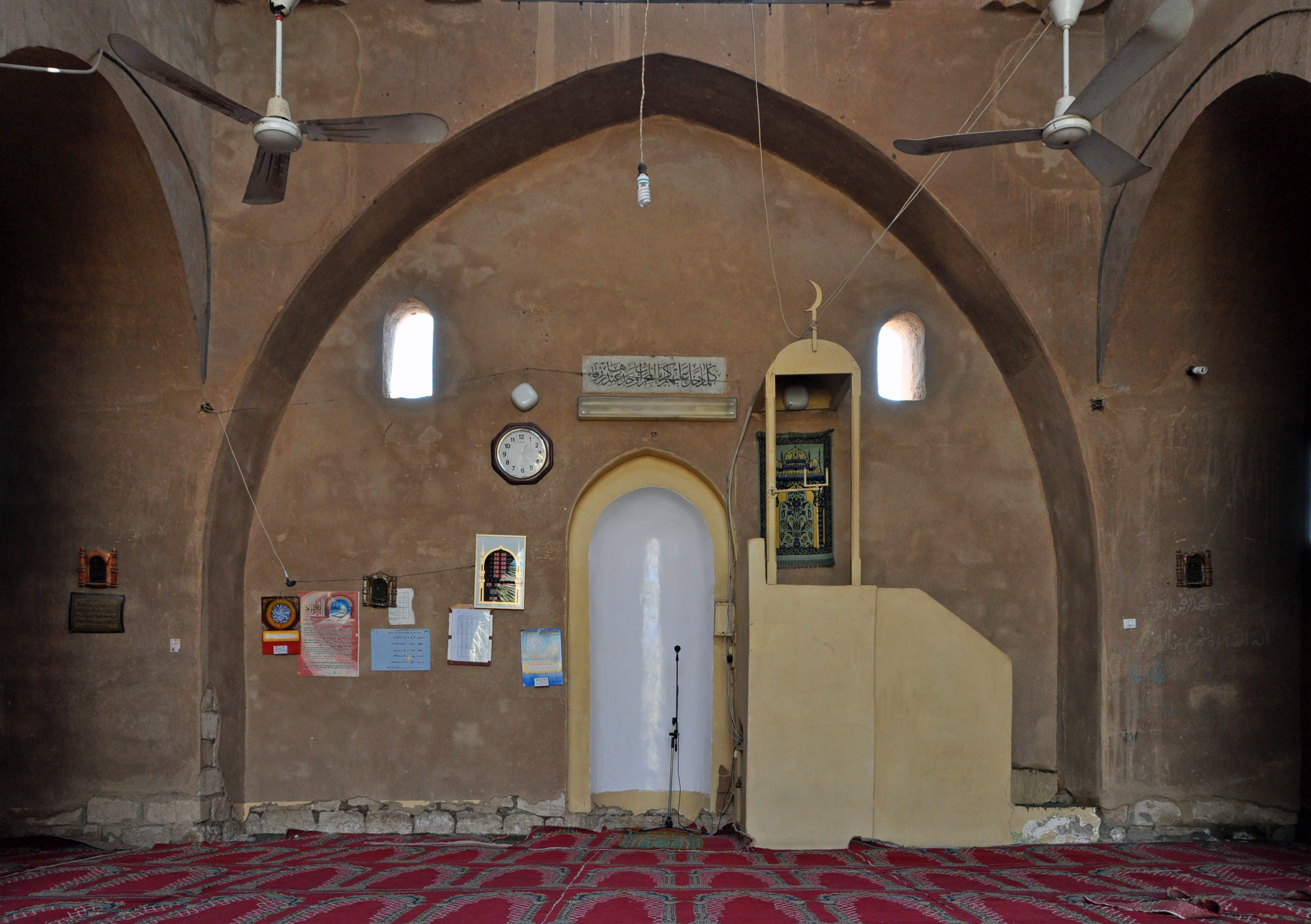
مسجد القرنة
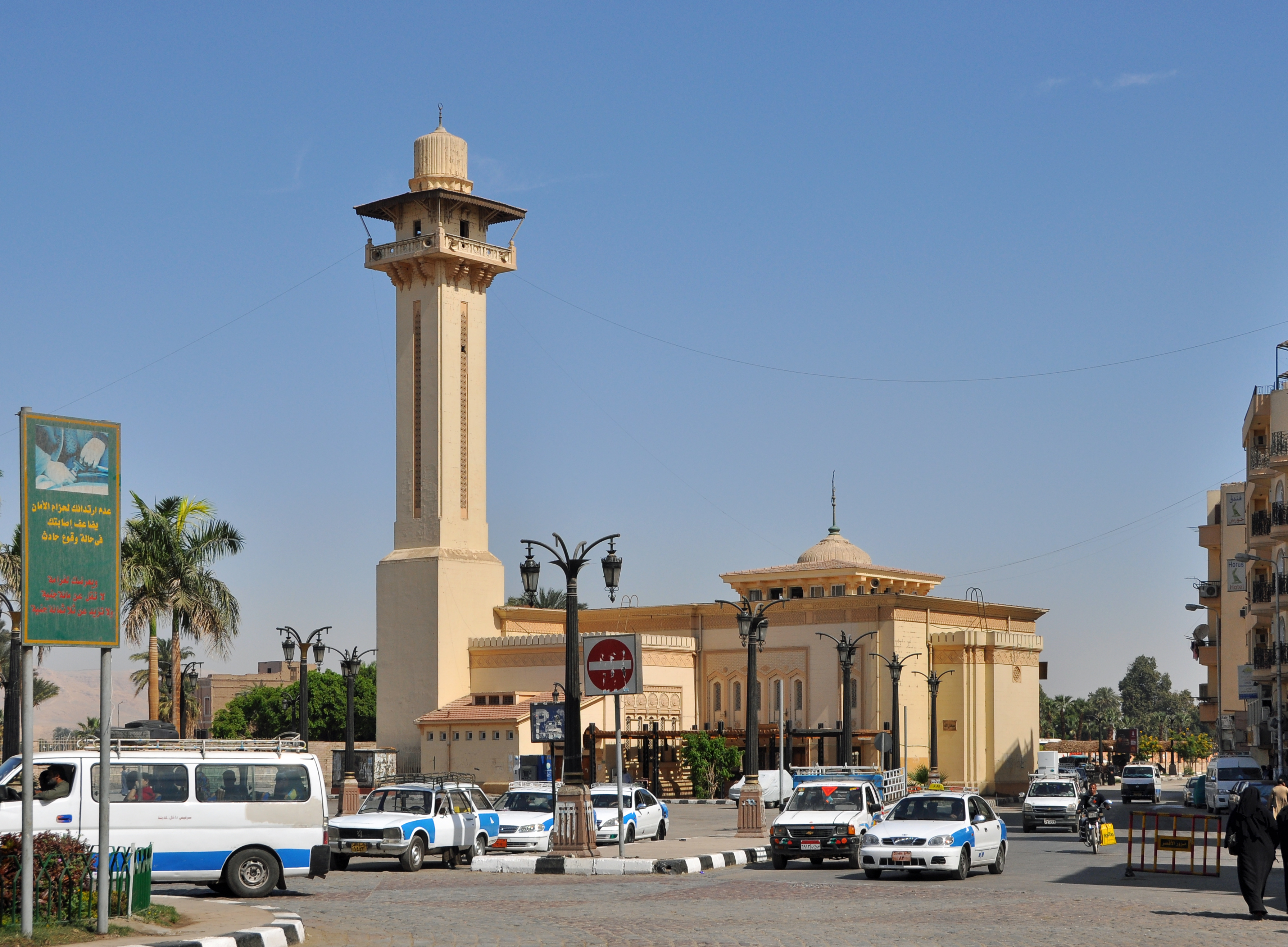
مسجد بالأقصر
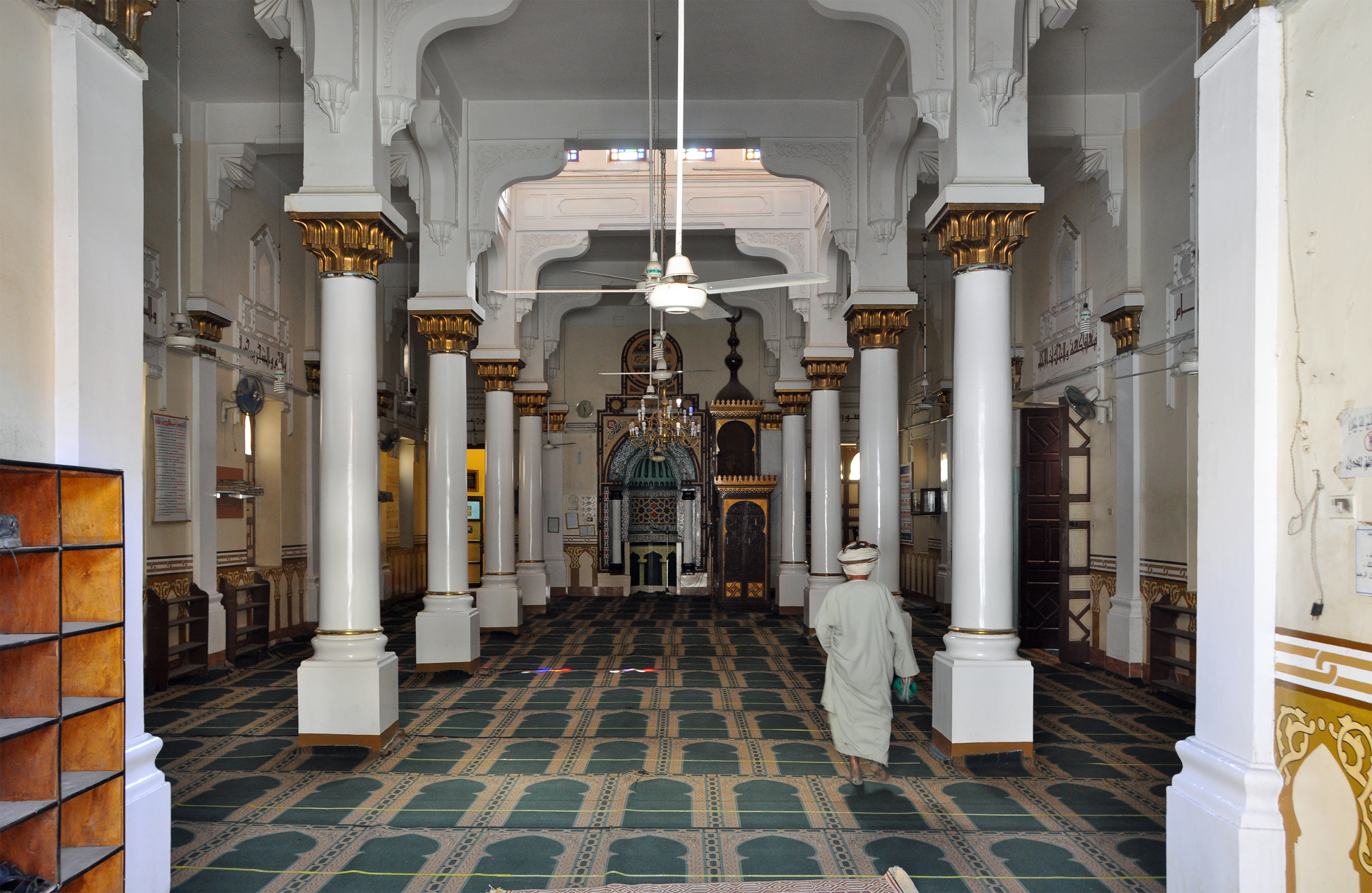
مسجد بالأقصر
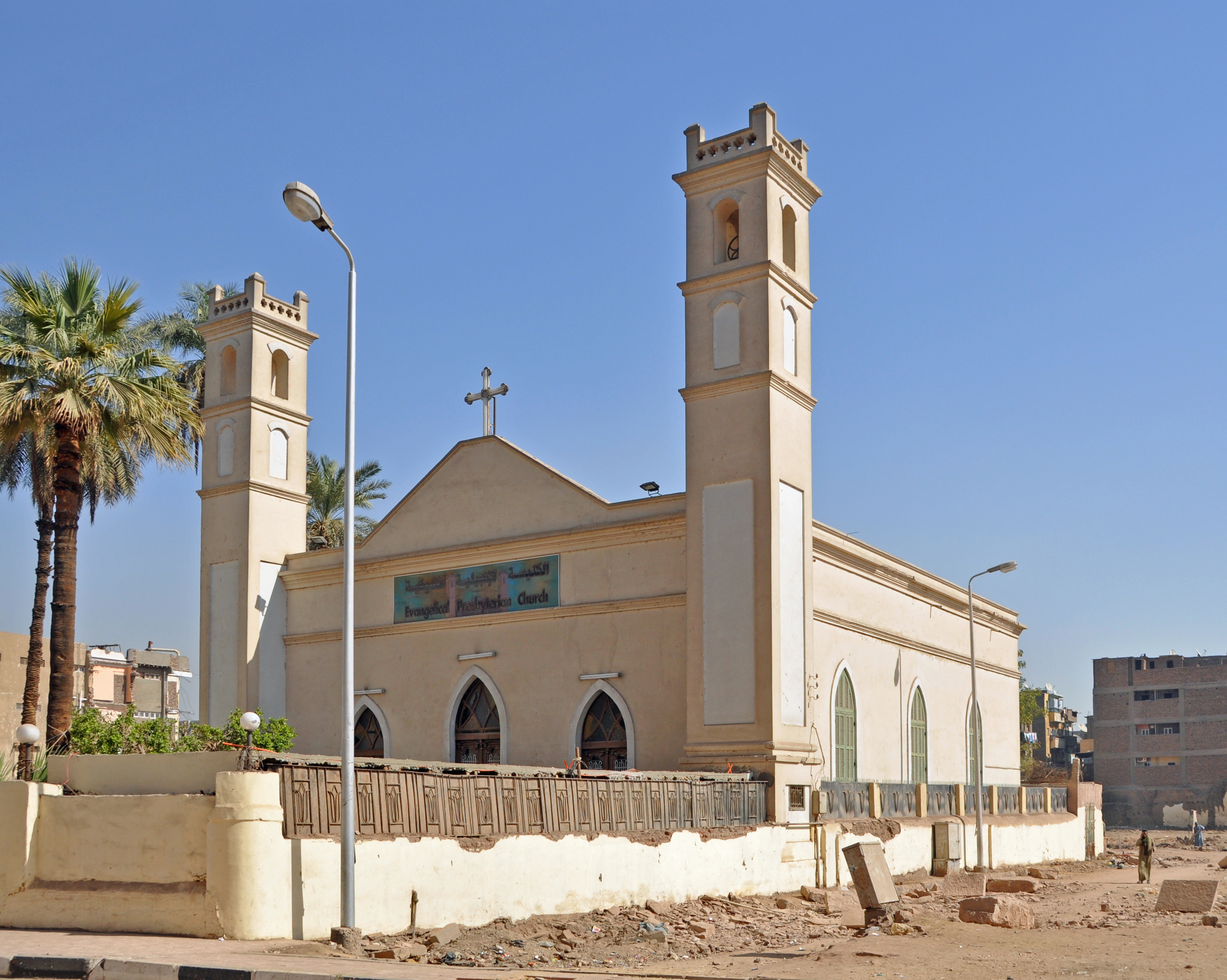
كنيسة بالأقصر
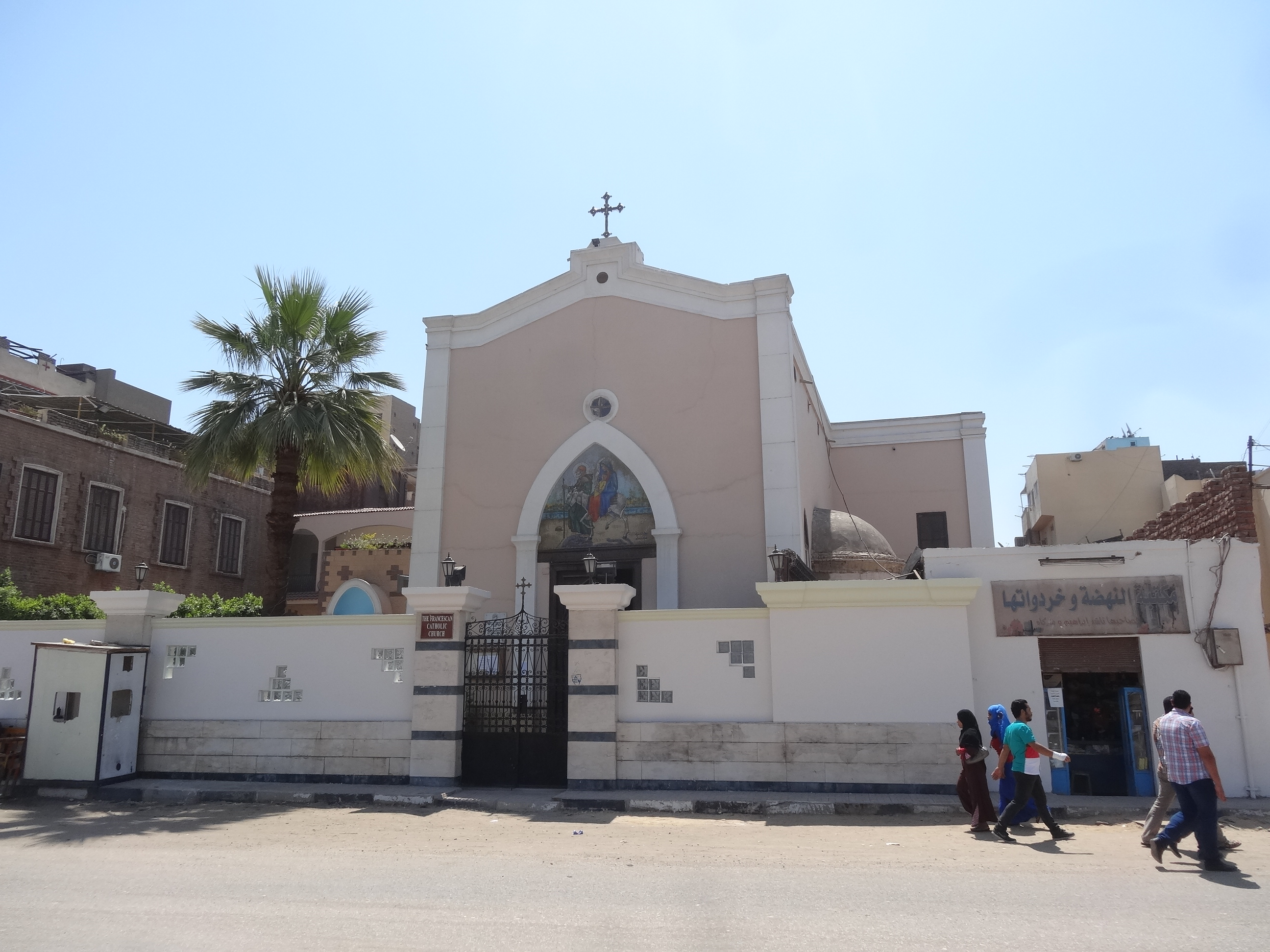
كنيسة بالأقصر
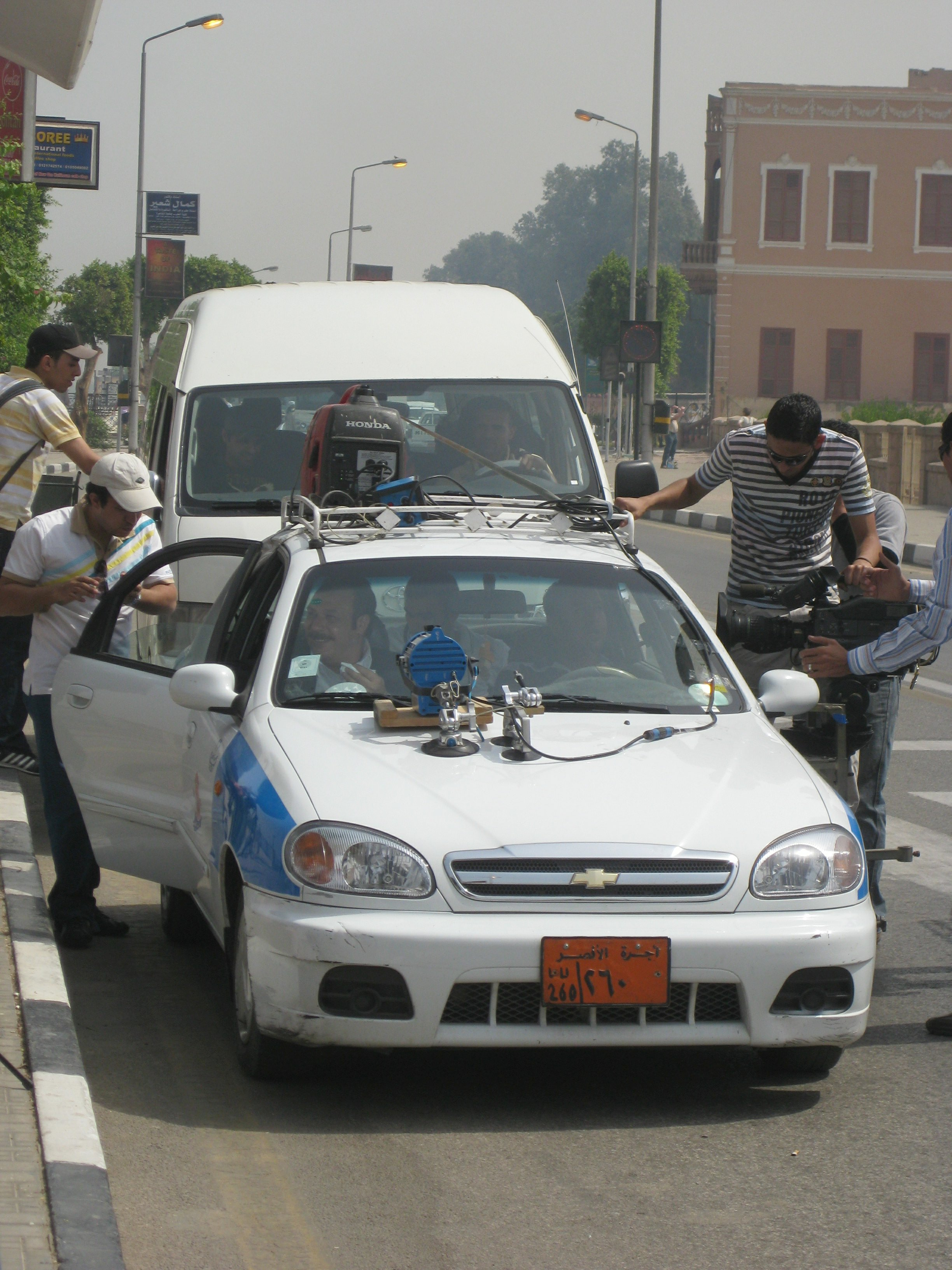
تاكسي الأقصر
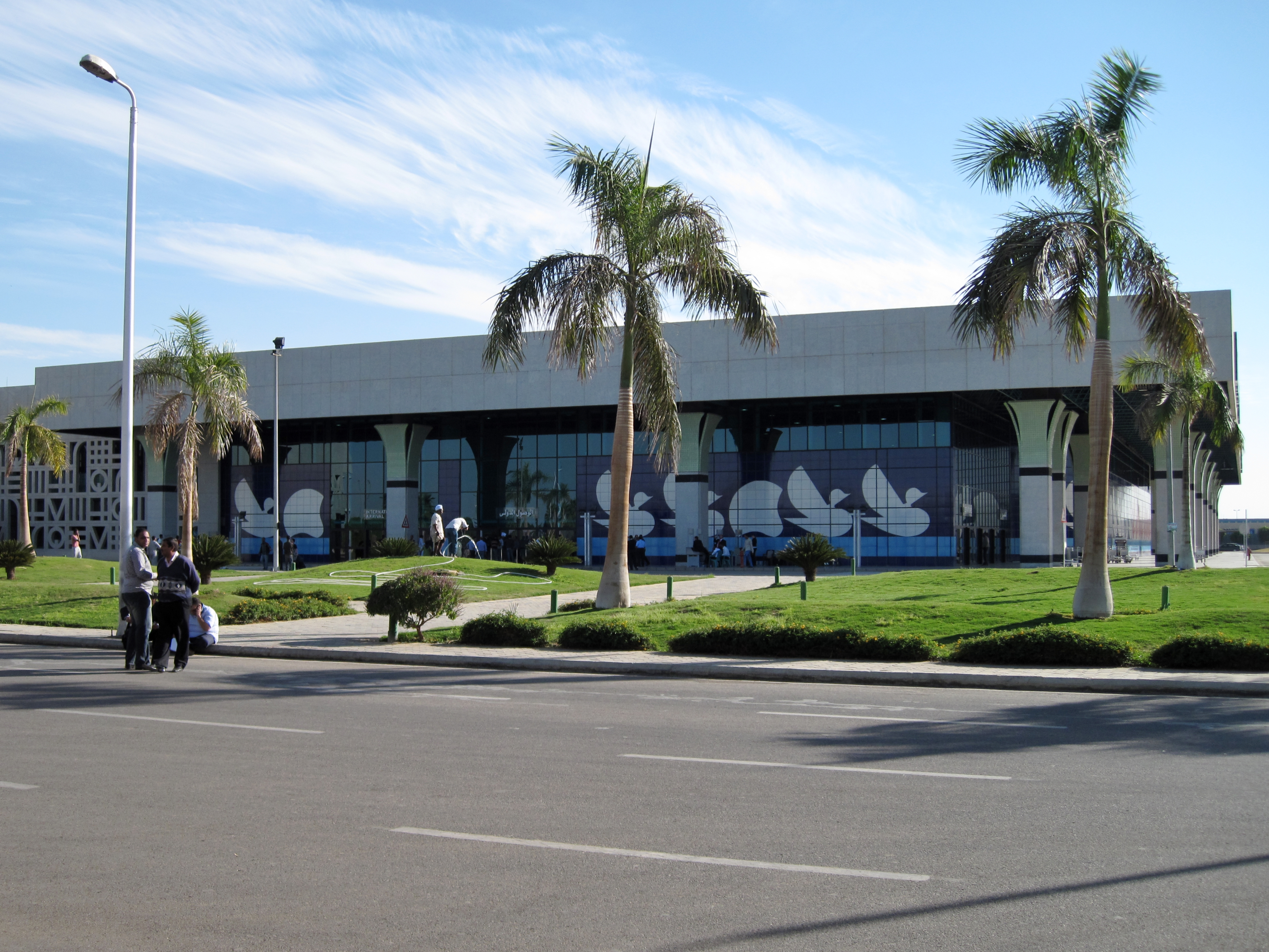
مطار الأقصر الدولي
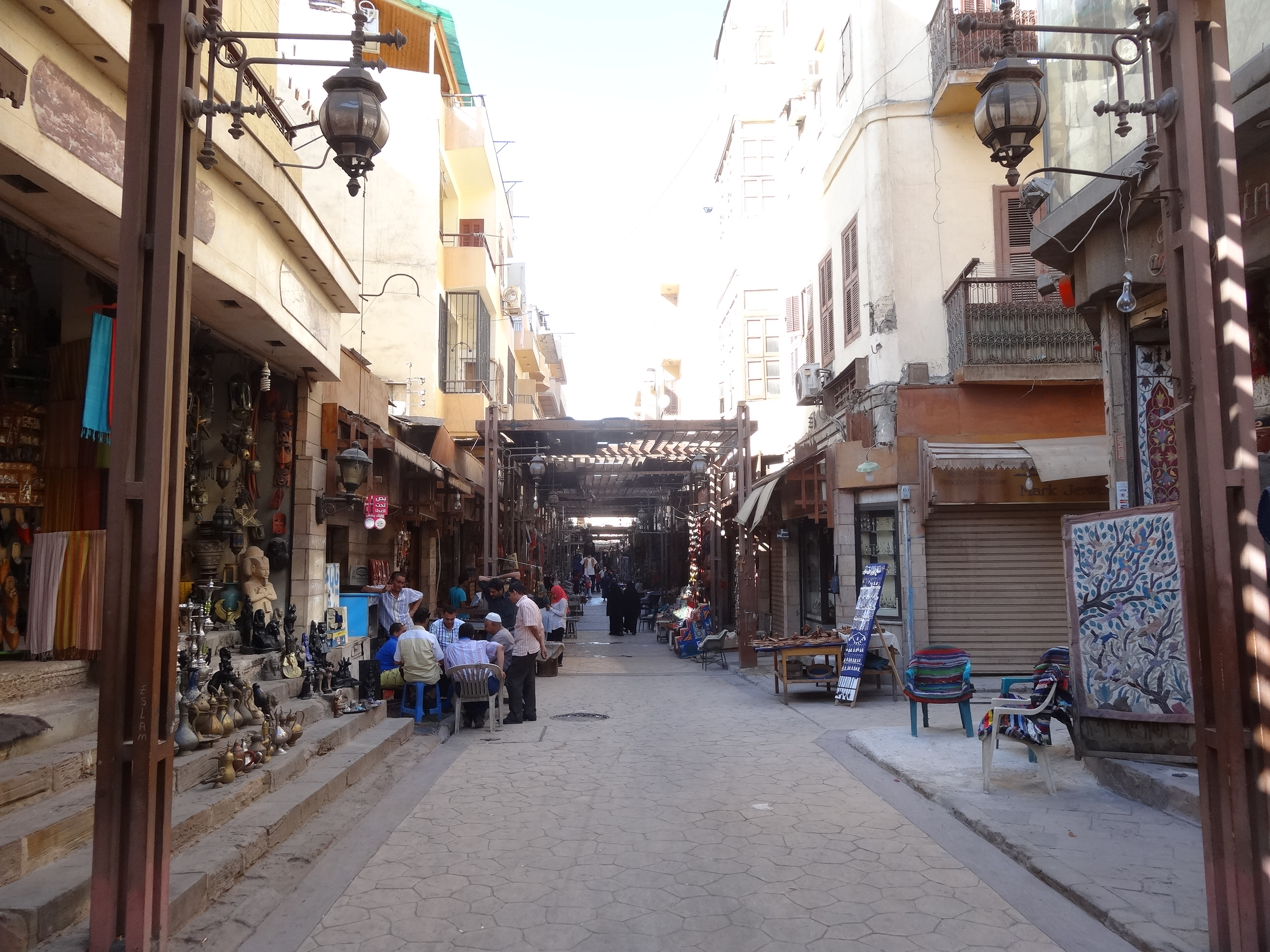
بازار بالأقصر
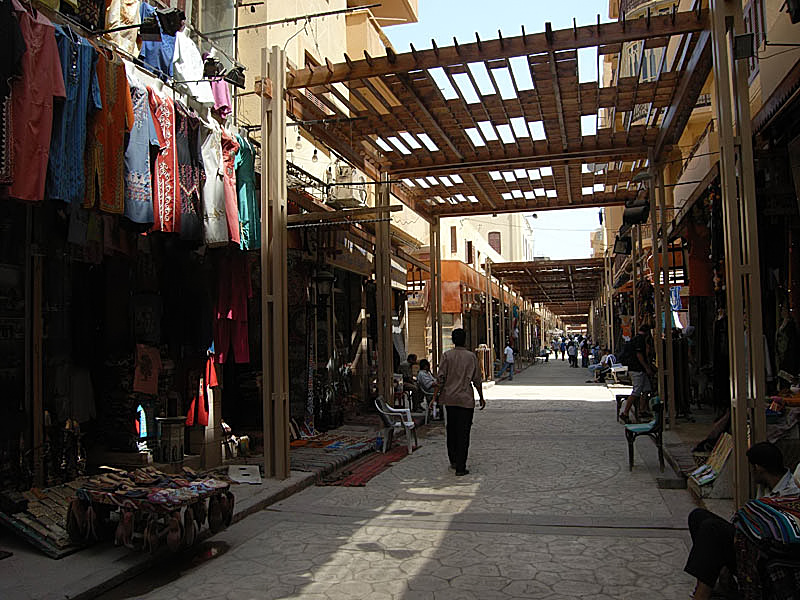
بازار بالأقصر
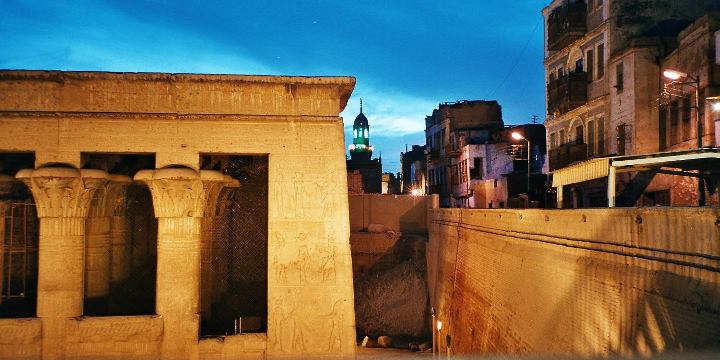
معبد إسنا
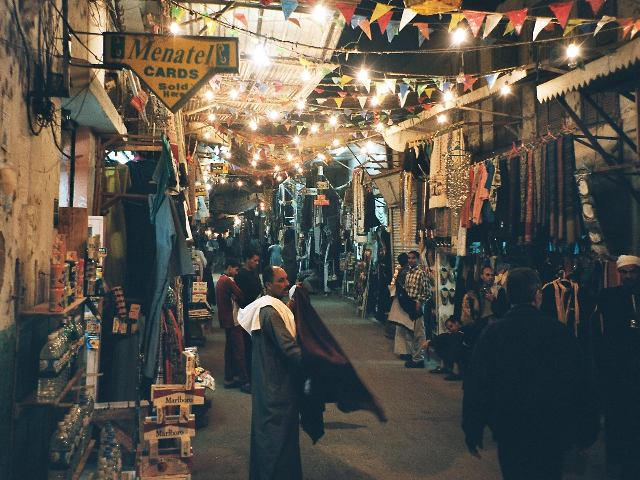
سوق إسنا
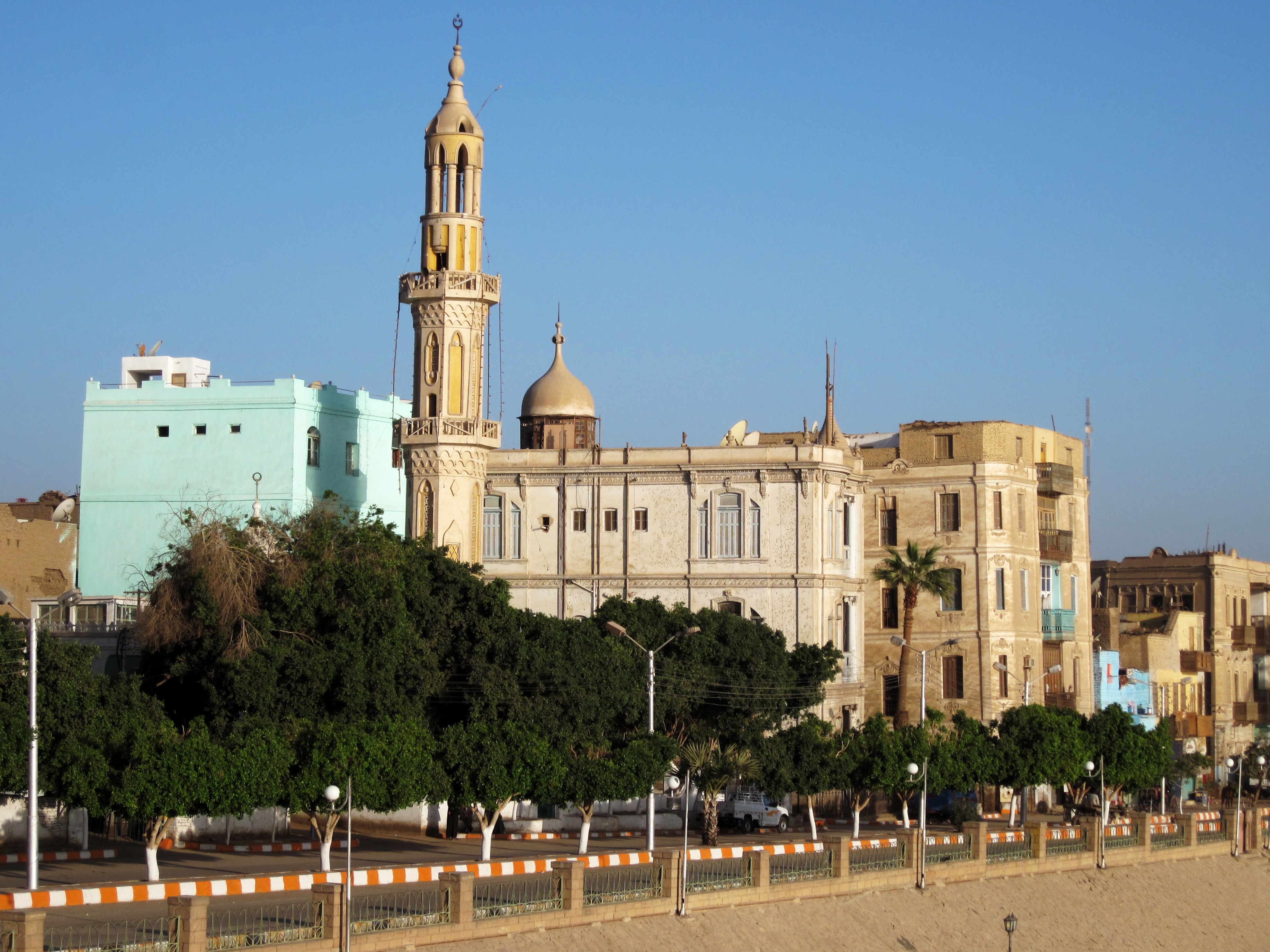
مسجد بإسنا
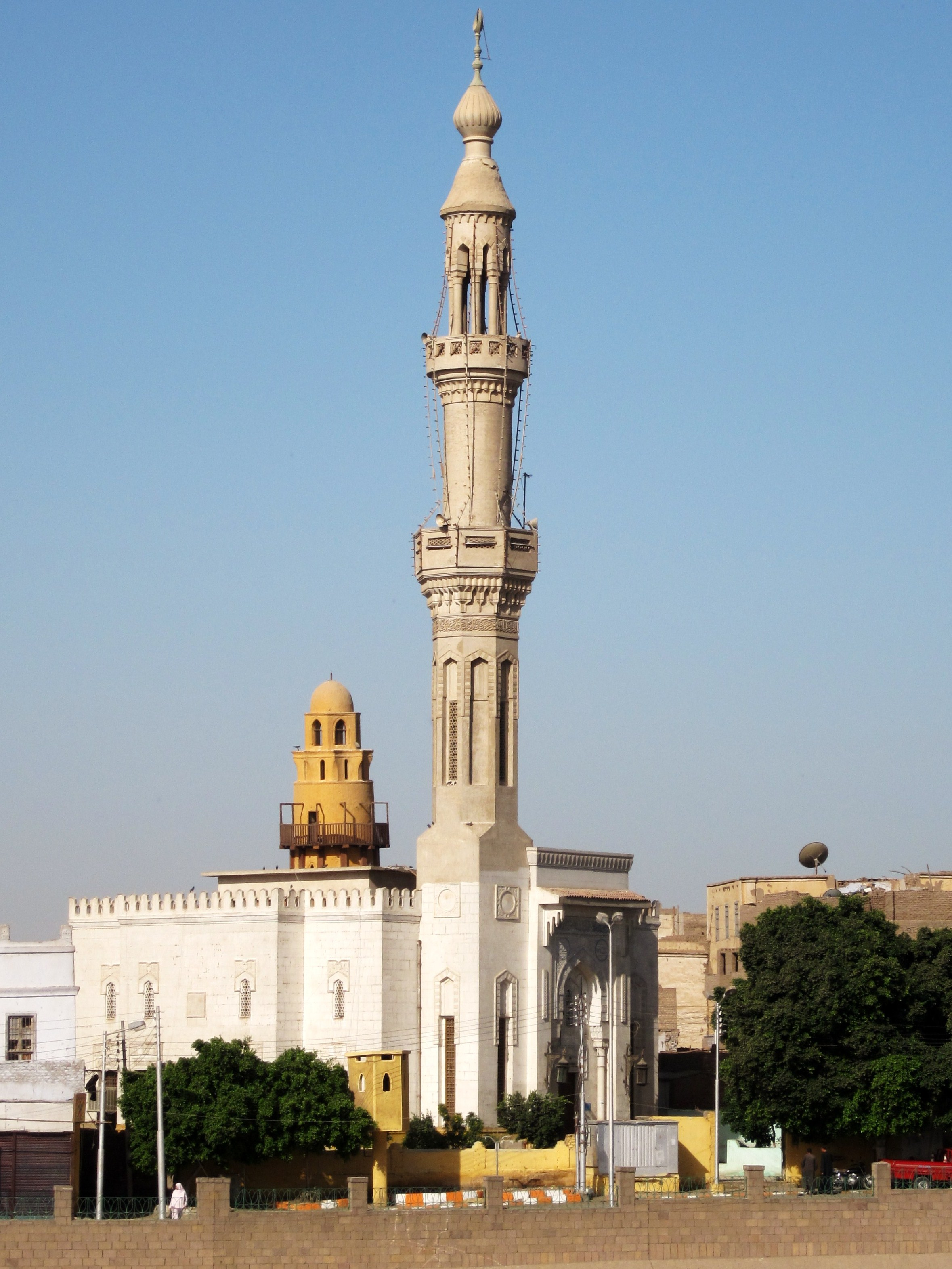
مسجد بإسنا
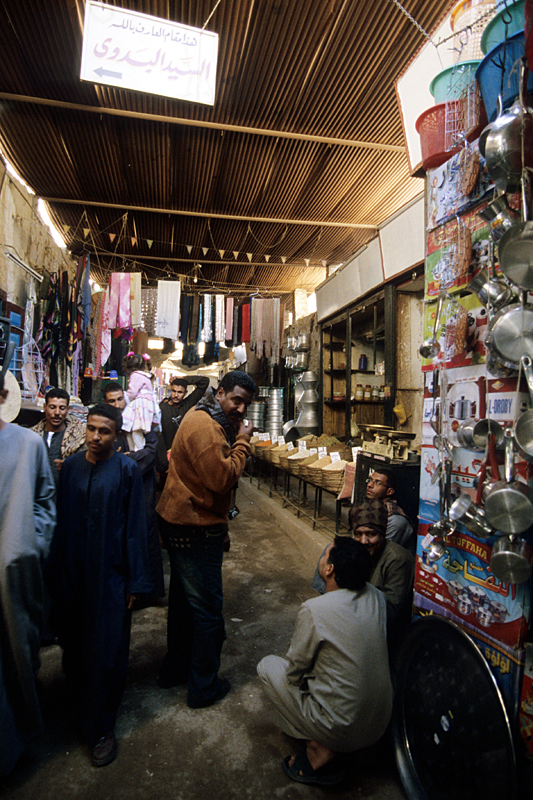
بازار إسنا
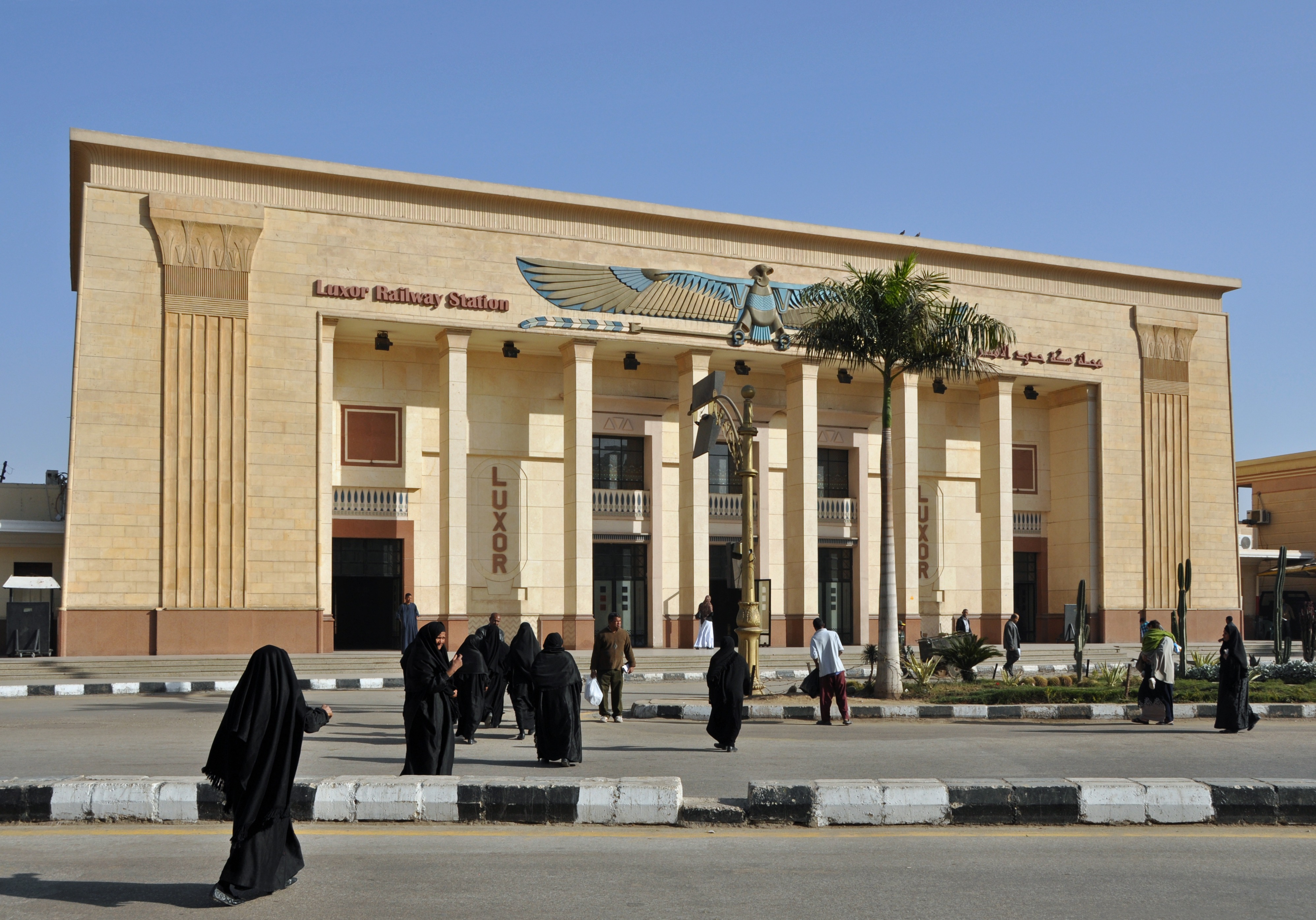
محطة قطارات الأقصر
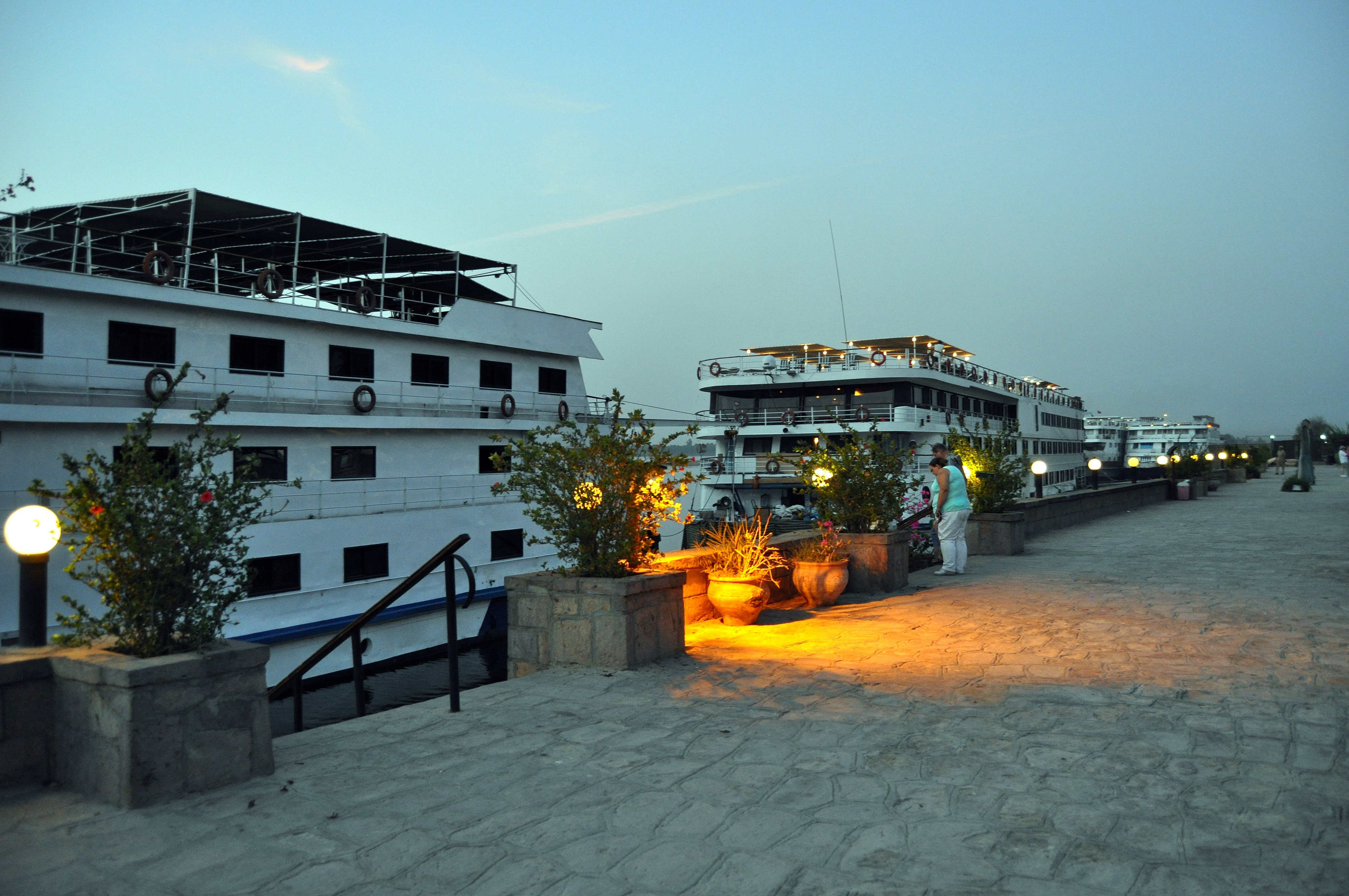
العائمات السياحية
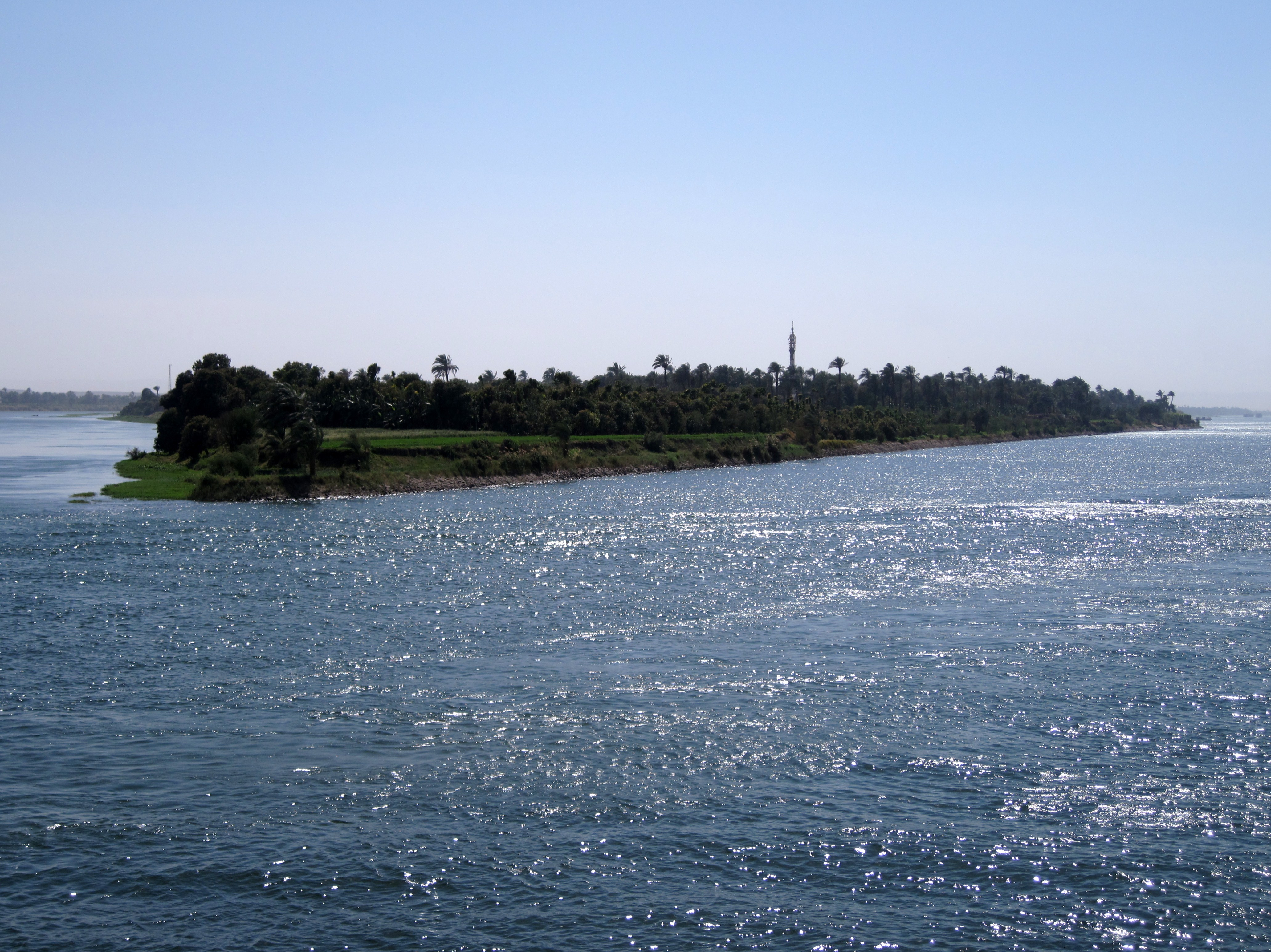
أرمنت